# アクオス

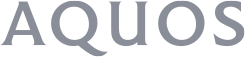
「AQUOS」のロゴ

アクオス (AQUOS) は、シャープの液晶テレビ、スマートフォン、タブレットを中心とした映像関連機器のブランド・シリーズ。

## 概要
アクオス (AQUOS) ブランドは2001年1月にシャープの液晶テレビ20V型 (LC-20C1)、15V型 (LC-15C1)、13V型 (LC-13C1) の発売時に液晶テレビのシリーズ愛称として採用された。ラテン語の"Aqua（水）"と英語の"Quality（品質）"を合成した造語で、液晶 (Liquid Crystal) の持つイメージを表現するネーミングである。
他社とは異なり、テレビ以外の製品（BDレコーダー、携帯電話、サウンドバー等）にもAQUOSブランドを使用しており、2008年6月にアクオスブランドの携帯電話が発売された。
日本国内に続いてアメリカ合衆国でもブランド展開されたが、アメリカ合衆国では液晶テレビの発売に先駆けて2000年のコンシューマー・エレクトロニクス・ショー (CES) で3から300型までの液晶映像商品が展示された。ヨーロッパでは2001年8月のマルチメディア展示会IFA2001で本格的にアクオス製品がデビューした。生産体制としては2003年にメキシコのSEMEXにおいてアクオス製品の生産が開始された。2000年代後半には中国をはじめとするアジア・新興諸国にも積極的に展開している。
アクオスの発売後は、薄型テレビについては長らく液晶テレビのみを発売していたが、2020年に有機ELテレビを発売したことで、この時点で有機ELテレビを発売していない大手メーカーはサムスンのみとなった。後にサムスンはQD-OLEDを採用した有機ELテレビを発売しており、シャープも日本国内ではソニーに続いてQD-OLEDを採用した有機ELテレビを発売している。
アクオス全機種（液晶テレビ・BDレコーダー）に付属されているリモコンは「アルカリ乾電池の使用」が推奨されている（ただしシャープは乾電池自社生産より撤退したため、製品に同梱されるリモコン用お試し乾電池はパナソニックなどの他社より供給）。4K・8Kチューナー内蔵機種は従来型着脱式B-CASカードに代わり「ACASチップ」を本体に内蔵しており、デジタル放送視聴時に必須となる「B-CASまたはmini B-CASカード」を紛失・損傷する心配が解消されている。

## 液晶テレビ

### 概歴
1999年に一般家庭用としては国内初の中型(20V)以上の液晶テレビとしてシリーズ展開した「液晶ウィンドウ」の後継シリーズにあたる。
2001年1月1日、液晶ウィンドウと入れ替わり に「アクオス」として発売開始。殆どの機種の外観上のデザインは、プロダクトデザイナーの喜多俊之の設計によるものである。
2000年12月末の予告から現在までTVCMなど広告媒体のキャラクターに吉永小百合を起用しており、主な購買者層であるミドルエイジ層（F2層・M2層）への訴求を行う。最初期のTVCMは原由子と桑田佳祐が歌唱する「いつでも夢を（東京タムレ及びハラッド収録）」が使われた。当初から2004年頃まで時折キャッチコピーとして使われた「21世紀に持って行くもの」は液晶ウィンドウを踏襲している。
「液晶はシャープ」のイメージが強い一方で、最初期の2001年にPDPモデルを発売していた（「PZ-50BD3」と「PZ-43BD3」の2機種で、いずれもAQUOSブランドは使用せず）。この頃は「大画面も液晶」を貫いている現在とは異なり、パナソニック等と同じく「30インチ台までは液晶、40インチ台以上はプラズマ」という方針を採っていた。後に液晶画面の大型化が進み、同社からPDPの新製品が出ることは無かった。
2003年以前に発売されたBS・110度CSデジタル放送チューナー搭載で地デジチューナー未搭載の機種には、専用のチューナーユニット（AN-DU1）が用意されている。他のメーカーの多くは地上・BS・110°CSデジタル放送対応または、地上デジタル放送のみ対応のコンポジット、S端子接続のSD画質で、このようなHD画質で地デジのみの製品は出していない。これとは別に、単体のデジタルチューナーとしてTU-HD200（2006年発売）があり、リモコンはAQUOSと共通のデザインとなっている（2003年発売の「TU-HD100」は、パナソニック製TU-MHD500のOEM）。

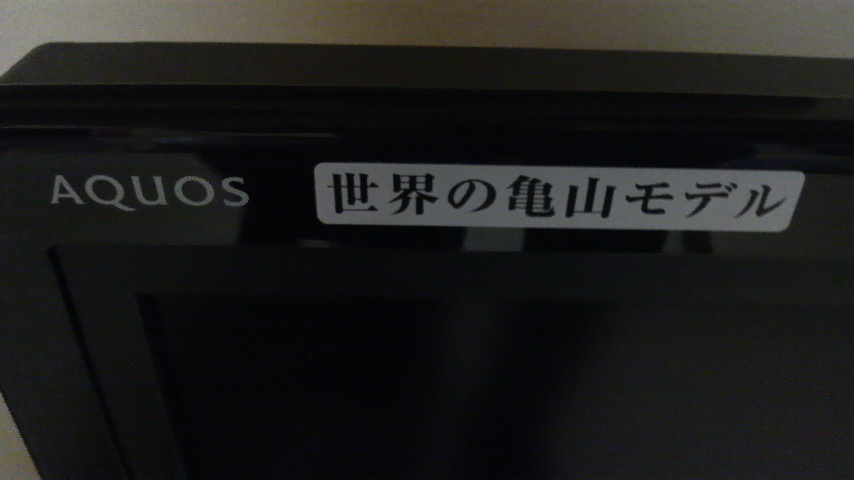
AQUOS 世界の亀山モデル

2000年代中盤以降、大画面・高級機種は液晶ディスプレイを主力とする堺工場と亀山工場で、液晶ディスプレイの生産からテレビの組み立てまでを国内で行なっている（2009年以降のエントリーモデル系統はマレーシアと中国の工場で生産）。堺工場・亀山工場で製造された製品には、電器店での店頭で「亀山産」や「亀山モデル」といった産地表示が貼付され、カタログでは「世界の亀山ブランド」と記載され、工場名に一種のブランドイメージを持たせることに成功した。このような表示のきっかけは「工場の指名買い」があったためだという。しかしその後の堺・亀山工場は経営が悪化し二転三転することとなった。
液晶パネルは、シャープが開発したASV液晶を採用しているが、映像エンジンは一部他社（提携を交わした東芝など）から供給を受ける。画面サイズの展開が業界で最も多く、2012年4月現在では70/60/52/46/40/32/26/24/22/20/19/16V型の計11種類をラインナップしている。60/52/46/40/22Vの現行製品はすべてフルHDモデルである。また65インチも販売していた（2010年当時、実売価格が最も安い65V型で24万円前後）。
2006年には地上波アナログチューナーのみ搭載した地デジ非対応モデル（20V型以下）の生産・発売を終了。ただし、地デジ非対応のブラウン管テレビの生産は2008年頭まで続けていた。
2007年にはそれまで発売していたDVDレコーダーとは別に、AQUOSを冠名称としたBlu-ray Discドライブ搭載の「#AQUOSブルーレイ」を発売開始。こちらのキャラクターには2008年より香取慎吾（当時SMAP）を起用。2008年にはBDレコーダーをテレビに内蔵したブルーレイ一体型テレビ、AQUOS（テレビ）DR / DXシリーズを発売。テレビ側の吉永とレコーダー側の香取が寄り添う広告が制作された。BDレコーダー一体型アクオスは2011年発売「R5シリーズ」を最後に生産終了となり、2025年現在BDレコーダー一体型アクオスは販売されていない。またアクオスファミリンクメニューで「音声をシアターから出す」を選んだ場合・本体ヘッドホン端子より音声が出力されないので、ヘッドホンの音を聴きたい場合は「音声をテレビから出す」を選ぶ。
2015年6月から「AQUOS 4K」の2015年モデル（XU30ライン・US30ライン・U30ライン）発売に伴うプロモーションを実施するにあたり、新たにきゃりーぱみゅぱみゅが起用された。
シャープはかつて衛星アンテナを自社生産していたが、「AQUOS」登場以前にアンテナ自社生産より撤退。現在シャープフレンドショップへ供給されるアンテナは（マスプロ電工・日本アンテナ・DXアンテナなどの）他社製品に変わっている。さらにポータブルテレビは発足当初から生産していないので、シャープフレンドショップには（パナソニック「プライベートビエラ」などの）他社製品が供給されている。またアクオスに「シャープフレンドショップ（系列店）限定モデル」は発売当初から今日まで一切設定されていない。
日立グローバルライフソリューションズが「Wooo」の国内販売を2018年限りで終了したため、アクオスは「日立チェーンストール」へも供給されるようになった。また三菱電機も2021年9月限りで量販店とネット通販会社へのテレビ「リアル」出荷を終え、系列店「三菱電機ストアー」へのテレビ出荷も2024年3月限りで終了し、これを以てテレビ生産より撤退。2019年までに発売された機種が「リアル」最終モデルとなり「全機種在庫品限り」のため、三菱電機ストアーへもアクオスが供給され始めている。
4K非対応モデルの現行機種は2025年発売「2T-C43GE2（43V型）」と「2T-C32/C24/C19GE1（32V/24V/19V型）」・および2024年発売「2T-C43GF2（43V型）」と「2T-C32/C24GF1（32V/24V型）」のみで、これら機種に付属のB-CASカードはフルサイズではなく、切手・SDカード大の「mini B-CASカード」を本体側面の「mini B-CASスロット」へ差し込む方式なので、カードの紛失・誤飲に十二分注意が必要。40V型以上の4K非搭載機種は2T-C43GE2を最後に生産終了となり、今後の4K非搭載機種は32V型以下のパーソナルモデルのみとなる。42V型モデルは2024年限りで生産終了となり、2019年発売「2T-C42BE1」が最終モデルとなった。
アナログAV入力端子は2023年以降製造機種よりミニジャックへ変わり、市販の「ピンプラグ - AVミニ端子変換ケーブル」が別途必要。D入力端子は廃止された。
シャープ純正テレビ台（アンプ・スピーカー付き「ラックシアター」も含む）の生産はブラウン管テレビ終焉と共に終了したため、シャープ製品取扱店ではハヤミ工産（「TIMEZ」ブランド）・朝日木材加工などの他社製テレビ台を仕入れている。

### 国内シェア
海外ではシェアを喪失したが、国内では「液晶はシャープ」のイメージが強く、AQUOSが大きなシェアを占めて2008年度の液晶テレビの日本国内シェアは42%前後で1位。2021年3月に東芝TVS REGZAに抜かれるまで16年にわたってトップシェアを維持した。

### 年表
- 2000年12月19日 - 第1号モデル（LC-20/15/13C1）を発表。2001年1月1日（13型は同年2月1日）より発売。
- 2003年6月17日 - 液晶テレビ初の地上デジタルチューナー内蔵モデル（LC-37/30AD1/AD2）を発表。6月27日より順次発売。
- 2004年8月1日 - 液晶テレビ世界初のフルスペックハイビジョンパネル搭載モデル（LC-45GD1）を発表。
- 2005年6月3日 - 液晶テレビでは世界最大（当時）の65V型モデル（LC-65GE1）が発表され、8月1日より発売された。メーカー希望小売価格は168万円。
- 2006年
  - 5月 - 発売以来の累計出荷台数が1000万台を突破した。液晶テレビの単一ブランドとしては史上初としている。
  - 8月2日 - パナソニックのビエラリンクに追随して「AQUOSファミリンク」を発表。これにより、同社製DVDレコーダーのシェアを伸ばしている。
  - 8月4日 - デジタルチューナー内蔵型の最小記録を塗り替える13インチモデル（ただし4:3でハイビジョン画質ではない）を発売している（記録自体は2007年10月に発売された東芝のSD-P120DT（12インチ、DVDプレーヤー内蔵「ポータロウ」）に破られた。ただデジタル3波チューナー内蔵機種では2008年3月現在も最小）。
  - 12月22日 - 32V型のフルHDモデル（LC-32GS10/GS20）を発売して、フルハイビジョンで視聴できるテレビとしての最小記録を塗り替えた。
- 2007年
  - 1月8日 - 世界最大となる108V型の液晶テレビを開発したと発表した。
  - 3月 - 16:9の16V型（LC-16E1）を発売し、ハイビジョンで視聴できるテレビとしての最小記録も塗り替えた。
  - 11月22日 - 26・22V型のフルHDモデル（LC-26/22P1）を発売して、フルハイビジョンで視聴できるテレビとしての最小記録を再び塗り替えた。
  - 12月21日 - シャープと東芝は、液晶パネルと半導体分野における事業提携を発表[7]。シャープが東芝にAQUOS技術の液晶パネルを、東芝がシャープにREGZA技術のシステムLSI（映像エンジン等）を2008年度より相互に供給する。
- 2008年
  - 2月26日 - シャープとソニーは、大型液晶パネルの生産等を行なう合弁会社の設立を発表[8]。シャープがソニーにAQUOS技術の液晶パネルを供給する。
  - 1月24日 - 当時世界最薄となる超薄型モデル（LC-46/42/37XJ1）を発表。同年3月1日より発売。
  - 10月15日 - 世界初のBDレコーダ内蔵モデル（LC-52/46/42/37/32/26DX1）を発表。
- 2009年
  - 2月2日 - 業界No.1の省エネ性能を実現した新Dシリーズ（LC-32DE5,LC-26/20D50）を発表。
  - 3月23日 - 省電力・大画面フルハイビジョンモデルAシリーズ（LC-52/46/40AE6）を発表。新たに40V型を設定。
  - 5月11日 - 省エネ性能に加え画質も向上した「AQUOS D」シリーズ（LC-52/46/40/32DS6）を発表。6月29日に42V型のLC-42DS6追加。
  - 8月7日 - “7倍録り”対応のBD内蔵テレビ「AQUOS DX」シリーズ（LC-52/46/40/32/26DX2）を発表。
  - 9月16日 - テレビ向け次世代液晶パネルの中核技術「UV2A（ユーヴィツーエー）技術」を開発、世界で初めて本格的に生産導入したと発表[9]。
  - 9月26日 - 新開発の「UV2A（ユーヴィツーエー）技術」によって生産された次世代液晶パネルとLEDバックライトにより高画質と高い省エネ性能を実現させた「LED AQUOS」LXシリーズ（LC-40/46/52/60LX1）を発表[10]。
- 2010年
  - 1月19日 - 4色のカラーリングを用意したパーソナルユースに最適なカジュアルモデル「AQUOS NE」シリーズ（LC-20NE7）を発表（2010年2月発売）。
  - 1月28日 - 高画質と省エネ性能を両立したLED AQUOS Sシリーズ（LC-32SC1/40/46/52SE1）を発表（2010年2月発売）。
  - 4月15日 - 「UV2A液晶パネル」を搭載した大画面フルハイビジョンモデル「AQUOS AE7」シリーズ（LC-52/46/40AE7）を発表（2010年4月発売）。
  - 4月20日 - 新開発の「UV2A技術」を採用した次世代液晶パネルとLEDバックライトにより高画質と高い省エネ性能を実現させた“8.5倍録り”対応のBD内蔵テレビ「LED AQUOS」DX3シリーズ（LC-32/40/46/52DX3）及び「AQUOS DV」シリーズ（LC-26DV7）を発表（2010年5月～6月発売）。
  - 5月21日 - 薄型エッジライト方式のLEDバックライトを採用したパーソナルモデル「AQUOS K」シリーズ（LC-19/22K3）を発表（2010年6月発売）。
  - 5月31日 - 独自の「UV2A技術」をベースに赤・青・緑の3原色に新たに黄色を加えた新開発の4原色技術を採用した「AQUOSクアトロン3D」LVシリーズ（LC-40/46/52/60LV3）及び「AQUOSクアトロン」LXシリーズ（LC-40/46/52/60LX3）、XFシリーズ（LC-46/52XF3）を発表[11]（2010年7月発売）。
  - 8月24日 - シャープ初のBD&HDD内蔵モデル「LED AQUOS」DRシリーズ（LC-32/40DR3）及び外付USB HDD対応スタンダードモデル「LED AQUOS」DZシリーズ（LC-26/32/40/46/52DZ3）・「AQUOS DZ」（LC-20DZ3）を発表（2010年9月～10月発売）。
  - 9月30日 - ブルーレイ3D対応のBDレコーダー一体型モデル「AQUOSクアトロン3D」LB3シリーズ（LC-46/52LB3）を発表（2010年11月発売）。
- 2011年
  - 1月26日 - 「AQUOSクアトロン3D」の新ラインナップとして、高速応答に対応した「ハイスピードUV2A」液晶パネルを採用し、狭額縁・薄型設計のZシリーズ（LC-40/46/52/60Z5）及び「LED AQUOS」Vシリーズ（LC-20/26/32/40/46/52V5）を発表（2011年3月発売）。
  - 4月21日 - バッテリー内蔵ディスプレイ部とチューナー部をワイヤレスで接続でき、設置性を高めた小型モデル「フリースタイルAQUOS」FEシリーズ（LC-20FE1）を発表（2011年6月発売）。
  - 6月1日 - ブルーレイ内蔵「LED AQUOS」の新モデルとして、BDXL規格に対応し、外付けUSBハードディスクへの録画ができるR5シリーズを発表（2011年6月発売）。
  - 6月15日 - 「AQUOSクアトロン3D」の新ラインナップとして、AQUOS関連製品とワイヤレスで連携できる「スマートファミリンク機能」を搭載したL5シリーズ（LC-40/46/52/60L5）を発表（2011年8月発売）。
  - 8月25日 - 「フリースタイルAQUOS」の新モデルとして、軽量・薄型設計のディスプレイを採用し、壁寄せや壁掛け設置を可能にしたF5シリーズ（LC-20/32/40/60F5）を発表（2011年9月～10月発売）。
  - 9月1日 - 「AQUOSクアトロン3D」の新ラインナップとして、メガブライトネス技術を採用し、高コントラストを実現した70v型（LC-70X5）を発表（2011年9月発売）。
- 2012年
  - 2月14日 - 「AQUOSクアトロン」70v型の第2弾として、外付けUSBハードディスク録画に対応し、60v型同等の省エネ性能を実現したLC-70Q7を発表（2012年3月発売）。
  - 4月18日 - 「AQUOSクアトロン」の新ラインナップとして、「829万サブピクセル」駆動システムを搭載し、国内で市販されている液晶テレビとしては最大サイズとなる80v型もラインナップしたGシリーズ6機種（LC-40G7/46G7/52G7/60G7/70GL7/80GL7）を発表（2012年6月発売）。
  - 10月25日 - 「AQUOSクアトロン3D」の新ラインナップとして、艶やかで深い黒を再現する「モスアイパネル」を採用したXLシリーズ5機種（LC-46XL9/52XL9/60XL9/70XL9/80XL9）を発表（60v型・70v型は先行で2012年11月発売。その他のサイズは同年12月発売）。
- 2013年
  - 4月23日 - スマートフォンとの連携に重点を置いた小型パーソナルモデル「スマホライフAQUOS」MXシリーズ（LC-24MX1）を発表（2013年5月発売）。
  - 5月21日 - 「AQUOS」初の4K UHDモデルUDシリーズ（LC-60UD1/70UD1）を発表（70v型は先行で2013年6月発売、60v型は同年8月発売）。
  - 6月27日 - BD&HDD内蔵モデルの新モデルとして、画面とスタンドを一体化した新デザインを採用したDR9ライン2機種（LC-32/40DR9）を発表（2013年7月発売）。
  - 10月22日 - 「AQUOSクアトロン」の新ラインナップとして、水平3,840×垂直2,160画素の解像度チャートによる当社で定める輝度信号の解像度評価において、フルHDパネルを搭載しながら4K相当の高精細表示を実現する「超解像 分割駆動エンジン」を搭載した「AQUOSクアトロン プロ」XL10ライン5機種（LC-46/52/60/70/80XL10）を発表（46v型・52v型・60v型は2013年11月発売・70v型・80型は同年12月発売）。
- 2014年
  - 5月20日 - 「AQUOS」UDシリーズの新モデルとして、4K UHDの液晶テレビで初めて4Kビデオ・オン・デマンド配信に対応したHEVCデコーダーを搭載したUD20ライン3機種（LC-52/60/70UD20）を発表（60v型・70v型は2014年6月発売、52v型は同年7月発売）。
  - 8月5日 - 「AQUOS」の4K UHDモデルの新シリーズとして、中・大型のスタイリッシュモデルUシリーズ（LC-40U20/50U20）を発表（2014年9月発売）。
  - 9月26日 - 「AQUOS」の4K UHDモデルの新シリーズとして、広色域技術「リッチカラーテクノロジー」を採用し、部屋の照明や外光の映り込みを抑える「4K低反射パネル」を採用したハイグレードモデルUSシリーズ（LC-52US20/60US20）を発表（2014年10月発売）。
  - 10月2日 - 「AQUOSクアトロン プロ」の新モデルとして、広色域技術「リッチカラーテクノロジー」を新たに採用し、セガの知育アプリ「テレビーナ」に対応した「AQUOSクアトロン プロ」XL20ライン3機種（LC-46/52/60XL20）を発表（2014年11月発売）。
- 2015年
  - 4月16日 - 「AQUOS」Uシリーズ、USシリーズの新モデルとして、広色域技術「リッチカラーテクノロジー」と高精細画像処理回路「AQUOS 4K-Master Engine PRO II」を搭載したU30ライン（LC-40U30/50U30/55U30/58U30）と低反射「N-Blackパネル」を採用したUS30ライン（LC-52US30/60US30）を発表（2015年6月発売予定）。
  - 5月21日 - 「AQUOS」の4K UHDモデルの新シリーズとして、4K液晶パネルに「AQUOSクアトロン」で採用されている4原色技術を導入し、市販の4K UHD液晶テレビでは世界初となる8K映像の情報量に変換する「超解像・8Kアップコンバート」回路を搭載し、「4Kアクティブコンディショナー」も備えたテレビエンジン「X（クロス）8-Master Engine PRO」を搭載することで水平7,680×垂直4,320画素の解像度チャート（静止画）による当社で定める輝度信号の解像度評価において、4K UHDパネルを搭載しながら8K相当の超高精細を実現した「AQUOS 4K NEXT」LC-80XU30を発表（2015年7月発売）。
  - 10月5日 - 「AQUOS」の新モデルとして、「AROUND SPEAKER SYSTEM（アラウンド スピーカー システム）」を搭載した「AQUOS 4K NEXT」LC-70XG35及び「AQUOS」LC-60XD35の2機種を発表（2015年11月発売）。
- 2017年12月1日 - 世界初の8K対応モデル、X500ライン発売。
- 2018年
  - 8月27日 - チューナー部とモニター部を分離させた防水型AQUOSポータブル、AP/AFライン（2T-C16AP/C12AP/C12AF）を発表（9月27日発売）。2011年発売の「フリースタイルAQUOS」以来7年ぶりにポータブルテレビ市場へ再参入。
  - 10月15日 - 世界初となる4K 8Kテレビ放送対応チューナーを搭載した8Kモデル、AX1ライン（8T-C60AX1/C70AX1/C80AX1）を発表（2018年11月発売）。

## 液晶モデル一覧

### 現行モデル（2025年7月現在）
数字は型（インチ）。Vは「ヴィジュアルサイズ」の略で、実際の画面サイズ換算（ブラウン管比では+2型相当）となる。すべて地上デジタルテレビジョン放送・BSデジタル放送・110度CSデジタル放送チューナー内蔵。
現行モデルのほとんどは「AQUOSファミリンク」に対応する（ファミリンクメニューで「音声をシアターから出す」を選んだ場合・本体ヘッドホン端子からは音声が出力されないので、本体ヘッドホンの音を聴きたい場合は「音声をテレビから出す」を選ぶ）。
型番は発売当初から長らく"LC-"から始められていたが、2018年発売モデルで型番が一新され、8K UHDモデルは"8T-"から、4K UHDモデルは"4T-"から、フルハイビジョン/ハイビジョンモデルは"2T-"からそれぞれ始まるようになった。
X1系
4K 8Kテレビ放送（BS8K/BS4K/110度CS4K）の受信に対応した8K/4Kチューナー搭載した8K UHDモデル。2023年4月時点におけるAQUOSのフラッグシップモデルに位置付けられる。4Kチューナーは2基搭載されており、別売りの外付けハードディスクへ録画中に別チャンネルのBS4K/110度CS4K放送の視聴が可能である。BS8K放送はシャープ純正の外付けハードディスク（8R-C80A1）を組み合わせることで録画も可能である。音響パワー体積密度補正を行う「Eilex PRISM」と「VIR Filter」も採用された。
DX1ラインは液晶と有機ELそれぞれの利点を兼ね備えた映像技術「XLED（エックスレッド）」を採用。バックライトに使用するLEDがmini LEDとして高密度化され、微細なエリア毎に映像と連動させて分割駆動することで高輝度映像の再現を可能にする「アクティブmini LED駆動」や近接するエリアの輝度解析を行い液晶とLEDの駆動の制御を最適化する独自回路「フレアブライトネス」を搭載。「リッチカラーテクノロジー」はナノサイズの半導体粒子で光波長変換を行う量子ドットを採用した「量子ドットリッチカラー」に、画像処理エンジンは映像本来の質感や輪部を映像信号からリアルタイムに復元する「オブジェクト プロファイリング」、入力フォーマットに応じて明暗描写を最適化させる「スマートアクティブコントラスト」、輝度信号を解析して映像本来の明るさを推測して復元させる「輝き復元」などを備えた「Medalist Z2X」へ進化。サウンドシステムはハイトミッドレンジを追加して8スピーカーに増強した「AROUND SPEAKER SYSTEM PLUS（アラウンド スピーカー システム プラス）」となり、音楽番組や音楽ライブ配信などに対応した「音楽ライブ」モードも搭載された。リモコンはCX1ラインではNETFLIX・Prime Videoを下部に、YouTubeを中央に分散して配置されていた「アプリダイレクト」ボタンを上部に移して1ヶ所に集約し、種類もU-NEXT・hulu・ABEMA・Paraviを加えた7つに拡充。録画番組操作ボタンを中央から下部に移動し、スリム化・軽量化も図られた新型となった。音声操作は後述するDW1ライン・DN1ライン同様にリモコン操作だけでなくハンズフリー操作にも対応した（本体スイッチでマイクの無効化も可能）。フレームは0.2cmの狭額縁金属製を採用した「フローティングディスプレイ」となった。本ラインは「AQUOS XLED」を名乗る。
- DX1ライン - 8K UHD[7680×4320画素]・8スピーカー（ハイト+サイド+アンダー）・8Kシングル+4Kダブル+デジタルトリプルチューナー・Android TV/COCORO VISION・DLNAプレーヤー（ホームネットワーク）機能
  - 8T-C85DX1/C75DX1/C65DX1（スキャンスピード） ※C75DX1/C65DX1は在庫僅少

P1/P2系
液晶と有機ELそれぞれのメリットを兼ね備えた映像技術「XLED（エックスレッド）」を搭載した4K UHDモデル。8K UHDモデルのDX1ライン同様、「AQUOS XLED」を名乗る。
GP1ラインは、既存の「N-Blackパネル」が量子ドット技術の採用によって視聴位置による色変化を軽減させた「N-Black Wideパネル」へ、画像処理エンジンは「AI超解像」と「アニメ・ネットクリア」の2つの機能が追加されにてネット動画に対応、「環境センシング」が部屋の色温度の検知による調整が可能となり、音質も自動調整が可能となった改良型「AIオート」を備えた「Medalist S5X」を採用。HDR規格の一つである「ドルビービジョン」は部屋の明るさに応じて画質を自動で最適化させる「Dolby Vision IQ」に対応した。ハイトスピーカーに備わっている金属製のパンチングネットは開口率を向上させるため六角形に変更された。リモコンに備わっている「アプリダイレクトボタン」はParaviがFODへ変更、YouTubeとDisney+を5段目へ移動され、4段目にNet-VISIONとTVerを追加して10個に拡充された。放送波同士（4K放送同士を除く）または放送波+HDMIを左右2画面に表示可能で、大小の画面の組み合わせも可能な「ズーム2画面」も搭載された。4K 144Hz VRR入力やWi-Fi 6Eにも対応した。サイズは75V型・65V型・55V型の3サイズに集約された。
GP2ラインは、液晶パネルがEP1ラインと同じ「N-Blackパネル」が採用され、「4Kスポーツビュー」を非搭載化。サウンドシステムがハイトスピーカー（ミッドレンジスピーカー+ツィーター）なし・ミッドレンジスピーカーを2つに減らした「FRONT OPEN SOUND SYSTEM PLUS」となり、ハンズフリー音声操作が非対応、HDMI入力端子が4K 120Hz入力対応へグレードダウンされる。サイズは50V型と43V型の2サイズが設定される。
HP1/HP2ラインは、画像処理エンジンが「Medalist S6X」に変更され、既存の「AIオート」に遠近感（精細感・明暗）を自動補正する「空間認識AI」を追加。「Sleipnir TV ウェブブラウザ」や「ESET SMART TV SECURITY」が搭載され、テレビの画面上でのサイトの閲覧やセキュリティ対策が可能となった（利用の際はダウンローダーアプリからインストールし、利用規約やプライバシーポリシーへの同意が必要）。ゲーム機能では、リモコンのカーソルキーで画面サイズを25%～70%の10段階で縮小したり、画面の表示位置を9か所から選べる「リサイズ機能」を追加。リモコンの「クイック」ボタンから利用頻度が高い設定の項目を表示し、編集も可能な「クイックメニュー」を追加。USBハードディスクに録画された番組の再生機能が強化され、「早見・早聞き再生」は音質モードで「AIオート」設定時に人の声を聞きやすく自動調整されるようになり、再生の際にリモコンの十字ボタンを押して緊急情報の情報表示部分をL字型にカットして全画面で再生する「L字カット再生」を追加。番組表も改良され、ビジュアル表示がなくなる代わりに登録ワードにヒットした番組のみをハイライト表示する「マイセレクト」を搭載した。
- HP1ライン - 4K UHD[3840×2160画素]・11スピーカー（ハイト+アンダー）・4K/デジタルダブルチューナー・Google TV/COCORO VISION・DIXIM for AQUOS（ホームネットワーク(プレーヤー)機能）
  - 4T-C75HP1/C65HP1/C55HP1
- HP2ライン - 4K UHD[3840×2160画素]・5スピーカー（アンダー）・4K/デジタルダブルチューナー・Google TV/COCORO VISION・DIXIM for AQUOS（ホームネットワーク(プレーヤー)機能）
  - 4T-C50HP2/C43HP2
- GP1ライン - 4K UHD[3840×2160画素]・11スピーカー（ハイト+アンダー）・4K/デジタルダブルチューナー・Google TV/COCORO VISION・DIXIM for AQUOS（ホームネットワーク(プレーヤー)機能）
  - 4T-C75GP1/C65GP1/C55GP1
- GP2ライン - 4K UHD[3840×2160画素]・5スピーカー（アンダー）・4K/デジタルダブルチューナー・Google TV/COCORO VISION・DIXIM for AQUOS（ホームネットワーク(プレーヤー)機能）
  - 4T-C50GP2/C43GP2

N1/N2系
4Kダブルチューナー搭載4K UHDフラッグシップ・ハイグレードモデル。
GN1/GN2ラインは画像処理エンジンに改良型「AIオート」を備えた「Medalist S5」が採用され、HDR規格の一つである「ドルビービジョン」は「Dolby Vision IQ」に対応。「ズーム2画面」も搭載され、Wi-Fi 6Eにも対応した。C75GN1はGP1ラインと同じ「N-Black Wideパネル」が採用され、HDMI入力端子が4K 144Hz VRR対応となる。
- GN1ライン - 4K UHD[3840×2160画素]・アンダースピーカー・4K+デジタルダブルチューナー・Google TV/COCORO VISION・DIXIM for AQUOS（ホームネットワーク(プレーヤー)機能）
  - 4T-C75GN1/C65GN1/C55GN1
- GN2ライン - 4K UHD[3840×2160画素]・アンダースピーカー・4K+デジタルダブルチューナー・Google TV/COCORO VISION・DIXIM for AQUOS（ホームネットワーク(プレーヤー)機能）
  - 4T-C50GN2/C43GN2

L1系
4Kダブルチューナー搭載4K UHDモデル。
GL1ラインは画像処理エンジンに「4K超解像コンバート」と「ネット動画クリア補正」で構成された「Medalist L1」が採用され、「音楽ライブ」モード・「ビジュアル番組表」・「AQUOSスクリーンタイム」を非搭載化。「Eilex PRISM」・「VIR Filter」・「AQUOSファミリンク」を非対応としたスタンダードモデルへ位置づけを変更。サイズラインナップは55V型と75V型が復活、42V型は43V型に差し替えたことで、EL1ラインと同じ5サイズとなった。
- GL1ライン - 4K UHD[3840×2160画素]・アンダースピーカー・4K+デジタルダブルチューナー・Google TV/COCORO VISION
  - 4T-C75GL1/C65GL1/C55GL1/C50GL1/C43GL1

H1系
4Kダブルチューナーを搭載し、ネットワーク関連の機能を省いた4K UHDシンプルモデル。
バスレフ型スピーカーボックスが採用されており、50V型には「フロントリフレクター」、60V型には「FRONT OPEN SOUND SYSTEM」が搭載されている。リモコンはテレビ視聴とUSB外付けハードディスクの録画・再生に特化してボタンの数を少なくした「シンプルリモコン」となる。
CH1ラインでは、サイズラインナップが一部変更となり、40V型が設定されない替わりに、55V型が設定された。BH1ラインでは60V型に搭載されていた「FRONT OPEN SOUND SYSTEM」は50V型と55V型に搭載（65V型は非搭載となる）。曜日ごとに細かく設定可能なプログラムタイマー式の「おはようタイマー」が搭載された。
- CH1ライン - 4K UHD[3840×2160画素]・サイドスピーカー・4K/デジタルダブルチューナー
  - 4T-C65CH1/C55CH1/C50CH1　※C55CH1は在庫僅少

F1/F2系
中・小型のスマートハイビジョンモデル。
GF1/GF2ラインは液晶パネルに低反射処理が施され、4K UHDモデルのGL1ラインに搭載されている画像処理エンジン「Medalist L1」をハイビジョンモデル用に「4K超解像コンバート」を「精細感復元」に変更して搭載。リモコンの「アプリダイレクトボタン」はParaviをFODに置き換え、Net-VisionとTVerを追加して10個に拡充。EF1ラインでは非対応だった「COCORO VISION」や「COCORO HOME」に対応した。GF1ラインはスピーカー開口部にリフレクター構造が採用される。GF2はフルハイビジョン仕様の43V型のみの設定となる。
- GF1ライン - ハイビジョン[1366×768画素]・アンダースピーカー・デジタルダブルチューナー（うち1つは裏番組録画専用）・Google TV/COCORO VISION
  - 2T-C32GF1/C24GF1
- GF2ライン - フルハイビジョン[1920×1080画素]・アンダースピーカー・デジタルダブルチューナー（うち1つは裏番組録画専用）・Google TV/COCORO VISION
  - 2T-C43GF2

E1/E2系
中・小型のスタンダードハイビジョンモデル。
GE1/GE2ラインはGF1/GF2ライン同様に液晶パネルに低反射処理が施されるほか、GE1ラインはGF1ライン同様にスピーカー開口部にリフレクター構造が採用され、19V型と24V型はヘッドフォン端子を前面に搭載した。BE1ラインで搭載されていたおまかせオートチャプター機能やDLNAプレーヤー（ホームネットワーク）機能は非搭載、AQUOSファミリンクは非対応となった。サイズラインナップはGE1ラインは後述するDEシリーズのハイビジョンモデルを引き継ぎ32V型・24V型・19V型の3サイズを設定、GE2ラインはBE1ラインを引き継ぐ43V型のみとなる。
- GE1ライン - ハイビジョン[1366×768画素]・アンダースピーカー・デジタルダブルチューナー（うち1つは裏番組録画専用）
  - 2T-C32GE1/C24GE1/C19GE1
- GE2ライン - フルハイビジョン[1920×1080画素]・アンダースピーカー・デジタルダブルチューナー（うち1つは裏番組録画専用）
  - 2T-C43GE2

### 法人向けモデル
KL系
広色域技術「リッチカラーテクノロジー」や「AQUOS 4K-Master Engine PRO II」を備え、インターネットやホームネットワーク機能に対応した4K UHDモデル。別売の壁掛け金具を用いた壁掛け設置を想定したモデルとなっており、スタンドはオプション対応となる。
- AKLライン - 4K UHD[3840×2160画素]・アンダースピーカー・トリプルチューナー・DLNAサーバー/プレーヤー（ホームネットワーク）機能対応
  - 4T-B50AKL

B1系
VOD（ビデオ・オン・デマンド）サービス（TSUTAYA TV・ひかりTV・アクトビラ・クランクイン!ビデオ・DMM.com等）をLAN配信経由で利用可能なインターネット機能や直下型LEDバックライトを搭載した中型スタンダードモデル。
CB1ラインはAB1ラインでは2系統だったHDMI入力端子を3系統に増強されている。
- CB1ライン - ハイビジョン[1366×768画素]・アンダースピーカー・シングルチューナー・DLNAプレーヤー（ホームネットワーク）機能対応
  - 2T-B42CB1
- AB1ライン - ハイビジョン[1366×768画素]・アンダースピーカー・シングルチューナー・DLNAプレーヤー（ホームネットワーク）機能対応
  - 2T-B32AB1

### 過去に発売されたモデル

#### X1系
8K UHDモデル（8K/4Kチューナー搭載）。
- CX1ライン - 8K UHD[7680×4320画素]・6スピーカー（サイド+アンダー）・8Kシングル+4Kダブル+デジタルトリプルチューナー・Android TV/COCORO VISION・DLNAプレーヤー（ホームネットワーク）機能
  - 8T-C70CX1/C60CX1（スキャンスピード）
- AX1ライン - 8K UHD[7680×4320画素]・アンダースピーカー・8Kシングル+4Kダブル+デジタルトリプルチューナー・Android TV/COCORO VISION・DLNAプレーヤー（ホームネットワーク）機能
  - 8T-C80AX1/C70AX1/C60AX1（960スピード）

#### W1系
8K UHDモデル（8KチューナーはDW1ラインのみ搭載）。
- DW1ライン - 8K UHD[7680×4320画素]・アンダースピーカー・8Kシングル+4Kダブル+デジタルトリプルチューナー・Android TV/COCORO VISION・DLNAプレーヤー（ホームネットワーク）機能
  - 8T-C70DW1/C60DW1（スキャンスピード）
- BW1ライン - 8K UHD[7680×4320画素]・アンダースピーカー・4Kダブル+デジタルトリプルチューナー・Android TV/COCORO VISION・DLNAプレーヤー（ホームネットワーク）機能
  - 8T-C70BW1/C60BW1（960スピード）
- AW1ライン - 8K UHD[7680×4320画素]・アンダースピーカー・デジタルトリプルチューナー・Android TV/COCORO VISION・DLNAプレーヤー（ホームネットワーク）機能
  - 8T-C60AW1（960スピード）

#### P1系
4Kダブルチューナー・XLED技術搭載4K UHDモデル。
- EP1ライン - 4K UHD[3840×2160画素]・11スピーカー（ハイト+アンダー）・4Kダブル+デジタルトリプルチューナー・Google TV/COCORO VISION・DLNAプレーヤー（ホームネットワーク）機能
  - 4T-C75EP1/C70EP1/C65EP1/C60EP1/C55EP1（スキャンスピード）
- DP1ライン - 4K UHD[3840×2160画素]・11スピーカー（ハイト+アンダー）・4Kダブル+デジタルトリプルチューナー・Android TV/COCORO VISION・DLNAプレーヤー（ホームネットワーク）機能
  - 4T-C65DP1/C55DP1（スキャンスピード）

#### L1系
4Kダブルチューナー搭載4K UHDハイグレードモデル。
- FL1ライン - 4K UHD[3840×2160画素]・アンダースピーカー・4Kダブル+デジタルトリプルチューナー・Google TV/COCORO VISION・DLNAプレーヤー（ホームネットワーク）機能
  - 4T-C65FL1/C50FL1/C42FL1（120スピード）
- EL1ライン - 4K UHD[3840×2160画素]・アンダースピーカー・4Kダブル+デジタルトリプルチューナー・Google TV/COCORO VISION・DLNAプレーヤー（ホームネットワーク）機能
  - 4T-C75EL1/C65EL1/C55EL1/C50EL1/C43EL1（120スピード）
- DL1ライン - 4K UHD[3840×2160画素]・アンダースピーカー・4Kダブル+デジタルトリプルチューナー・Android TV/COCORO VISION・DLNAプレーヤー（ホームネットワーク）機能
  - 4T-C65DL1/C50DL1/C43DL1（120スピード）
- CL1ライン - 4K UHD[3840×2160画素]・アンダースピーカー・4Kダブル+デジタルトリプルチューナー・Android TV/COCORO VISION・DLNAプレーヤー（ホームネットワーク）機能
  - 4T-C55CL1/C50CL1/C43CL1/C40CL1（120スピード）
- BL1ライン - 4K UHD[3840×2160画素]・アンダースピーカー・4Kダブル+デジタルトリプルチューナー・Android TV/COCORO VISION・DLNAプレーヤー（ホームネットワーク）機能
  - 4T-C55BL1/C50BL1/C45BL1（120スピード）
- AL1ライン - 4K UHD[3840×2160画素]・アンダースピーカー・4Kダブル+デジタルトリプルチューナー・Android TV/COCORO VISION・DLNAプレーヤー（ホームネットワーク）機能
  - 4T-C45AL1

#### N1/N2系
4Kダブルチューナー搭載4K UHDモデル。
- FN1ライン - 4K UHD[3840×2160画素]・アンダースピーカー・4Kダブル+デジタルトリプルチューナー・Google TV/COCORO VISION・DLNAプレーヤー（ホームネットワーク）機能
  - 4T-C75FN1/C65FN1/C55FN1（480スピード）
- FN2ライン - 4K UHD[3840×2160画素]・アンダースピーカー・4Kダブル+デジタルトリプルチューナー・Google TV/COCORO VISION・DLNAプレーヤー（ホームネットワーク）機能
  - 4T-C55FN2/C50FN2/C43FN2（480スピード）
- EN1ライン - 4K UHD[3840×2160画素]・アンダースピーカー・4Kダブル+デジタルトリプルチューナー・Google TV/COCORO VISION・DLNAプレーヤー（ホームネットワーク）機能
  - 4T-C70EN1/C65EN1/C60EN1/C55EN1（480スピード）
- EN2ライン - 4K UHD[3840×2160画素]・アンダースピーカー・4Kダブル+デジタルトリプルチューナー・Google TV/COCORO VISION・DLNAプレーヤー（ホームネットワーク）機能
  - 4T-C50EN2/C43EN2（480スピード）
- DN1ライン - 4K UHD[3840×2160画素]・アンダースピーカー・4Kダブル+デジタルトリプルチューナー・Android TV/COCORO VISION・DLNAプレーヤー（ホームネットワーク）機能
  - 4T-C70DN1/C65DN1/C60DN1/C55DN1（480スピード）
- DN2ライン - 4K UHD[3840×2160画素]・アンダースピーカー・4Kダブル+デジタルトリプルチューナー・Android TV/COCORO VISION・DLNAプレーヤー（ホームネットワーク）機能
  - 4T-C50DN2/C43DN2（480スピード）
- CN1ライン - 4K UHD[3840×2160画素]・アンダースピーカー・4Kダブル+デジタルトリプルチューナー・Android TV/COCORO VISION・DLNAプレーヤー（ホームネットワーク）機能
  - 4T-C70CN1/C60CN1/C55CN1/C50CN1/C43CN1（480スピード）
- BN1ライン - 4K UHD[3840×2160画素]・アンダースピーカー・4Kダブル+デジタルトリプルチューナー・Android TV/COCORO VISION・DLNAプレーヤー（ホームネットワーク）機能
  - 4T-C70BN1/C60BN1/C50BN1/C43BN1（480スピード）
- AN1ライン - 4K UHD[3840×2160画素]・アンダースピーカー・4Kダブル+デジタルトリプルチューナー・Android TV/COCORO VISION・DLNAプレーヤー（ホームネットワーク）機能
  - 4T-C60AN1/C50AN1（480スピード）

#### H1系
4Kダブルチューナー搭載4K UHDシンプルモデル。
- DH1ライン - 4K UHD[3840×2160画素]・サイドスピーカー・4K/デジタルダブルチューナー
  - 4T-C42DH1
- CH1ライン - 4K UHD[3840×2160画素]・サイドスピーカー・4K/デジタルダブルチューナー
  - 4T-C55CH1
- BH1ライン - 4K UHD[3840×2160画素]・サイドスピーカー・4K/デジタルダブルチューナー
  - 4T-C60BH1/C50BH1/C40BH1

#### U1系
Uシリーズ後継の4K UHDモデル。AU1ラインは4Kチューナー非搭載だったが、EU1ラインは4Kダブルチューナーが搭載された。
- EU1ライン - 4K UHD[3840×2160画素]・11スピーカー（ハイト+アンダー）・ 4Kダブル+デジタルトリプルチューナー・Google TV/COCORO VISION・DLNAプレーヤー（ホームネットワーク）機能
  - 4T-C65EU1/C55EU1（480スピード）
- AU1ライン - 4K UHD[3840×2160画素]・サイドスピーカー・デジタルトリプルチューナー・Android TV/COCORO VISION・DLNAプレーヤー/サーバー（ホームネットワーク）機能
  - 4T-C70AU1（960スピード）

#### M1系
4K UHDハイグレードモデル（4Kチューナー非搭載）。
- AM1ライン - 4K UHD[3840×2160画素]・アンダースピーカー・デジタルトリプルチューナー・Android TV/COCORO VISION・DLNAプレーヤー/サーバー（ホームネットワーク）機能
  - 4T-C60AM1/C50AM1/C43AM1（480スピード）

#### J1系
4K UHDスタンダードモデル。AJ1ラインは4Kチューナー非搭載だったが、BJ1ライン以降は4Kダブルチューナー搭載となった。
- EJ1ライン - 4K UHD[3840×2160画素]・アンダースピーカー・4Kダブル+デジタルトリプルチューナー・Google TV/COCORO VISION・DLNAプレーヤー（ホームネットワーク）機能
  - 4T-C65EJ1/C50EJ1/C42EJ1（120スピード）
- DJ1ライン - 4K UHD[3840×2160画素]・アンダースピーカー・4Kダブル+デジタルトリプルチューナー・Android TV/COCORO VISION・DLNAプレーヤー（ホームネットワーク）機能
  - 4T-C42DJ1（120スピード）
- BJ1ライン - 4K UHD[3840×2160画素]・アンダースピーカー・4Kダブル+デジタルトリプルチューナー・Android TV/COCORO VISION・DLNAプレーヤー（ホームネットワーク）機能
  - 4T-C40BJ1（120スピード）
- AJ1ライン - 4K UHD[3840×2160画素]・アンダースピーカー・デジタルトリプルチューナー・Android TV/COCORO VISION・DLNAプレーヤー（ホームネットワーク）機能
  - 4T-C60AJ1/C55AJ1/C50AJ1/C45AJ1/C40AJ1

#### K1系
法人向け4K UHDモデル。
- AK1ライン - 4K UHD[3840×2160画素]・アンダースピーカー・トリプルチューナー・DLNAサーバー/プレーヤー（ホームネットワーク）機能対応
  - 4T-B60AK1（480スピード）

#### F1系
中・小型スマートハイビジョンモデル。
- EF1ライン - ハイビジョン[1366×768画素]・アンダースピーカー・デジタルダブルチューナー（うち1つは裏番組録画専用）・Android TV
  - 2T-C32EF1/C24EF1

#### E1系
中・大型スタンダードモデル。
- BE1ライン - フルハイビジョン[1920×1080画素]・アンダースピーカー・デジタルダブルチューナー（うち1つは裏番組録画専用）・DLNAプレーヤー（ホームネットワーク）機能
  - 2T-C42BE1
- AE1ライン - アンダースピーカー・ダブルチューナー（うち1つは裏番組録画専用）・DLNAプレーヤー（ホームネットワーク）機能
  - 2T-C40AE1 - フルハイビジョン[1920×1080画素]
  - 2T-C32AE1 - ハイビジョン[1366×768画素]

#### B1系
法人向け中型スタンダードモデル。
- AB1ライン - フルハイビジョン[1920×1080画素]・アンダースピーカー・シングルチューナー・DLNAプレーヤー（ホームネットワーク）機能
  - 2T-B40AB1

#### DEシリーズ
中・小型パーソナルモデル（インターネット機能非対応）。フルハイビジョン・22V型は本機が最終モデルとなった。
- DEライン - アンダースピーカー・ダブルチューナー（うち1つは裏番組録画専用）・DLNAプレーヤー（ホームネットワーク）機能
  - フルハイビジョン[1920×1080画素]
    - 2T-C22DE

  - ハイビジョン[1366×768画素]
    - 2T-C32DE/C24DE/C19DE

#### AP/AFシリーズ
2018年発売のモニター部とチューナー部が分離したポータブルモデル。APシリーズはモニター部がタッチパネルとなり、チューナー部に500GBのハードディスクを搭載。AFシリーズは視聴に特化したシンプルモデルとなる。2021年3月限りで生産終了となり、これを以てシャープはポータブルテレビ生産から完全撤退。現在は据置19V型がアクオス最小モデルとなり、現行アクオスポータブルオプションは「他社製テレビも操作可能な防水リモコン（別売単4アルカリ乾電池2本使用）」のみとなった。
- APシリーズ - (モニター部)フロントスピーカー・タッチパネル、(チューナー部)ダブルチューナー（うち1つは裏番組録画専用）・500GBハードディスク内蔵
  - 2T-C16AP - フルハイビジョン[1920×1080画素、モニター部]
  - 2T-C12AP - ハイビジョン[1366×768画素、モニター部]
- AFシリーズ - (モニター部)ハイビジョン[1366×768画素]・フロントスピーカー、(チューナー部)シングルチューナー
  - 2T-C12AF

#### ADシリーズ
USB外付けハードディスクによる裏番組録画に対応した小型パーソナルモデル。
- ADライン - アンダースピーカー・デジタルダブルチューナー（うち1つは裏番組録画専用）・DLNAプレーヤー（ホームネットワーク）機能
  - フルハイビジョン[1920×1080画素]
    - 2T-C22AD

  - ハイビジョン[1366×768画素]
    - 2T-C24AD/C19AD

#### BKシリーズ
インターネット機能を搭載した法人向け小型スタンダードモデル。BK40ラインはK40ラインがベースで、カラーはブラックのみの設定。裏番組録画専用チューナーを追加したダブルチューナーとなった。
- BK40ライン - ハイビジョン[1366×768画素]・アンダースピーカー・ダブルチューナー（うち1つは裏番組録画専用）・DLNAプレーヤー（ホームネットワーク）機能対応
  - LC-24BK40

#### Uシリーズ
4K UHDモデル。
- UHライン - 4K UHD[3840×2160画素]・サイドスピーカー・デジタルトリプルチューナー（4Kチューナー非搭載）・Android TV/COCORO VISION・DLNAプレーヤー/サーバー（ホームネットワーク）機能対応
  - LC-60/55UH5（960スピード）
- UDライン - 4K UHD[3840×2160画素]・アンダースピーカー・地上デジタルトリプル+BS・110度CSデジタルダブルチューナー・AQUOS City・AQUOSインフォメーション・DLNAプレーヤー/サーバー（ホームネットワーク）機能
  - LC-70/60/52UD20（240スピード）
  - LC-70/60UD1（240スピード）
- USライン - 4K UHD[3840×2160画素]・アンダースピーカー・DLNAプレーヤー/サーバー（ホームネットワーク）機能
  - LC-60/55/50US5（480スピード） - トリプルチューナー・Android TV/COCORO VISION
  - LC-70US4（960スピード） - トリプルチューナー・AQUOS City・AQUOSインフォメーション
  - LC-60/55/50/45US45（480スピード） - トリプルチューナー・AQUOS City・AQUOSインフォメーション
  - LC-60/55/50/45US40（480スピード） - トリプルチューナー・AQUOS City・AQUOSインフォメーション
  - LC-60/52US30（480スピード） - トリプルチューナー・AQUOS City・AQUOSインフォメーション
  - LC-60/52US20（480スピード） - 地上デジタルトリプル+BS・110度CSデジタルダブルチューナー・AQUOS City・AQUOSインフォメーション
- U45ライン - 4K UHD[3840×2160画素]・アンダースピーカー・トリプルチューナー・AQUOS City・AQUOSインフォメーション・DLNAプレーヤー/サーバー（ホームネットワーク）機能対応
  - LC-60/55/50/40U45
- U40ライン - 4K UHD[3840×2160画素]・アンダースピーカー・トリプルチューナー・AQUOS City・AQUOSインフォメーション・DLNAプレーヤー/サーバー（ホームネットワーク）機能対応
  - LC-55/50/40U40
- U30ライン - 4K UHD[3840×2160画素]・アンダースピーカー・トリプルチューナー・AQUOS City・AQUOSインフォメーション・DLNAプレーヤー/サーバー（ホームネットワーク）機能対応
  - LC-58/55/50/40U30
- U20ライン - 4K UHD[3840×2160画素]・アンダースピーカー・地上デジタルトリプルチューナー/BS・110度CSデジタルダブルチューナー・AQUOS City・AQUOSインフォメーション・DLNAプレーヤー/サーバー（ホームネットワーク）機能対応
  - LC-50/40U20

#### Xシリーズ
薄型スタイリッシュモデル。XF・X5ラインは「クアトロン」と「UV2A技術」を搭載し、「AQUOSクアトロン」を名乗る。X5ラインは「THX 3D 認定ディスプレイ規格」を取得（THX映画モード（メニューではAVポジション[映画THX]）搭載）。XLラインはXF・X5ラインと同じ「AQUOSクアトロン」を名乗るが、「モスアイパネル」を搭載する。XUライン・XGライン・XDラインは4K UHDモデル。X500ラインは8K UHDモデルとなる。
- X500ライン - 8K UHD[7680×4320画素]・アンダースピーカー・トリプルチューナー・DLNAプレーヤー/サーバー（ホームネットワーク）機能対応
  - LC-70X500
- XUライン - 4K UHD[3840×2160画素]・アンダースピーカー・トリプルチューナー・AQUOS City・AQUOSインフォメーション・DLNAプレーヤー/サーバー（ホームネットワーク）機能対応
  - LC-80XU30（960スピード）
- XGライン - 4K UHD[3840×2160画素]・サイドスピーカー・トリプルチューナー・AQUOS City・AQUOSインフォメーション・DLNAプレーヤー/サーバー（ホームネットワーク）機能対応
  - LC-70XG35（960スピード）
- XDライン - 4K UHD[3840×2160画素]・サイドスピーカー・トリプルチューナー・AQUOS City・AQUOSインフォメーション・DLNAプレーヤー/サーバー（ホームネットワーク）機能対応
  - LC-55XD45（960スピード）
  - LC-60XD35（960スピード）
- XLライン - フルハイビジョン[1920×1080画素]・アンダースピーカー・AQUOS City・AQUOSインフォメーション・DLNAプレーヤー/サーバー（ホームネットワーク）機能対応
  - LC-60/52/46XL20（240フレッドスピード） - トリプルチューナー
  - LC-80/70/60/52/46XL10（240フレッドスピード） - 地上デジタルトリプルチューナー/BS・110度CSデジタルダブルチューナー
  - LC-80/70/60/52/46XL9（240フレッドスピード） - 地上デジタルトリプルチューナー/BS・110度CSデジタルダブルチューナー
- X5ライン - フルハイビジョン[1920×1080画素]・サイド+アンダースピーカー・地上波トリプルチューナー/BS・110度デジタルダブルチューナー・AQUOS.jp・AQUOSインフォメーション・AQUOS City・ホームネットワーク機能対応
  - LC-70X5（240 Hz・AQUOS高画質Wクリア倍速+スキャン倍速）
- XFライン - フルハイビジョン[1920×1080画素]・アンダースピーカー・AQUOS.jp・ホームネットワーク機能対応
  - LC-52/46XF3（120 Hz・AQUOS高画質Wクリア倍速）
- XJライン - フルハイビジョン[1920×1080画素]・アンダースピーカー・チューナーセパレート
  - LC-46/42/37XJ1-B
- XSライン - フルハイビジョン[1920×1080画素]・アンダースピーカー・チューナーセパレート・AQUOS.jp対応
  - LC-65/52XS1（120Hz倍速） - リモコンは、従来の赤外線方式と3V型のタッチパネル液晶を搭載した無線通信方式の2種類を付属している。

#### Rシリーズ
当初はシリーズ中のフラッグシップモデルに位置付けられ、フルスペックハイビジョン機として世界で初めて120Hz倍速技術を搭載。大型機を中心に展開ていた。一旦はシリーズ名が途絶えていたが、その後、Blu-ray Discドライブを搭載したR5ラインの設定によりシリーズ名が復活し、録画モデルに移行した。
- R30ライン - アンダースピーカー（前向き）・トリプルチューナー・AQUOS City・AQUOSインフォメーション・DLNAプレーヤー（ホームネットワーク）機能対応
  - LC-40R30 - フルハイビジョン[1920×1080画素]
  - LC-32/24R30 - ハイビジョン[1366×768画素]
- R5ライン - アンダースピーカー・ダブルチューナー・AQUOS.jp・AQUOSインフォメーション対応
  - LC-40R5 - フルハイビジョン[1920×1080画素]（120 Hz・AQUOS高画質Wクリア倍速）
  - LC-32/26R5 - ハイビジョン[1366×768画素]
- RXライン
  - LC-65/52/46RX5（120Hz倍速） - AQUOS.jp(Yahoo JAPAN for AQUOS（動画非対応）とアクトビラビデオ・フルのみ)対応。
  - LC-65/57/52/46/42RX1W（120Hz倍速）

#### Tシリーズ
液晶テレビとして世界初のTHX認証モデル（受注生産品）。RX1Wシリーズがベース。
- THライン - フルハイビジョン[1920×1080画素]・アンダースピーカー
  - LC-65/52TH1（120Hz倍速）

#### Zシリーズ
高速応答液晶パネル「ハイスピードUV2A」を搭載した「AQUOSクアトロン3D」の外付けUSBハードディスク録画対応モデル。Z9ラインでは2番組同時録画・裏番組録画・バッファロー製ハードディスク「レコロング」による長時間録画も可能である。
- Z9ライン - フルハイビジョン[1920×1080画素]・アンダースピーカー・地上波トリプルチューナー/BS・110度CSデジタルダブルチューナー・AQUOS City・AQUOSインフォメーション・DLNAプレーヤー（ホームネットワーク）機能対応
  - LC-60Z9（240フレッドスピード）
- Z5ライン - フルハイビジョン[1920×1080画素]・サイド+アンダースピーカー・ダブルチューナー・AQUOS.jp・AQUOSインフォメーション・ホームネットワーク機能対応
  - LC-60/52/46/40Z5

#### Lシリーズ
新開発の「UV2A」技術を搭載したハイスペックモデル。LX1は「LED AQUOS」の愛称だが、LX3・LV3・LB3は4原色技術「クアトロン」が追加され、愛称も「AQUOSクアトロン」となる。「THX 認定ディスプレイ規格（LBラインは「THX 3D 認定ディスプレイ規格」）」を取得している。THX映画モード（メニューではAVポジション[映画THX]）搭載。
- L5ライン - フルハイビジョン[1920×1080画素]・サイド+アンダースピーカー・ダブルチューナー・AQUOS.jp・AQUOSインフォメーション・AQUOS City・ホームネットワーク機能対応
  - LC-60/52/46/40L5（240 Hz・AQUOS高画質Wクリア倍速+240Hzスキャン）
- LBライン（3D対応ブルーレイレコーダー一体型モデル） - フルハイビジョン[1920×1080画素]・サイド+アンダースピーカー・ダブルチューナー・AQUOS.jp・ホームネットワーク機能対応
  - LC-52/46LB3（240 Hz・AQUOS高画質Wクリア倍速+スキャン倍速）
- LVライン（3D対応モデル） - フルハイビジョン[1920×1080画素]・サイド+アンダースピーカー・ダブルチューナー・AQUOS.jp・ホームネットワーク機能対応
  - LC-60/52/46/40LV3（240 Hz・AQUOS高画質Wクリア倍速+スキャン倍速）
- LXライン - フルハイビジョン[1920×1080画素]・サイド+アンダースピーカー・ダブルチューナー・AQUOS.jp
  - LC-60/52/46/40LX3（240 Hz・AQUOS高画質Wクリア倍速+スキャン倍速）
  - LC-60/52/46/40LX1（240 Hz・AQUOS高画質Wクリア4倍速+スキャン倍速）

#### Qシリーズ
4原色技術「クアトロン」と「UV2A技術」を採用し、LEDバックライトを搭載したことで高画質と省エネを両立。さらに、外付けUSBハードディスク録画に対応するとともに、ダブルチューナー搭載により視聴中に裏番組の録画ができる（2番組同時録画は不可）。
- フルハイビジョン[1920×1080画素]・アンダースピーカー・ダブルチューナー・AQUOS City・AQUOSインフォメーション・ホームネットワーク機能対応
  - LC-70Q7

#### Gシリーズ
シリーズ中のハイエンドモデル。中・大型機を中心に展開していた。
- G9ライン - フルハイビジョン[1920×1080画素]・アンダースピーカー・地上波トリプルチューナー/BS・110度CSデジタルダブルチューナー・AQUOS City・AQUOSインフォメーション・DLNAプレーヤー（ホームネットワーク）機能対応
  - LC-60/52/46/40G9（240フレッドスピード）
- GLライン - フルハイビジョン[1920×1080画素]・アンダースピーカー・地上波トリプルチューナー/BS・110度CSデジタルダブルチューナー・AQUOS City・AQUOSインフォメーション・DLNAプレーヤー（ホームネットワーク）機能対応
  - LC-80/70GL7（240フレッドスピード）
- G7ライン - フルハイビジョン[1920×1080画素]・アンダースピーカー・地上波トリプルチューナー/BS・110度CSデジタルダブルチューナー・AQUOS City・AQUOSインフォメーション・DLNAプレーヤー（ホームネットワーク）機能対応
  - LC-60/52/46/40G7（240フレッドスピード）
- GXライン - フルハイビジョン[1920×1080画素]・ダブルチューナー
  - LC-65/52/46/42/37/32GX5 - サイドスピーカータイプ（120Hz倍速） - AQUOS.jp(Yahoo JAPAN for AQUOS（動画非対応）とアクトビラ ベーシックのみ)対応（LC-32GX5を除く）。
  - LC-52/46/42/37GX3W - アンダースピーカータイプ（120Hz倍速）。
  - LC-52/46/42/37GX4W - サイドスピーカータイプ（120Hz倍速）。
  - LC-52/46/42/37GX35 - アンダースピーカータイプ（120Hz倍速、壁掛け専用）
  - LC-52/46/42/37GX45 - サイドスピーカータイプ（120Hz倍速、壁掛け専用）
  - LC-52/46/42/37GX1W - アンダースピーカータイプ。
  - LC-52/46/42/37GX2W - サイドスピーカータイプ。
- GSライン - フルハイビジョン[1920×1080画素]
  - LC-37/32GS10 - アンダースピーカータイプ
  - LC-37/32GS20 - サイドスピーカータイプ
- GHライン - ハイビジョン[1366×768画素]
  - LC-32/26GH5 - アンダースピーカータイプ（120Hz倍速）。
  - LC-32/26GH3 - アンダースピーカータイプ（120Hz倍速）。
  - LC-32/26GH4 - サイドスピーカータイプ（120Hz倍速）。

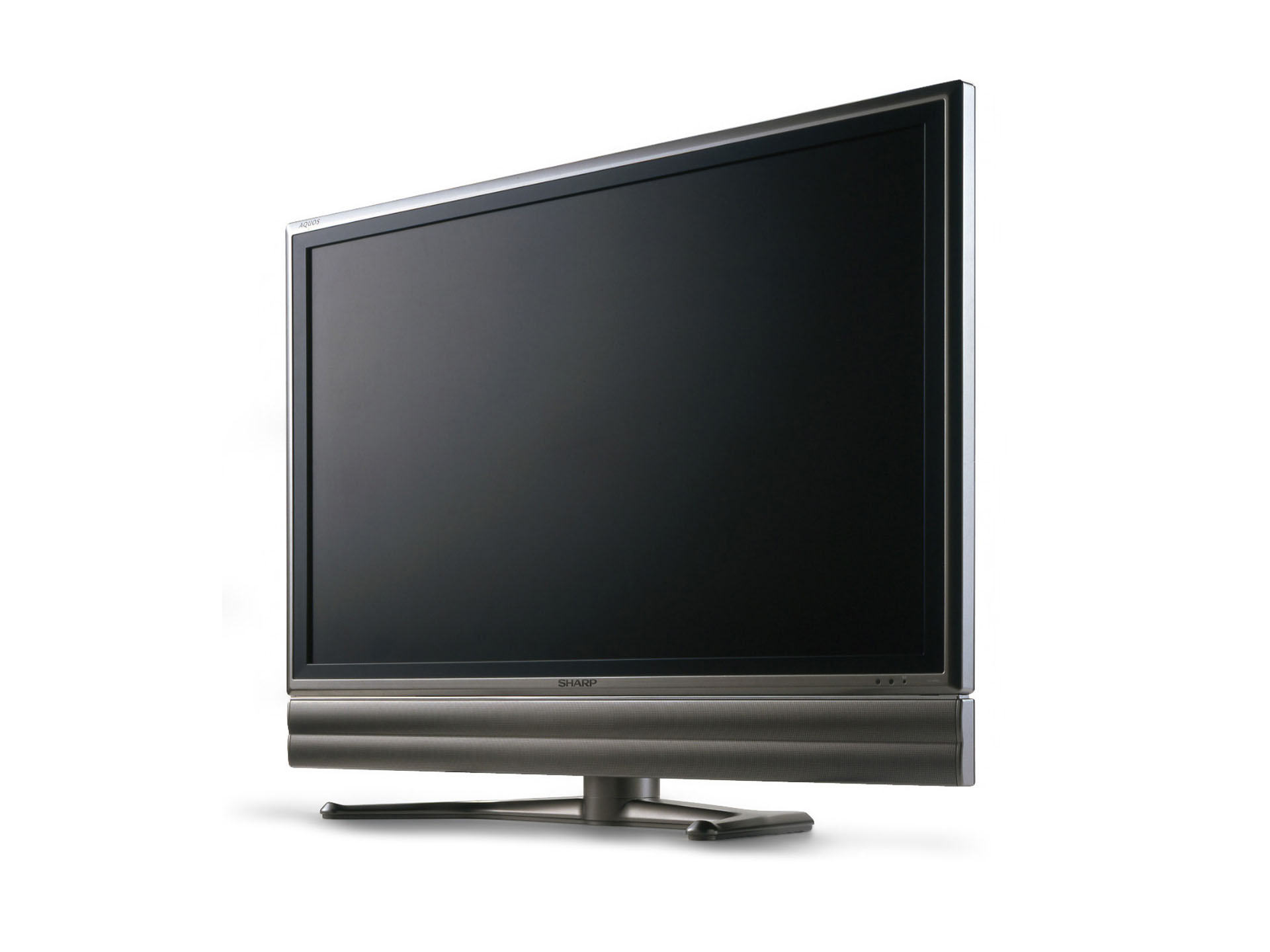
LC-37GD3

  - LC-37/32/26/20GH1 - アンダースピーカータイプ。
  - LC-37/32/26GH2 - サイドスピーカータイプ。
    - LC-37GH1/GH2は同社の37型としては最後の1366×768画素モデルである。また当シリーズを最後に1366×768画素モデルにDVI端子が搭載されなくなる。
- GEライン - フルハイビジョン[1920×1080画素]
  - LC-65GE1 - アンダースピーカータイプ
  - LC-57/45/37GE2 - サイドスピーカータイプ
- GDライン
  - LC-37/32/26/22GD6 - サイドスピーカータイプ
  - LC-37/32GD7 - アンダースピーカータイプ
  - LC-37GD3LC-37/32/26/22GD3 - アンダースピーカータイプ
  - LC-37/32GD4 - サイドスピーカータイプ
  - LC-45/37/32/26GD1 - アンダースピーカータイプ
  - LC-37/32/26GD2 - サイドスピーカータイプ
- Gライン（旧世代）
  - LC-37/32G300

#### W/BWシリーズ
「UV2A技術」液晶パネルを搭載するとともに、地上デジタルダブルチューナーの搭載により外付けUSBハードディスク（W5ライン以外はバッファロー製長時間録画ハードディスクを含む）と接続して裏番組録画ができる大画面スタンダードモデル。W9ライン・W10ライン・W20ライン・W25ライン・W30ラインはMHL対応スマートフォン連携対応。BWシリーズはWシリーズをベースにした法人向けモデルである。
- W5ライン - アンダースピーカー・デジタルダブルチューナー（うち1つは裏番組録画専用）・AQUOS City・AQUOSインフォメーション・DLNAプレーヤー（ホームネットワーク）機能対応
  - LC-40W5 - フルハイビジョン[1920×1080画素]
  - LC-32W5 - ハイビジョン[1366×768画素]
- W35ライン - アンダースピーカー・ダブルチューナー（うち1つは裏番組録画専用）・AQUOS City・AQUOSインフォメーション・DLNAプレーヤー（ホームネットワーク）機能対応
  - LC-55/50/40W35 - フルハイビジョン[1920×1080画素]
  - LC-32W35 - ハイビジョン[1366×768画素]
- W30ライン - フルハイビジョン[1920×1080画素]・アンダースピーカー・ダブルチューナー（うち1つは裏番組録画専用）・AQUOS City・AQUOSインフォメーション・DLNAプレーヤー（ホームネットワーク）機能対応
  - LC-55/50W30
- BW30ライン - フルハイビジョン[1920×1080画素]・アンダースピーカー・ダブルチューナー（うち1つは裏番組録画専用）・DLNAプレーヤー（ホームネットワーク）機能対応
  - LC-50BW30
- W25ライン - ハイビジョン[1366×768画素]・アンダースピーカー・ダブルチューナー（うち1つは裏番組録画専用）・AQUOS City・DLNAプレーヤー（ホームネットワーク）機能対応
  - LC-32W25
- W20ライン - フルハイビジョン[1920×1080画素]・アンダースピーカー・ダブルチューナー（うち1つは裏番組録画専用）・AQUOS City・AQUOSインフォメーション・DLNAプレーヤー（ホームネットワーク）機能対応
  - LC-50/40W20（120Hz倍速）
- W10ライン - フルハイビジョン[1920×1080画素]・アンダースピーカー・地上デジタルダブルチューナー（うち1つは裏番組録画専用）・AQUOS City・AQUOSインフォメーション・ホームネットワーク機能対応
  - LC-52/46W10（120Hz倍速）
- W9ライン - フルハイビジョン[1920×1080画素]・アンダースピーカー・地上デジタルダブルチューナー（うち1つは裏番組録画専用）・AQUOS City・AQUOSインフォメーション・ホームネットワーク機能対応
  - LC-52/46W9（120Hz倍速）
- W7ライン - フルハイビジョン[1920×1080画素]・アンダースピーカー・地上デジタルダブルチューナー（うち1つは裏番組録画専用）・AQUOS City・AQUOSインフォメーション・ホームネットワーク機能対応
  - LC-60W7（120 Hz・AQUOS高画質Wクリア倍速）

#### Fシリーズ
チューナー部とディスプレイ部を分離し、ワイヤレス接続することで設置性を高めたセパレート式モデル。FE1ラインは電源がない場所でも使えるバッテリー内蔵型。
- F5ライン
  - フルハイビジョン[1920×1080画素]・アンダースピーカー・AQUOS City・AQUOSインフォメーション・ホームネットワーク機能対応
    - LC-60/52/46/40F5（240 Hz・AQUOS高画質Wクリア倍速）

  - ハイビジョン[1366×768画素]・アンダースピーカー・AQUOS City・AQUOSインフォメーション・ホームネットワーク機能対応
    - LC-32/20F5
- F3ライン
  - フルハイビジョン[1920×1080画素]・アンダースピーカー・AQUOS City・AQUOSインフォメーション・ホームネットワーク機能対応
    - LC-40F3（240 Hz・AQUOS高画質Wクリア倍速）

  - ハイビジョン[1366×768画素]・アンダースピーカー・AQUOS City・AQUOSインフォメーション・ホームネットワーク機能対応
    - LC-32F3
- FE1ライン - ハイビジョン[1366×768画素]・アンダースピーカー・AQUOS.jp・AQUOSインフォメーション・ホームネットワーク機能対応
  - LC-20FE1

#### Sシリーズ
SCライン・SEラインは「UV2A技術」とLEDバックライトを搭載した"LED AQUOS"の普及モデル。テレビから離れた時やテレビの前で寝てしまった時など、画面の前の人の動きを感知して自動的に節電するムーブセンサーを搭載。その後、Hシリーズ後継のスタンダードモデルとしてS5ラインが設定された。
- S5ライン - アンダースピーカー・ダブルチューナー（うち1つは裏番組録画専用）
  - LC-40S5 - フルハイビジョン[1920×1080画素]
  - LC-32S5 - ハイビジョン[1366×768画素]
- SEライン - フルハイビジョン[1920×1080画素]・アンダースピーカー・AQUOS.jp対応
  - LC-52/46/40SE1（120 Hz・AQUOS高画質Wクリア倍速）
- SCライン - ハイビジョン[1366×768画素]・アンダースピーカー・AQUOS.jp対応
  - LC-32SC1

#### Pシリーズ
中・小型パーソナルモデル。
- P5ライン - ハイビジョン[1366×768画素]・アンダースピーカー・ダブルチューナー（うち1つは裏番組録画専用）
  - LC-24/19P5
- P1ライン - フルハイビジョン[1920×1080画素]・アンダースピーカー
  - LC-32/26/22P1

#### Vシリーズ
外付けUSBハードディスク録画対応のスタンダードモデル。V7ラインは業界初となるバッファロー製長時間録画ハードディスク「レコロング」に対応
- V7ライン - アンダースピーカー・地上デジタルダブルチューナー・AQUOS City対応
  - LC-46/40V7 - フルハイビジョン[1920×1080画素]
  - LC-32/26V7 - ハイビジョン[1366×768画素]
- V5ライン - アンダースピーカー・AQUOS.jp対応
  - LC-52/46/40V5 - フルハイビジョン[1920×1080画素]
  - LC-32/26/20V5 - ハイビジョン[1366×768画素]

#### Dシリーズ
中～小型のラインナップが中心だが、DXライン・DZラインでは大型モデルもラインナップされていた。
- DRライン（Blu-rayディスクドライブ+HDD搭載モデル）
  - フルハイビジョン[1920×1080画素]・アンダースピーカー・ダブルチューナー（うち1つは裏番組録画専用）・AQUOS City・AQUOSインフォメーション・ホームネットワーク機能対応
    - LC-40DR9（倍速液晶）

  - フルハイビジョン[1920×1080画素]・アンダースピーカー・ダブルチューナー・AQUOS.jp対応
    - LC-40DR3（240 Hz・AQUOS高画質Wクリア倍速+スキャン倍速）

  - ハイビジョン[1366×768画素]・アンダースピーカー・ダブルチューナー（うち1つは裏番組録画専用）・AQUOS City・AQUOSインフォメーション・ホームネットワーク機能対応
    - LC-32DR9

  - ハイビジョン[1366×768画素]・アンダースピーカー・ダブルチューナー・AQUOS.jp対応
    - LC-32DR3
- DXライン（Blu-rayディスクドライブ内蔵モデル・DX3は「LED AQUOS」）
  - フルハイビジョン[1920×1080画素]・アンダースピーカー
    - LC-52/46/40DX3（240 Hz・AQUOS高画質Wクリア倍速+スキャン倍速） - AQUOS.jp・ホームネットワーク機能対応
    - LC-52/46/40DX2（180 Hz・AQUOS高画質Wクリア倍速） - AQUOS.jp対応
    - LC-52/46/42/37DX1

  - ハイビジョン[1366×768画素]・アンダースピーカー
    - LC-32DX3 - AQUOS.jp・ホームネットワーク機能対応
    - LC-32/26DX2 - AQUOS.jp対応
    - LC-32/26/LC-20DX1
- DVライン（Blu-rayディスクドライブ内蔵モデル・LEDバックライト非搭載） - ハイビジョン[1366×768画素]・アンダースピーカー・AQUOS.jp・ホームネットワーク機能対応
  - LC-26DV7
- DZライン（外付けUSBハードディスク録画対応モデル）
  - フルハイビジョン[1920×1080画素]・アンダースピーカー・ダブルチューナー・AQUOS.jp・ホームネットワーク機能対応
    - LC-52/46/40/32DZ3（240 Hz・AQUOS高画質Wクリア倍速+スキャン倍速）

  - ハイビジョン[1366×768画素]・アンダースピーカー・ダブルチューナー・AQUOS.jp・ホームネットワーク機能対応
    - LC-26/20DZ3 - 20V型は「LED AQUOS」ではなく、通常の「AQUOS」を名乗る。
- DHライン - ハイビジョン[1366×768画素]・アンダースピーカー
  - LC-32DH6（120Hz倍速）
- DEライン - ハイビジョン[1366×768画素]・アンダースピーカー・AQUOS.jp対応
  - LC-26/20DE7
  - LC-32DE5
- DSライン - フルハイビジョン[1920×1080画素]・アンダースピーカー
  - LC-60/52/46/42/40/32DS6（180 Hz・AQUOS高画質Wクリア倍速） - AQUOS.jp対応
  - LC-42/37/32DS5（120Hz倍速）
  - LC-42/37/32DS3（120Hz倍速）
  - LC-32DS1
- Dライン - ハイビジョン[1366×768画素]・アンダースピーカー
  - LC-26/20D50
  - LC-32/26/20D30
  - LC-32/26/20D10

#### Bシリーズ
Aシリーズの後継として発売された普及モデル。後に60v型のスタンダードモデルが発売されていた。
- B5ライン - フルハイビジョン[1920×1080画素]・アンダースピーカー・AQUOS.jp・ホームネットワーク機能対応
  - LC-60B5（120 Hz・AQUOS高画質Wクリア倍速）
- BEライン - フルハイビジョン[1920×1080画素]
  - LC-45/37BE1W - アンダースピーカータイプ
  - LC-45/37BE2W - サイドスピーカータイプ
- BDライン - ハイビジョン[1366×768画素]
  - LC-37BD5 - サイドスピーカータイプ
  - LC-37BT5 - フロアタイプ
  - LC-37BD1W - アンダースピーカータイプ・ダブルチューナー内蔵型
  - LC-32/26BD1 - アンダースピーカータイプ
  - LC-37BD2W - サイドスピーカータイプ・ダブルチューナー内蔵型
  - LC-32/26BD2 - サイドスピーカータイプ

#### Aシリーズ
- AEライン - フルハイビジョン[1920×1080画素]・アンダースピーカータイプ
  - LC-52/46/40AE7 - "LED AQUOS"と同一の「UV2A技術」を搭載。AQUOSファミリンクII・AQUOS.jp対応
  - LC-52/46/40AE6
  - LC-45AE5
- ADライン - デジタル放送（地上・BS・CS110度）対応モデル。
  - LC-37/32/26/22AD5 - アンダースピーカータイプ
  - LC-37/30/22AD1 - アンダースピーカータイプ。37AD1はチューナー分離式。初めて1bitオーディオアンプを搭載した。
  - LC-37/30/22AD2 - サイドスピーカータイプ。37AD2はチューナー分離式。初めて1bitオーディオアンプを搭載した。
- AAライン - デジタル放送非対応モデル
  - LC-22AA5
  - LC-22AA1 - アンダースピーカータイプ
- AXライン
  - LC-20AX6
  - LC-20AX5

#### Jシリーズ
外付けUSBハードディスク（バッファロー製長時間録画ハードディスクを含む）やMHL対応スマートフォン連携に対応した「スラントデザイン」採用スタイリッシュモデル。
- J10ライン - アンダースピーカー・地上デジタルダブルチューナー（うち1つは裏番組録画専用）・AQUOS City・AQUOSインフォメーション・ホームネットワーク機能対応
  - LC-40J10 - フルハイビジョン[1920×1080画素]（120Hz倍速）
  - LC-32J10 - ハイビジョン[1366×768画素]
- J9ライン - アンダースピーカー・地上デジタルダブルチューナー（うち1つは裏番組録画専用）・AQUOS City・AQUOSインフォメーション・ホームネットワーク機能対応
  - LC-40J9 - フルハイビジョン[1920×1080画素]（120Hz倍速）
  - LC-32J9 - ハイビジョン[1366×768画素]

#### Eシリーズ
- E90ライン - アンダースピーカー、「UV2A技術」搭載液晶パネル採用。LEDバックライトを搭載するため、"LED AQUOS"を名乗る。
  - LC-20E90 - ハイビジョン[1366×768画素]
- E9ライン - 「UV2A技術」搭載液晶パネル採用
  - LC-40E9 - フルハイビジョン[1920×1080画素]・アンダースピーカー
  - LC-32E9 - ハイビジョン[1366×768画素]・アンダースピーカー
- E8ライン - ハイビジョン[1366×768画素]・アンダースピーカー
  - LC-26E8
- ESライン - フルハイビジョン[1920×1080画素]・アンダースピーカー
  - LC-52/46/42/37ES50（120Hz倍速）
- EXライン - フルハイビジョン[1920×1080画素]・アンダースピーカー
  - LC-52/46/42/37EX5（120Hz倍速）
- EXライン - ハイビジョン[1366×768画素]・アンダースピーカー
  - LC-20EX1
  - LC-20EX3
- Eライン - ハイビジョン[1366×768画素]モデル・アンダースピーカー
  - LC-16E1
  - LC-32/26/20/16E5
  - LC-32/26/20E6 - シルバーフレーム
  - LC-32/26/20E7 - ブラックフレーム
  - LC-20/32E8

#### H/BHシリーズ
中型サイズが中心の外付けUSBハードディスク録画（バッファロー製長時間録画ハードディスク「レコロング」を含む）対応スタンダードモデル。H9ライン・H10ライン・H11ライン・H20ラインはMHL対応スマートフォン連携に対応。BHシリーズはHシリーズをベースにした法人向けモデルである。
- H40ライン - アンダースピーカー・ダブルチューナー（うち1つは裏番組録画専用）
  - LC-40H40 - フルハイビジョン[1920×1080画素]・120Hz倍速
  - LC-32H40 - ハイビジョン[1366×768画素]
- BH35ライン - ハイビジョン[1366×768画素]・アンダースピーカー・ダブルチューナー（うち1つは裏番組録画専用）・DLNAプレーヤー（ホームネットワーク）機能対応
  - LC-32BH35
- H30ライン - アンダースピーカー・ダブルチューナー（うち1つは裏番組録画専用）
  - LC-40H30 - フルハイビジョン[1920×1080画素]・120Hz倍速
  - LC-32H30 - ハイビジョン[1366×768画素]
- BH30ライン - アンダースピーカー・ダブルチューナー（うち1つは裏番組録画専用）・DLNAプレーヤー（ホームネットワーク）機能対応
  - LC-40BH30 - フルハイビジョン[1920×1080画素]
  - LC-32BH30 - ハイビジョン[1366×768画素]
- H20ライン - アンダースピーカー
  - LC-40H20 - フルハイビジョン[1920×1080画素]・120Hz倍速
  - LC-32H20 - ハイビジョン[1366×768画素]
- H11ライン - アンダースピーカー
  - LC-40H11 - フルハイビジョン[1920×1080画素]・120Hz倍速
  - LC-32H11 - ハイビジョン[1366×768画素]
- BH11ライン - アンダースピーカー・DLNAプレーヤー（ホームネットワーク）機能対応
  - LC-40BH11 - フルハイビジョン[1920×1080画素]・120Hz倍速
  - LC-32BH11 - ハイビジョン[1366×768画素]
- H10ライン - ハイビジョン[1366×768画素] ・アンダースピーカー
  - LC-32H10
- H9ライン - アンダースピーカー
  - LC-40H9 - フルハイビジョン[1920×1080画素]・120Hz倍速
  - LC-32H9 - ハイビジョン[1366×768画素]
- H7ライン - アンダースピーカー
  - LC-40H7 - フルハイビジョン[1920×1080画素]・120Hz倍速
  - LC-32H7 - ハイビジョン[1366×768画素]

#### K/BKシリーズ
小型パーソナルモデル。K5ライン以降のモデルは外付けUSBハードディスク録画（K9ライン以降のモデルはバッファロー製長時間録画ハードディスク「レコロング」を含む）に対応、K9ライン以降のモデルはMHL対応スマートフォン連携にも対応。BKシリーズはKシリーズをベースにした法人向けモデルである。
- K45ライン - フルハイビジョン[1920×1080画素]・アンダースピーカー・ダブルチューナー（うち1つは裏番組録画専用）
  - LC-22K45
- K40ライン - アンダースピーカー・ダブルチューナー（うち1つは裏番組録画専用）
  - LC-22K40 - フルハイビジョン[1920×1080画素]
  - LC-24/19K40 - ハイビジョン[1366×768画素]
- K30ライン - アンダースピーカー・ダブルチューナー（うち1つは裏番組録画専用）
  - LC-22K30 - フルハイビジョン[1920×1080画素]
  - LC-24/19K30 - ハイビジョン[1366×768画素]
- K20ライン - アンダースピーカー
  - LC-22K20 - フルハイビジョン[1920×1080画素]
  - LC-24/19K20 - ハイビジョン[1366×768画素]
- BK20ライン - ハイビジョン[1366×768画素]・アンダースピーカー
  - LC-24BK20
- K90ライン - アンダースピーカー
  - LC-22K90 - フルハイビジョン[1920×1080画素]
  - LC-19K90 - ハイビジョン[1366×768画素]
- K9ライン - アンダースピーカー
  - LC-24/22K9
- K7ライン - アンダースピーカー、本ラインは"LED AQUOS"を名乗る。
  - LC-24/22K7 - フルハイビジョン[1920×1080画素]
  - LC-19K7 - ハイビジョン[1366×768画素]
- K5ライン - アンダースピーカー
  - LC-24/22K5 - フルハイビジョン[1920×1080画素]
  - LC-19/16K5 - ハイビジョン[1366×768画素]
- K3ライン - アンダースピーカー
  - LC-22K3 - フルハイビジョン[1920×1080画素]
  - LC-19K3 - ハイビジョン[1366×768画素]

#### MXシリーズ
スマートフォンとの連携に重点を置いた"スマホライフAQUOS"。外付けUSBハードディスク録画（バッファロー製長時間録画ハードディスク「レコロング」を含む）・Miracast・Bluetooth対応。カラーはスピーカーネットの色が異なる3色を設定する。
- MX1ライン - ハイビジョン[1366×768画素]・アンダースピーカー・ホームネットワーク機能対応
  - LC-24MX1

#### NEシリーズ
パーソナルハイビジョンモデル。本体カラーは4色から選べ、本体同色のリモコンが付属される。
- NE7ライン - ハイビジョン[1366×768画素]・アンダースピーカー
  - LC-20NE7

#### その他ワイドモデル
- L/U/W - ハイビジョン[1366×768画素]・デジタル放送（BS・CS110度）対応カスタムモデル
  - LC-37L5 - 革素材モデル。
  - LC-37U5 - 漆素材である。2011年にパナソニックから漆塗装に近づけた塗装のVIERATH-42/46/50VT33が発売された。
  - LC-37W5 - 天然木素材モデル。
- BV - デジタル放送（BS・CS110度）対応モデル
  - LC-30BV5 - ハイビジョン[1280×768画素]
  - LC-22BV5 - ワイドVGA[854×480画素]
  - LC-30BV3 - ハイビジョン[1280×768画素]・CSデジタル放送非対応モデル
- BD - ハイビジョン[1366×768画素]・チューナー分岐型・デジタル放送（BS・CS110度）対応モデル
  - LC-37BD5
- BT - ハイビジョン[1366×768画素]・デジタル放送（BS・CS110度）対応ホームシアターモデル
  - LC-37BT5 - トールスピーカー・サブウーハー付、キャビネット一体型
- HV - ハイビジョン[1280×768画素]・デジタル放送非対応モデル
  - LC-30HV3
- SV - ワイドVGA[854×480画素]・デジタル放送非対応モデル
  - LC-22SV3

#### 4:3モデル（デジタル放送対応）
- SX - 小型4:3モデル。寝室での利用を考慮した親切設計。
  - SX7ライン - 4：3[640×480画素]・アンダースピーカー
    - LC-15/13SX7A - 同社最後(13型以上では業界最後)の非HDモデル。2010年夏に生産終了。
    - LC-15/13SX7 - 後継機種はLC-**SX7A
    - LC-20SX5 - 携帯プレーヤー入力搭載

#### 4:3モデル（デジタル放送非対応）
- B5 - カードスロット搭載、大容量HD-PCカード対応
  - LC-20/15B5
- B3 - カードスロット搭載・PCカード対応
  - LC-20/15/13B3
- B1 - サイドスピーカータイプ
  - LC-20/15/13B1
- C7
  - LC-20/15/13C7
- C5 - バーチャルドルビーサウンド搭載
  - LC-20/15/13C5
- C3
  - LC-20/15/13C3
- C1A - C1のマイナーチェンジモデル
  - LC-20/15C1A
- C1 - 「AQUOS」の初代モデル
  - LC-20/15/13C1
- E3
  - LC-20/15E3
- E1/E2
  - LC-20/15/13E1
  - LC-20/15/13E2 - スタンド付
- K1/K10 - スタンダード
  - LC-20K1
  - LC-15/13K10
- L1 - ワイヤレスモデル
  - LC-15L1
- S4 - Compact&Smart
  - LC-20/15/13S4
- S1/S2 - Compact&Smart
  - LC-20/15/13S1
  - LC-20/15/13S2 - スタンド付

## 有機ELモデル一覧
2020年5月に発売された有機ELモデルは、2021年発売モデルで愛称を「4K有機EL」から「AQUOS OLED」へ改められ、「AQUOS」ブランドとして位置づけられることとなった。
S1系
4Kダブルチューナー搭載4K UHD有機EL・ハイグレードモデル。
GS1ラインは既存の「クライマックスドライブ」回路にパネル特性に関する独自のデータベースを加えた「クライマックスドライブ2.0」回路へ強化され、画像処理エンジンは「AQUOS XLED」のGP1/GP2ラインと同じ「Medalist S5X」となった。「AROUND SPEAKER SYSTEM PLUS」はハイトスピーカー保護用の金属製パンチングネットの開口部を丸形から六角形に変えたことで開口率を向上した広開口タイプとなり、無線LANは6GHz帯を使用するWi-Fi 6Eに対応。「ズーム2画面」が搭載され、4K/144Hz VRR入力に対応した。
HS1ラインは粒子ドット有機EL（QD-OLED）パネルの発光層が最新世代となり、それに伴って「クライマックスドライブ3.0」回路へ強化。画僧処理エンジンは「AQUOS XLED」のHP1/HP2ラインと同じ「Medalist S6X」となった。「Sleipnir TV ウェブブラウザ」と「ESET SMART TV SECURITY」の搭載、「リサイズ機能」「クイックメニュー」「L字カット再生」の追加、「早見・早聞き再生」や番組表の改良も行われた。
- HS1ライン -  4K UHD[3840×2160画素]・11スピーカー（ハイト+アンダー）・4K+デジタルダブルチューナー・Google TV/COCORO VISION・DIXIM for AQUOS（ホームネットワーク）機能
  - 4T-C65HS1/C55HS1（倍速駆動パネル）
- GS1ライン -  4K UHD[3840×2160画素]・11スピーカー（ハイト+アンダー）・4K+デジタルダブルチューナー・Google TV/COCORO VISION・DIXIM for AQUOS（ホームネットワーク）機能
  - 4T-C65GS1/C55GS1（倍速駆動パネル）

Q1/Q2/Q3系
4Kダブルチューナー搭載4K UHD有機EL・スタンダードモデル。「4K有機EL」の愛称で発売されていたCQ1ラインの後継となる。
GQ1/GQ2ラインは画像処理エンジンがGN1/GN2ラインと同じ「Medalist S5」となり、GS1ライン同様に「ズーム2画面」が搭載され、Wi-Fi 6Eに対応。GQ1ラインはGS1ライン同様に4K/144Hz VRR入力に対応した。新設のGQ3ラインは画像処理エンジンをFQ1ラインと同じ「Medalist S4」とし、音質面はEQ1/EQ2ラインと同じ「FRONT OPEN SOUND SYSTEM PLUS」を搭載。無線LANはWi-Fi 6対応となり、「ズーム2画面」は非搭載となる。
HQ1/HQ2ラインは画像処理エンジンが「Medalist S6」となり、HS1ライン同様に「空間認識AI」を追加。HS1ライン同様に「Sleipnir TV ウェブブラウザ」と「ESET SMART TV SECURITY」の搭載、「リサイズ機能」「クイックメニュー」「L字カット再生」の追加、「早見・早聞き再生」や番組表の改良も行われた。HQ2ラインは「スパークリングドライブ」回路が新たに搭載された一方、音質面はEQ3ラインと同じ「FRONT OPEN SOUND SYSTEM PLUS」へグレードダウン。55V型と65V型を追加して4サイズとなった。
- HQ1ライン - 4K UHD[3840×2160画素]・11スピーカー（ハイト+アンダー）・4K/デジタルダブルチューナー・Google TV/COCORO VISION・DIXIM for AQUOS（ホームネットワーク）機能
  - 4T-C65HQ1/C55HQ1（倍速駆動パネル）
- HQ2ライン - 4K UHD[3840×2160画素]・アンダースピーカー・4K/デジタルダブルチューナー・Google TV/COCORO VISION・DIXIM for AQUOS（ホームネットワーク）機能
  - 4T-C65HQ2/C55HQ2/C48HQ2/C42HQ2（倍速駆動パネル）
- GQ1ライン - 4K UHD[3840×2160画素]・11スピーカー（ハイト+アンダー）・4K/デジタルダブルチューナー・Google TV/COCORO VISION・DIXIM for AQUOS（ホームネットワーク）機能
  - 4T-C77GQ1/C65GQ1/C55GQ1（倍速駆動パネル）
- GQ2ライン - 4K UHD[3840×2160画素]・ハイト+アンダースピーカー（48V型は9スピーカー、42V型は6スピーカー）・4K/デジタルダブルチューナー・Google TV/COCORO VISION・DIXIM for AQUOS（ホームネットワーク）機能
  - 4T-C48GQ2/C42GQ2（倍速駆動パネル）
- GQ3ライン - 4K UHD[3840×2160画素]・アンダースピーカー・4Kダブル/デジタルトリプルチューナー・Google TV/COCORO VISION・DLNAプレーヤー（ホームネットワーク）機能
  - 4T-C55GQ3/C48GQ3（倍速駆動パネル）

### 過去に発売されたモデル

#### S1系
4Kダブルチューナー搭載4K UHD有機EL・ハイグレードモデル。
- FS1ライン- 4K UHD[3840×2160画素]・11スピーカー（ハイト+アンダー）・4Kダブル/デジタルトリプルチューナー・Google TV/COCORO VISION・DLNAプレーヤー（ホームネットワーク）機能
  - 4T-C65FS1/C55FS1（倍速駆動パネル）
- ES1ライン- 4K UHD[3840×2160画素]・11スピーカー（ハイト+アンダー）・4Kダブル/デジタルトリプルチューナー・Google TV/COCORO VISION・DLNAプレーヤー（ホームネットワーク）機能
  - 4T-C65ES1/C55ES1（倍速駆動パネル）
- DS1ライン - 4K UHD[3840×2160画素]・アンダースピーカー・4Kダブル/デジタルトリプルチューナー・Android TV/COCORO VISION・DLNAプレーヤー（ホームネットワーク）機能
  - 4T-C65DS1/C55DS1（倍速駆動パネル）

#### Q1/Q2系
4Kダブルチューナー搭載4K UHD有機EL・スタンダードモデル。
- FQ1ライン - 4K UHD[3840×2160画素]・11スピーカー（ハイト+アンダー）・4Kダブル/デジタルトリプルチューナー・Google TV/COCORO VISION・DLNAプレーヤー（ホームネットワーク）機能 
  - 4T-C65FQ1/C55FQ1
- EQ1ライン - 4K UHD[3840×2160画素]・アンダースピーカー・4Kダブル/デジタルトリプルチューナー・Google TV/COCORO VISION・DLNAプレーヤー（ホームネットワーク）機能
  - 4T-C77EQ1/C65EQ1/C55EQ1（倍速駆動パネル）
- EQ2ライン - 4K UHD[3840×2160画素]・アンダースピーカー・4Kダブル/デジタルトリプルチューナー・Google TV/COCORO VISION・DLNAプレーヤー（ホームネットワーク）機能
  - 4T-C48EQ2/C42EQ2（倍速駆動パネル）
- DQ1ライン - 4K UHD[3840×2160画素]・アンダースピーカー・4Kダブル/デジタルトリプルチューナー・Android TV/COCORO VISION・DLNAプレーヤー（ホームネットワーク）機能
  - 4T-C65DQ1/C55DQ1（倍速駆動パネル）
- DQ2ライン - 4K UHD[3840×2160画素]・アンダースピーカー・4Kダブル/デジタルトリプルチューナー・Android TV/COCORO VISION・DLNAプレーヤー（ホームネットワーク）機能
  - 4T-C65DQ2/C55DQ2（倍速駆動パネル）

## 携帯電話（フィーチャーフォン）・スマートフォン・タブレット
スマートフォンとタブレットは、2014年4月以降に発売されたモデルから「AQUOS」ブランドに統一された。

### 概要
かつてはスマートフォンを「AQUOS PHONE」、タブレットを「AQUOS PAD」と名乗っていたが、2014年4月以降全ての機種において「AQUOS」ブランドに統一されることとなった。
2017年から、これまでキャリアごとに別だったモデル名称が統一され、夏発売のハイエンドモデルは「AQUOS R」、冬発売のスタンダードモデルは「AQUOS sense」となった。「R」には「Reality(臨場感のある映像美)」「Response(なめらかで俊敏なレスポンス)」「Robotics(人工知能がかしこくサポート)」「Reliability(長く使える信頼性)」の意味が込められている。
2018年現在スマホの国内出荷台数のシェアで、シャープはアップルに次ぐ2位となっている。

### モデル名称
機種の特徴を端的に表すアルファベット数文字のサブネームが付いており、以下のシリーズがある。

#### 現在
| シリーズ名          | シリーズ名                   | キャリア                                                              | SIMフリー モデルの有無 | eSIM対応 モデルの有無 |
| ------------------- | ---------------------------- | --------------------------------------------------------------------- | ---------------------- | --------------------- |
| 「Wish」            | Wish                         | KDDI（au/UQ mobile）、ソフトバンク（SoftBank/Y!mobile）、楽天モバイル | 〇                     | 〇                    |
| 「R」（アール）     | R                            | NTTドコモ、KDDI（au）、ソフトバンク（SoftBank）                       | 〇                     | 〇                    |
| 「R」（アール）     | R compact（ - コンパクト）   | KDDI（au）、ソフトバンク（SoftBank）                                  | 〇                     | ×                     |
| 「sense」（センス） | sense                        | NTTドコモ、KDDI（au/UQ mobile）、ソフトバンク（SoftBank）、J:COM      | 〇                     | 〇                    |
| 「sense」（センス） | sense s（ - エス）           | KDDI（au/UQ mobile）、J:COM、楽天モバイル                             | ×                      | 〇                    |
| 「sense」（センス） | sense plus（ - プラス）      | KDDI（au）、ソフトバンク（SoftBank）、楽天モバイル                    | 〇                     | ×                     |
| 「sense」（センス） | sense lite（ - ライト）      | 楽天モバイル                                                          | ×                      | ×                     |
| 「sense」（センス） | sense basic（ - ベーシック） | KDDI（au/UQ mobile）、ソフトバンク（SoftBank/Y!mobile）               | ×                      | ×                     |
| 「zero」（ゼロ）    | zero                         | NTTドコモ、KDDI（au）、ソフトバンク（SoftBank）                       | 〇                     | ×                     |
| 「zero」（ゼロ）    | zero basic （ - ベーシック） | KDDI（au）、ソフトバンク（SoftBank）                                  | ×                      | ×                     |

#### 過去
- NTTドコモ向け
  - 「ZETA」 (ゼータ、ギリシア文字の「Ζ」で「最終」「究極」の意)
  - 「EVER」 (エバー、Ever ready sharp pencilから)
  - 「Compact」　(コンパクト)
- KDDIおよび沖縄セルラー電話(各au)向け
  - 「SERIE」(セリエ、「最高峰」の意)
  - 「U」(ユー、「Usability」「使い勝手に秀でた」の頭文字の意)
- ソフトバンク(SoftBankブランド／Y!mobileブランド)およびウィルコム沖縄(Y!mobileブランド)向け
  - 「Xx」(ダブルエックス、「extreme excellence」「卓越した素晴らしさ」の意)
  - 「CRYSTAL」(クリスタル、「水晶」の意)
- UQコミュニケーションズ(UQ mobile)向け
  - 「L」　(エル)
- ジュピターテレコム(J:COM)向け
  - 「L」　(エル)
- 北米市場（スプリント／ヴァージン・モバイル／ブースト・モバイル）向け
  - 「Crystal」(クリスタル、「水晶」の意)

フィーチャーフォンである「AQUOSケータイ」「AQUOS K」は、AQUOSケータイで記載する。

### 液晶
科学技術振興機構が開発し、シャープが量産化した「IGZO」を搭載している が、一部モデルでは「S-CGシリコン液晶」を搭載している。
解像度はフィーチャーフォンを除きHD/フルHDで、フィーチャーフォンを除く全ての機種に全面フルタッチパネルを搭載。
2018年冬モデルで登場した「AQUOS zero」シリーズは自社製の有機ELが搭載されている。シャープは堺市の工場に投資を行い、自社でスマホ向けの有機EL生産を開始していた。

### モデル
- A. x.xはAndroidのバージョン。

#### NTTドコモ

##### ドコモ スマートフォン「AQUOS R」「AQUOS sense」「AQUOS ZETA」「AQUOS EVER」「AQUOS Compact」
| 機種名               | 本体画像          | 発売日         | 液晶方式                       | 通信方式                                   | 形状       | CPU                                             | ストレージ         | メインカメラ                  | サブカメラ | OS             | 備考 |
| -------------------- | ----------------- | -------------- | ------------------------------ | ------------------------------------------ | ---------- | ----------------------------------------------- | ------------------ | ----------------------------- | ---------- | -------------- | --- |
| AQUOS ZETA SH-04F    |                   | 2014年5月23日  | IGZO 5.4インチ FHD             | LTE W-CDMA GSM IEEE 802.11a/b/g/n/ac       | ストレート | Qualcomm Snapdragon 801 MSM8974AB 2.3 GHz       | RAM:2GB ROM:32GB   | 13.1MP                        | 2.1MP      | A. 4.4         | FeliCa/NFC(決済対応)、 赤外線通信、 ワンセグ、フルセグ、NOTTV、 防水、エコ技、 ANT+                                    |
| AQUOS ZETA SH-01G    |                   | 2014年11月14日 | IGZO 5.5インチ FHD             | LTE W-CDMA GSM IEEE 802.11a/b/g/n/ac       | ストレート | Qualcomm Snapdragon 801 MSM8974AB 2.3 GHz       | RAM:2GB ROM:32GB   | 13.1MP                        | 2.1MP      | A. 4.4         | FeliCa/NFC(決済対応)、 赤外線通信、 ワンセグ、フルセグ、NOTTV、 防水、エコ技、emopa、 ANT+、ハイレゾ音源               |
| AQUOS ZETA SH-03G    |                   | 2015年5月28日  | IGZO 5.5インチ FHD             | LTE W-CDMA GSM IEEE 802.11a/b/g/n/ac       | ストレート | Qualcomm Snapdragon 810 MSM8994 2.0 GHz+1.5 GHz | RAM:3GB ROM:32GB   | 13.1MP                        | 2.1MP      | A. 5.0         | FeliCa/NFC(決済対応)、 赤外線通信、 ワンセグ、フルセグ、NOTTV、 防水、エコ技、emopa、 ハイレゾ音源                     |
| AQUOS EVER SH-04G    | AQUOS-EVER-SH-04G | 2015年6月19日  | TFT 5.0インチ HD               | LTE W-CDMA GSM IEEE 802.11b/g/n            | ストレート | Qualcomm Snapdragon 400 MSM8926 1.2 GHz         | RAM:2GB ROM:16GB   | 13.1MP                        | 2.1MP      | A. 5.0         | FeliCa/NFC(決済対応)、 赤外線通信、 防水、エコ技                                                                       |
| AQUOS ZETA SH-01H    |                   | 2015年10月29日 | IGZO 5.3インチ FHD             | LTE W-CDMA GSM IEEE 802.11a/b/g/n/ac       | ストレート | Qualcomm Snapdragon 808 MSM8992 1.8 GHz+1.4 GHz | RAM:3GB ROM:32GB   | 13.1MP                        | 8.0MP      | A. 5.1         | FeliCa/NFC(決済対応) ワンセグ、フルセグ、NOTTV、 防水、エコ技、emopa、 ハイレゾ音源                                    |
| AQUOS Compact SH-02H |                   | 2015年12月4日  | IGZO 4.7インチ FHD             | LTE W-CDMA GSM IEEE 802.11a/b/g/n/ac       | ストレート | Qualcomm Snapdragon 808 MSM8992 1.8 GHz+1.4 GHz | RAM:3GB ROM:16GB   | 13.1MP                        | 5.0MP      | A. 5.1         | FeliCa/NFC(決済対応) ワンセグ、 防水、エコ技、emopa、 ハイレゾ音源                                                     |
| AQUOS ZETA SH-04H    |                   | 2016年6月10日  | IGZO 5.3インチ FHD             | LTE W-CDMA GSM IEEE 802.11a/b/g/n/ac       | ストレート | Qualcomm Snapdragon 820 MSM8996 2.2 GHz+1.6 GHz | RAM:3GB ROM:32GB   | 22.6MP                        | 5.0MP      | A. 6.0→8.0     | FeliCa/NFC(決済対応) ワンセグ、フルセグ、 防水、長エネスイッチ、emopa、 ハイレゾ音源                                   |
| AQUOS EVER SH-02J    |                   | 2016年11月4日  | IGZO 5.0インチ HD              | LTE W-CDMA GSM IEEE 802.11b/g/n            | ストレート | Qualcomm Snapdragon 430 MSM8937 1.4 GHz+1.1 GHz | RAM:2GB ROM:16GB   | 13.1MP                        | 5.0MP      | A. 6.0→8.0     | FeliCa/NFC(決済対応)、 防水、長エネスイッチ、emopa                                                                     |
| AQUOS R SH-03J       |                   | 2017年7月7日   | IGZO 5.0インチ WQHD            | LTE W-CDMA GSM IEEE 802.11a/b/g/n/ac       | ストレート | Qualcomm Snapdragon 835 MSM8998 2.2 GHz+1.9 GHz | RAM:4GB ROM:64GB   | 22.6MP                        | 16.3MP     | A. 7.1→8.0→9.0 | FeliCa/NFC(決済対応)、 ワンセグ、フルセグ、 防水、長エネスイッチ、emopa、 ハイレゾ音源、HDR動画対応                    |
| AQUOS sense SH-01K   |                   | 2017年11月10日 | IGZO 5.0インチ FHD             | LTE W-CDMA GSM IEEE 802.11b/g/n            | ストレート | Qualcomm Snapdragon 430 MSM8937 1.4 GHz+1.1 GHz | RAM:3GB ROM:32GB   | 13.1MP                        | 5.0MP      | A. 7.1→8.0     | FeliCa/NFC(決済対応)、 防水・防塵、 emopa                                                                              |
| AQUOS R2 SH-03K      |                   | 2018年6月8日   | IGZO 6.0インチ WQHD+           | LTE W-CDMA GSM IEEE 802.11a/b/g/n/ac       | ストレート | Qualcomm Snapdragon 845 SDM845 2.6 GHz+1.7 GHz  | RAM:4GB ROM:64GB   | [静止画]22.6MP + [動画]16.3MP | 16.3MP     | A. 8.0→9.0     | FeliCa/NFC(決済対応)、 ワンセグ、フルセグ、 防水・防塵、emopa、 ハイレゾ音源、 HDR動画対応、 ドルビーアトモス、aptX HD |
| AQUOS sense2 SH-01L  |                   | 2018年12月14日 | IGZO 5.5インチ FHD+            | LTE W-CDMA GSM IEEE 802.11a/b/g/n/ac       | ストレート | Qualcomm Snapdragon 450 SDM450 1.8 GHz          | RAM:3GB ROM:32GB   | 12.0MP                        | 8.0MP      | A. 8.1         | FeliCa/NFC(決済対応)、 防水・防塵、 emopa、 ハイレゾ音源                                                               |
| AQUOS R3 SH-04L      |                   | 2019年6月1日   | Pro IGZO 6.2インチ QHD+        | LTE W-CDMA GSM IEEE 802.11a/b/g/n/ac       | ストレート | Qualcomm Snapdragon 855 SDM855 2.8 GHz+1.7 GHz  | RAM:6GB ROM:128GB  | [静止画]12.2MP + [動画]20.1MP | 16.3MP     | A. 9.0         | FeliCa/NFC(決済対応)、 ワンセグ、フルセグ、 防水・防塵、emopa、 ハイレゾ音源、 HDR動画対応、 ドルビーアトモス、aptX HD |
| AQUOS sense3 SH-02M  |                   | 2019年11月1日  | IGZO 5.5インチ FHD+            | LTE W-CDMA GSM IEEE 802.11a/b/g/n/ac       | ストレート | Qualcomm Snapdragon 630 SDM630 2.2 GHz+1.8 GHz  | RAM:4GB ROM:64GB   | 12.0MP+12.0MP                 | 8.0MP      | A. 9.0         | FeliCa/NFC(決済対応)、 防水・防塵、耐衝撃、 ハイレゾ音源                                                               |
| AQUOS zero2 SH-01M   |                   | 2020年1月30日  | OLED 6.4インチ FHD+            | LTE W-CDMA GSM IEEE 802.11a/b/g/n/ac       | ストレート | Qualcomm Snapdragon 855 SDM855 2.8 GHz+1.7 GHz  | RAM:8GB ROM:256GB  | 20.1MP+12.2MP                 | 8.0MP      | A. 10.0        | FeliCa/NFC(決済対応)、 防水・防塵、emopa、 ハイレゾ音源、 HDR動画対応、 ドルビーアトモス                               |
| AQUOS R5G SH-51A     |                   | 2020年3月25日  | Pro IGZO 6.5インチ QHD+        | 5G LTE W-CDMA GSM IEEE 802.11a/b/g/n/ac/ax | ストレート | Qualcomm Snapdragon 865 SM8250 2.8 GHz+1.8 GHz  | RAM:12GB ROM:256GB | 48.0MP+12.2MP +12.2MP+ToF     | 16.4MP     | A.10.0         | FeliCa/NFC(決済対応)、 ワンセグ、フルセグ 防水・防塵、emopa、 ハイレゾ音源、 HDR動画対応、 ドルビーアトモス            |
| AQUOS sense4 SH-41A  |                   | 2020年11月12日 | IGZO 5.8インチ FHD+            | LTE W-CDMA GSM IEEE 802.11a/b/g/n/ac       | ストレート | Qualcomm Snapdragon 720G SM7125 2.3 GHz+1.8 GHz | RAM:4GB ROM:64GB   | 12.0MP+12.0MP +8.0MP          | 8.0MP      | A. 10.0        | FeliCa/NFC(決済対応)、 ラジスマ(FM内蔵)、 防水・防塵、 耐衝撃、emopa、 ハイレゾ音源                                    |
| AQUOS sense5G SH-53A |                   | 2021年2月12日  | IGZO 5.8インチ FHD+            | 5G LTE W-CDMA GSM IEEE 802.11a/b/g/n/ac    | ストレート | Qualcomm Snapdragon 690 SM6350 2.0 GHz+1.7 GHz  | RAM:4GB ROM:64GB   | 12.0MP+12.0MP +8.0MP          | 8.0MP      | A. 11.0        | FeliCa/NFC(決済対応)、 ラジスマ(FM内蔵)、 防水・防塵、 耐衝撃、emopa、 ハイレゾ音源、 HDR動画対応                      |
| AQUOS R6 SH-51B      |                   | 2021年6月25日  | Pro IGZO OLED 6.6インチ WUXGA+ | 5G LTE W-CDMA GSM IEEE 802.11a/b/g/n/ac/ax | ストレート | Qualcomm Snapdragon 888 SM8350 2.8 GHz+1.8 GHz  | RAM:12GB ROM:128GB | 20.2MP+ToF                    | 12.6MP     | A. 11.0        | FeliCa/NFC(決済対応)、 ラジスマ(FM内蔵)、 防水・防塵、 emopa、 ハイレゾ音源、 HDR動画対応                              |
| AQUOS sense6 SH-54B  |                   | 2021年11月11日 | IGZO OLED 6.1インチ FHD+       | 5G LTE W-CDMA GSM IEEE 802.11a/b/g/n/ac    | ストレート | Qualcomm Snapdragon 690 SM6350 2.0 GHz+1.7 GHz  | RAM:4GB ROM:64GB   | 8.0MP+48.0MP +8.0MP           | 8.0MP      | A. 11.0        | FeliCa/NFC(決済対応)、 ラジスマ(FM内蔵)、 防水・防塵、 耐衝撃、emopa、 ハイレゾ音源、 HDR動画対応                      |

#### au(KDDI・沖縄セルラー電話)

##### Lシリーズ/Vシリーズ「AQUOS zero」「AQUOS R」「AQUOS sense」「AQUOS SERIE」「AQUOS SERIE mini」「AQUOS U」
| 機種名                           | 本体画像      | 発売日                            | 液晶方式                | 通信方式                                                                 | 形状       | CPU                                                       | ストレージ        | メインカメラ                                      | サブカメラ | OS               | 備考 |
| -------------------------------- | ------------- | --------------------------------- | ----------------------- | ------------------------------------------------------------------------ | ---------- | --------------------------------------------------------- | ----------------- | ------------------------------------------------- | ---------- | ---------------- | --- |
| AQUOS SERIE SHL25                |               | 2014年6月13日                     | IGZO 5.2インチ FHD      | LTE WiMAX2+ (WiMAX Release2.1) CDMA2000 W-CDMA GSM IEEE 802.11a/b/g/n/ac | ストレート | Qualcomm Snapdragon 801 MSM8974AB 2.3 GHz                 | RAM:2GB ROM:32GB  | 13.1MP                                            | 2.1MP      | A. 4.4→5.0       | FeliCa/NFC(決済対応)、 赤外線通信、 ワンセグ、フルセグ、 防水、エコ技、 ANT+                                                  |
| AQUOS SERIE mini SHV31           |               | 2015年1月29日                     | IGZO 4.5インチ FHD      | LTE WiMAX2+ W-CDMA GSM IEEE 802.11a/b/g/n/ac                             | ストレート | Qualcomm Snapdragon 801 MSM8974AB 2.3 GHz                 | RAM:2GB ROM:32GB  | 13.1MP                                            | 2.1MP      | A. 4.4           | FeliCa/NFC(決済対応)、 赤外線通信、 ワンセグ、フルセグ、 防水、エコ技、 emopa、ANT+、 ハイレゾ音源                            |
| AQUOS SERIE SHV32                |               | 2015年6月5日                      | IGZO 5.0インチ FHD      | LTE WiMAX2+ GSM UMTS IEEE 802.11a/b/g/n/ac                               | ストレート | Qualcomm Snapdragon 810 MSM8994 2.0 GHz+1.5 GHz           | RAM:3GB ROM:32GB  | 13.1MP                                            | 2.1MP      | A. 5.0→6.0→7.0   | FeliCa/NFC(決済対応)、 赤外線通信、 ワンセグ、フルセグ、 防水、エコ技、 emopa、ANT+、 ハイレゾ音源                            |
| AQUOS SERIE mini SHV33           |               | 2016年1月23日                     | IGZO 4.7インチ FHD      | LTE WiMAX2+ W-CDMA GSM IEEE 802.11a/b/g/n/ac                             | ストレート | Qualcomm Snapdragon 808 MSM8992 1.8 GHz+1.4 GHz           | RAM:3GB ROM:16GB  | 13.1MP                                            | 5.0MP      | A. 5.1.1→6.0→7.0 | FeliCa/NFC(決済対応)、 ワンセグ、 防水、エコ技、 emopa、 ハイレゾ音源                                                         |
| AQUOS SERIE SHV34                |               | 2016年6月10日                     | IGZO 5.3インチ FHD      | LTE WiMAX2+ GSM UMTS IEEE 802.11a/b/g/n/ac                               | ストレート | Qualcomm Snapdragon 820 MSM8996 2.2 GHz+1.6 GHz           | RAM:3GB ROM:32GB  | 22.6MP                                            | 5.0MP      | A. 6.0→7.0→8.0   | FeliCa/NFC(決済対応)、 ワンセグ、フルセグ、 防水、長エネスイッチ、 emopa、 ハイレゾ音源                                       |
| AQUOS U SHV35                    | AQUOS_U_SHV35 | 2016年6月24日                     | IGZO 5.0インチ HD       | LTE WiMAX2+ GSM UMTS IEEE 802.11b/g/n                                    | ストレート | Qualcomm Snapdragon 617 MSM8952 1.5 GHz+1.2 GHz           | RAM:2GB ROM:16GB  | 13.1MP                                            | 5.0MP      | A. 6.0→7.0→8.0   | FeliCa/NFC(決済対応)、 防水、長エネスイッチ、 emopa                                                                           |
| AQUOS U SHV37                    |               | 2016年11月18日                    | IGZO 5.0インチ HD       | LTE WiMAX2+ GSM UMTS IEEE 802.11b/g/n                                    | ストレート | Qualcomm Snapdragon 430 MSM8937 1.4 GHz+1.1 GHz           | RAM:2GB ROM:16GB  | 13.1MP                                            | 5.0MP      | A. 6.0→7.0→8.0   | FeliCa/NFC(決済対応)、 防水、長エネスイッチ、 emopa                                                                           |
| AQUOS SERIE mini SHV38           |               | 2017年2月3日                      | IGZO 4.7インチ FHD      | LTE WiMAX2+ GSM UMTS IEEE802.11a/b/g/n/ac                                | ストレート | Qualcomm Snapdragon 617 MSM8952 1.5 GHz+1.2 GHz           | RAM:3GB ROM:16GB  | 21.0MP                                            | 8.0MP      | A. 7.0→8.0       | FeliCa/NFC(決済対応)、 ワンセグ、 防水、長エネスイッチ、 emopa                                                                |
| AQUOS R SHV39                    |               | 2017年7月7日                      | IGZO 5.0インチ WQHD     | LTE WiMAX2+ GSM UMTS IEEE 802.11a/b/g/n/ac                               | ストレート | Qualcomm Snapdragon 835 MSM8998 2.2 GHz+1.9 GHz           | RAM:4GB ROM:64GB  | 22.6MP                                            | 16.3MP     | A. 7.1→8.0→9     | FeliCa/NFC(決済対応)、 ワンセグ、フルセグ、 防水、長エネスイッチ、 emopa                                                      |
| AQUOS sense SHV40                |               | 2017年11月2日 2018年6月15日(新色) | IGZO 5.0インチ FHD      | LTE WiMAX2+ W-CDMA GSM UMTS IEEE 802.11b/g/n                             | ストレート | Qualcomm Snapdragon 430 MSM8937 1.4 GHz+1.1 GHz           | RAM:3GB ROM:32GB  | 13.1MP                                            | 5.0MP      | A. 7.1→8.0→9     | FeliCa/NFC(決済対応)、 防水・防塵、 emopa                                                                                     |
| AQUOS R compact SHV41            |               | 2017年12月22日                    | IGZO 4.9インチ FHD+     | LTE WiMAX2+ GSM UMTS IEEE 802.11a/b/g/n/ac                               | ストレート | Qualcomm Snapdragon 660 SDM660 2.2 GHz+1.8 GHz            | RAM:3GB ROM:32GB  | 16.4MP                                            | 8.0MP      | A. 8.0→9→10      | FeliCa/NFC(決済対応)、 ワンセグ、 防水・防塵、 emopa、 ハイレゾ音源、 HDR動画対応、 aptX HD                                   |
| AQUOS R2 SHV42                   |               | 2018年6月8日                      | IGZO 6.0インチ WQHD+    | LTE WiMAX2+ GSM UMTS IEEE 802.11a/b/g/n/ac                               | ストレート | Qualcomm Snapdragon 845 SDM845 2.6 GHz+1.7 GHz            | RAM:4GB ROM:64GB  | 22.6MP(静止画専用カメラ) + 16.3MP(動画専用カメラ) | 16.3MP     | A. 8.0→9→10      | FeliCa/NFC(決済対応)、 ワンセグ、フルセグ、 防水・防塵、 emopa、 ハイレゾ音源、 HDR動画対応、 ドルビーアトモス、 aptX HD      |
| AQUOS sense2 SHV43               |               | 2018年11月9日                     | IGZO 5.5インチ FHD+     | LTE WiMAX2+ GSM UMTS IEEE 802.11a/b/g/n/ac                               | ストレート | Qualcomm Snapdragon 450 SDM450 1.8 GHz                    | RAM:3GB ROM:32GB  | 12.0MP                                            | 8.0MP      | A. 8.1→9→10      | FeliCa/NFC(決済対応)、 防水・防塵、 emopa                                                                                     |
| AQUOS R3 SHV44                   |               | 2019年5月25日                     | Pro IGZO 6.2インチ QHD+ | LTE WiMAX2+ GSM UMTS IEEE 802.11a/b/g/n/ac                               | ストレート | Qualcomm Snapdragon 855 SDM855 2.8 GHz+1.7 GHz            | RAM:6GB ROM:128GB | 12.2MP(静止画専用カメラ) + 20.1MP(動画専用カメラ) | 16.3MP     | A. 9→10 →11      | FeliCa/NFC(決済対応)、 ワンセグ、フルセグ、 防水・防塵、emopa、 ハイレゾ音源、HDR動画対応、emopa、 ドルビーアトモス、 aptX HD |
| AQUOS sense2 かんたん            |               | 2019年6月14日                     | IGZO 5.5インチ FHD+     | LTE WiMAX2+ GSM UMTS IEEE 802.11a/b/g/n/ac                               | ストレート | Qualcomm Snapdragon 450 SDM450 1.8 GHz                    | RAM:3GB ROM:32GB  | 12.0MP                                            | 8.0MP      | A. 9→10          | FeliCa/NFC(決済対応)、 防水・防塵、 emopa SHV43をベースに 機能やアプリを追加                                                  |
| AQUOS sense3 SHV45               |               | 2019年11月2日                     | IGZO 5.5インチ FHD+     | LTE WiMAX2+ GSM UMTS IEEE 802.11a/b/g/n/ac                               | ストレート | Qualcomm Snapdragon 630 SDM630 2.2 GHz+1.8 GHz            | RAM:4GB ROM:64GB  | 12.0MP+12.0MP                                     | 8.0MP      | A. 9→10→11       | FeliCa/NFC(決済対応)、 防水・防塵、 耐衝撃、emopa                                                                             |
| AQUOS sense3 plus サウンド SHV46 |               | 2019年12月12日                    | IGZO 6.0インチ FHD+     | LTE WiMAX2+ GSM UMTS IEEE 802.11a/b/g/n/ac                               | ストレート | Qualcomm Snapdragon 636 SDM636 1.8 ＋1.6 GHz              | RAM:6GB ROM:64GB  | 12.2MP（標準カメラ）+ 13.1MP（広角カメラ）        | 8.0MP      | A. 9→10→11       | FeliCa/NFC(決済対応)、 防水・防塵、 耐衝撃、emopa                                                                             |
| AQUOS zero2 SHV47                |               | 2020年1月31日                     | OLED 6.4インチ FHD+     | LTE WiMAX2+ GSM UMTS IEEE 802.11a/b/g/n/ac                               | ストレート | Qualcomm Snapdragon 855 SDM855 2.8 GHz＋2.4 GHz ＋1.7 GHz | RAM:8GB ROM:256GB | 12.2MP+20.1MP                                     | 8.0MP      | A. 10            | FeliCa/NFC(決済対応)、 防水・防塵、 耐衝撃、emopa、 ハイレゾ音源、 HDR動画対応、 ドルビーアトモス                             |
| AQUOS sense3 basic SHV48         |               | 2020年6月19日                     | IGZO 5.5インチ FHD+     | LTE WiMAX2+ GSM UMTS IEEE 802.11a/b/g/n/ac                               | ストレート | Qualcomm Snapdragon 630 SDM630 2.2 GHz+1.8 GHz            | RAM:3GB ROM:32GB  | 12.0MP+12.0MP                                     | 8.0MP      | A. 9→10→11       | 防水・防塵、 耐衝撃、emopa、 ハイレゾ音源                                                                                     |

##### Gシリーズ「AQUOS zero」「AQUOS R」「AQUOS sense」
| 機種名                      | 発売日        | 液晶方式                    | 通信方式                                         | 形状       | CPU                                                            | ストレージ         | メインカメラ              | サブカメラ | OS          | 備考 |
| --------------------------- | ------------- | --------------------------- | ------------------------------------------------ | ---------- | -------------------------------------------------------------- | ------------------ | ------------------------- | ---------- | ----------- | --- |
| AQUOS R5G SHG01             | 2020年3月27日 | Pro IGZO 6.5インチ Quad HD+ | 5G LTE WiMAX2+ GSM UMTS IEEE 802.11a/b/g/n/ac/ax | ストレート | Qualcomm Snapdragon 865 5G SM8250 2.8 GHZ+1.8 GHz              | RAM:12GB ROM:256GB | 48.0MP+12.2MP +12.2MP+ToF | 16.4MP     | A. 10→11→12 | FeliCa/NFC(決済対応)、 ワンセグ、フルセグ、 防水・防塵、 耐衝撃、emopa、 ハイレゾ音源、 HDR動画対応、 ドルビーアトモス                                |
| AQUOS zero5G basic DX SHG02 | 2020年9月19日 | OLED 6.4インチ FHD+         | 5G LTE WiMAX2+ GSM UMTS IEEE 802.11a/b/g/n/ac    | ストレート | Qualcomm Snapdragon 765 5G SM7250-AA 2.3 GHz＋2.2 GHz +1.8 GHz | RAM:8GB ROM:128GB  | 13.1MP+48.0MP +8.0MP      | 16.3MP     | A. 10→11    | FeliCa/NFC(決済対応)、 ラジスマ(FM内蔵)、 防水・防塵、 耐衝撃、emopa、 ハイレゾ音源、 HDR動画対応、 ドルビーアトモス                                  |
| AQUOS sense5G SHG03         | 2021年2月10日 | IGZO 5.8インチ FHD+         | 5G LTE WiMAX2+ GSM UMTS IEEE 802.11a/b/g/n/ac    | ストレート | Qualcomm Snapdragon 690 5G SM6350 2.0 GHz+1.7 GHz              | RAM:4GB ROM:64GB   | 12.0MP+12.0MP +8.0MP      | 8.0MP      | A. 11→12    | FeliCa/NFC(決済対応)、 ラジスマ(FM内蔵)、 防水・防塵、 耐衝撃、emopa、 ハイレゾ音源、 HDR動画対応                                                     |
| AQUOS zero6 SHG04           | 2021年10月8日 | OLED 6.4インチ FHD+         | 5G LTE WiMAX2+ W-CDMA GSM IEEE 802.11a/b/g/n/ac  | ストレート | Qualcomm Snapdragon 750 5G SM7225 2.2 GHz+1.8 GHz              | RAM:8GB ROM:128GB  | 48.0MP+8.0MP +8.0MP       | 12.6MP     | A. 11→12    | FeliCa/NFC(決済対応)、 ラジスマ(FM内蔵)、 防水・防塵、 emopa、 ハイレゾ音源、 HDR動画対応                                                             |
| AOUOS sense6 SHG05          | 2021年11月4日 | IGZO OLED 6.1インチ FHD+    | 5G LTE WiMAX2+ W-CDMA GSM IEEE 802.11a/b/g/n/ac  | ストレート | Qualcomm Snapdragon 690 5G SM6350 2.0 GHz+1.7 GHz              | RAM:4GB ROM:64GB   | 8.0MP+48.0MP +8.0MP       | 8.0MP      | A. 11→12    | FeliCa/NFC(決済対応)、 ラジスマ(FM内蔵)、 防水・防塵、 耐衝撃、emopa、 ハイレゾ音源、 HDR動画対応                                                     |
| AOUOS sense6s SHG07         | 2022年4月28日 | IGZO OLED 6.1インチ FHD+    | 5G LTE WiMAX2+ W-CDMA GSM IEEE 802.11a/b/g/n/ac  | ストレート | Qualcomm Snapdragon 695 5G 2.2 GHz+1.8 GHz                     | RAM:4GB ROM:64GB   | 8.0MP+48.0MP +8.0MP       | 8.0MP      | A. 11→12    | FeliCa/NFC(決済対応)、 ラジスマ(FM内蔵)、 防水・防塵、 耐衝撃、emopa、 ハイレゾ音源、 HDR動画対応 「AQUOS sense6」のCPUとメインカメラを変更したモデル |

#### UQ mobile（KDDI・沖縄セルラー電話）

##### スマートフォン「AQUOS sense」「AQUOS L」
| 機種名             | 発売日         | 液晶方式            | 通信方式                                      | 形状       | CPU                                             | ストレージ       | メインカメラ         | サブカメラ | OS          | 備考                                                                                              |
| ------------------ | -------------- | ------------------- | --------------------------------------------- | ---------- | ----------------------------------------------- | ---------------- | -------------------- | ---------- | ----------- | ------------------------------------------------------------------------------------------------- |
| AQUOS L            | 2016年12月8日  | IGZO 5.0インチ HD   | LTE・WiMAX 2+ IEEE 802.11b/g/n                | ストレート | Qualcomm Snapdragon 430 MSM8937 1.4 GHz+1.1 GHz | RAM:2GB ROM:16GB | 13.1MP               | 5.0MP      | A. 6.0      | FeliCa/NFC(決済対応)、 防水、エコ技                                                               |
| AQUOS L2           | 2017年6月2日   | IGZO 5.0インチ HD   | LTE・WiMAX 2+ IEEE 802.11b/g/n                | ストレート | Qualcomm Snapdragon 430 MSM8937 1.4 GHz+1.1 GHz | RAM:2GB ROM:16GB | 13.1MP               | 5.0MP      | A. 7.0      | FeliCa/NFC(決済対応)、 防水、長エネスイッチ、emopa                                                |
| AQUOS sense        | 2017年11月22日 | IGZO 5.0インチ FHD  | LTE・WiMAX 2+ IEEE 802.11b/g/n                | ストレート | Qualcomm Snapdragon 430 MSM8937 1.4 GHz+1.1 GHz | RAM:3GB ROM:32GB | 13.1MP               | 5.0MP      | A. 7.1→8.0  | FeliCa/NFC(決済対応)、 防水・防塵、emopa                                                          |
| AQUOS sense2       | 2018年11月22日 | IGZO 5.5インチ FHD+ | LTE WiMAX2+ GSM UMTS IEEE 802.11a/b/g/n/ac    | ストレート | Qualcomm Snapdragon 450 SDM450 1.8 GHz          | RAM:3GB ROM:32GB | 12.0MP               | 8.0MP      | A. 8.1→9.0  | FeliCa/NFC(決済対応)、 防水・防塵、emopa au向けモデルのリモデル                                   |
| AQUOS sense3       | 2019年11月8日  | IGZO 5.5インチ FHD+ | LTE WiMAX2+ GSM UMTS IEEE 802.11a/b/g/n/ac    | ストレート | Qualcomm Snapdragon 630 SDM630 2.2 GHz+1.8 GHz  | RAM:4GB ROM:64GB | 12.0MP+12.0MP        | 8.0MP      | A. 9.0→10.0 | FeliCa/NFC(決済対応)、 防水・防塵、emopa、 ハイレゾ音源                                           |
| AQUOS sense3 basic | 2020年6月19日  | IGZO 5.5インチ FHD+ | LTE WiMAX2+ GSM UMTS IEEE 802.11a/b/g/n/ac    | ストレート | Qualcomm Snapdragon 630 SDM630 2.2 GHz+1.8 GHz  | RAM:3GB ROM:32GB | 12.0MP               | 8.0MP      | A. 9.0→10.0 | 防水・防塵、emopa、 ハイレゾ音源                                                                  |
| AQUOS sense5G      | 2021年6月10日  | IGZO 5.8インチ FHD+ | 5G LTE WiMAX2+ GSM UMTS IEEE 802.11a/b/g/n/ac | ストレート | Qualcomm Snapdragon 690 SM6350 2.0 GHz+1.7 GHz  | RAM:4GB ROM:64GB | 12.0MP+12.0MP +8.0MP | 8.0MP      | A. 11.0     | FeliCa/NFC(決済対応)、 ラジスマ(FM内蔵)、 防水・防塵、 耐衝撃、emopa、 ハイレゾ音源、 HDR動画対応 |

#### SoftBank（ソフトバンク）

##### SoftBank スマートフォン「AQUOS zero」「AQUOS R」「AQUOS sense」「AQUOS ea」「AQUOS Xx」「AQUOS CRYSTAL」
| 機種名                    | 本体画像                               | 発売日                             | 液晶方式                       | 通信方式                                            | 形状       | CPU                                               | ストレージ         | メインカメラ                                      | サブカメラ | OS             | 備考 |
| ------------------------- | -------------------------------------- | ---------------------------------- | ------------------------------ | --------------------------------------------------- | ---------- | ------------------------------------------------- | ------------------ | ------------------------------------------------- | ---------- | -------------- | --- |
| AQUOS Xx 304SH            |                                        | 2014年5月23日                      | IGZO 5.2インチ FHD             | LTE・AXGP DC-HSDPA W-CDMA GSM IEEE 802.11a/b/g/n/ac | ストレート | Qualcomm Snapdragon 801 MSM8974AB 2.3 GHz         | RAM:2GB ROM:32GB   | 13.1MP                                            | 2.1MP      | A. 4.4         | FeliCa/NFC(決済対応)、 赤外線通信、 ワンセグ、フルセグ、 防水、エコ技、 ANT+                                          |
| AQUOS CRYSTAL 305SH       |                                        | 2014年8月29日                      | S-CG Silicon 5.0インチ HD      | LTE・AXGP W-CDMA GSM IEEE 802.11b/g/n               | ストレート | Qualcomm Snapdragon 400 MSM8926 1.2 GHz           | RAM:1.5GB ROM:8GB  | 8.0MP                                             | 1.2MP      | A. 4.4         | エコ技、emopa、 ANT+、Clari-Fi                                                                                        |
| AQUOS CRYSTAL X 402SH     |                                        | 2014年12月19日                     | S-CG Silicon 5.5インチ FHD     | LTE・AXGP W-CDMA GSM IEEE 802.11a/b/g/n/ac          | ストレート | Qualcomm Snapdragon 801 MSM8974AB 2.3 GHz         | RAM:2GB ROM:16GB   | 13.1MP                                            | 1.2MP      | A. 4.4         | FeliCa/NFC(決済対応)、 ワンセグ、 エコ技、ANT+、 Clari-Fi、ハイレゾ音源                                               |
| AQUOS Xx 404SH            |                                        | 2015年6月26日                      | S-CG Silicon 5.7インチ FHD     | LTE・AXGP W-CDMA GSM IEEE 802.11a/b/g/n/ac          | ストレート | Qualcomm Snapdragon 810 MSM8994 2.0 GHz+1.5 GHz   | RAM:3GB ROM:32GB   | 13.1MP                                            | 2.1MP      | A. 5.0         | FeliCa/NFC(決済対応)、 ワンセグ、フルセグ、 防水、エコ技、emopa、 ANT+                                                |
| AQUOS CRYSTAL 2 403SH     | AQUOS_CRYSTAL_Y2_403SH_Turquoise_front | 2015年7月17日                      | S-CG Silicon 5.2インチ HD      | LTE・AXGP W-CDMA GSM IEEE 802.11b/g/n               | ストレート | Qualcomm Snapdragon 400 MSM8926 1.2 GHz           | RAM:2GB ROM:16GB   | 8.0MP                                             | 2.1MP      | A. 5.0         | FeliCa/NFC(決済対応)、 ワンセグ、 防水、エコ技、emopa、 ANT+                                                          |
| AQUOS Xx2 502SH           |                                        | 2015年11月20日                     | IGZO 5.3インチ FHD             | LTE・AXGP W-CDMA GSM IEEE 802.11a/b/g/n/ac          | ストレート | Qualcomm Snapdragon 808 MSM8992 1.8 GHz+1.4 GHz   | RAM:3GB ROM:32GB   | 13.1MP                                            | 8.0MP      | A. 5.1         | FeliCa/NFC(決済対応)、 フルセグ、ワンセグ、 防水、エコ技、emopa                                                       |
| AQUOS Xx2 mini 503SH      | AQUOS_Xx2_mini_Blue_front_bottom-left  | 2015年12月25日                     | IGZO 4.7インチ FHD             | LTE・AXGP W-CDMA GSM IEEE 802.11a/b/g/n/ac          | ストレート | Qualcomm Snapdragon 808 MSM8992 1.8 GHz+1.4 GHz   | RAM:3GB ROM:16GB   | 13.1MP                                            | 5.0MP      | A. 5.1         | FeliCa/NFC(決済対応)、 ワンセグ、 防水、エコ技、emopa                                                                 |
| AQUOS Xx3 506SH           |                                        | 2016年6月10日                      | IGZO 5.3インチ FHD             | LTE・AXGP W-CDMA GSM IEEE 802.11a/b/g/n/ac          | ストレート | Qualcomm Snapdragon 820 MSM8996 2.2 GHz + 1.6 GHz | RAM:3GB ROM:32GB   | 22.6MP                                            | 5.0MP      | A. 6.0→8.0     | FeliCa/NFC(決済対応)、 フルセグ、ワンセグ、 防水、長エネスイッチ、emopa                                               |
| AQUOS Xx3 mini 603SH      |                                        | 2017年2月3日                       | IGZO 4.7インチ FHD             | LTE・AXGP W-CDMA GSM IEEE 802.11a/b/g/n/ac          | ストレート | Qualcomm Snapdragon 617 MSM8952 1.5 GHz+1.2 GHz   | RAM:3GB ROM:16GB   | 21.0MP                                            | 8.0MP      | A. 7.0→8.0     | FeliCa/NFC(決済対応)、 ワンセグ、 防水、長エネスイッチ、emopa                                                         |
| AQUOS R 605SH             |                                        | 2017年7月7日 2017年11月17日 (新色) | IGZO 5.3インチ WQHD            | LTE・AXGP W-CDMA GSM IEEE 802.11a/b/g/n/ac          | ストレート | Qualcomm Snapdragon 835 MSM8998 2.2 GHz+1.9 GHz   | RAM:4GB ROM:64GB   | 22.6MP                                            | 16.3MP     | A. 7.1→8.0→9.0 | FeliCa/NFC(決済対応)、 ワンセグ、フルセグ、 防水、長エネスイッチ、emopa                                               |
| AQUOS ea 606SH            |                                        | 2017年7月14日                      | IGZO 5.0インチ HD              | LTE・AXGP W-CDMA GSM IEEE 802.11b/g/n               | ストレート | Qualcomm Snapdragon 617 MSM8952 1.5 GHz+1.2 GHz   | RAM:2GB ROM:16GB   | 13.1MP                                            | 5.0MP      | A. 7.0         | FeliCa/NFC(決済対応)、 ワンセグ、 防水、長エネスイッチ、emopa                                                         |
| AQUOS R compact 701SH     |                                        | 2017年12月22日                     | IGZO 4.9インチ FHD+            | LTE・AXGP W-CDMA GSM IEEE 802.11a/b/g/n/ac          | ストレート | Qualcomm Snapdragon 660 SDM660 2.2 GHz+1.8 GHz    | RAM:3GB ROM:32GB   | 16.4MP                                            | 8.0MP      | A. 8.0         | FeliCa/NFC(決済対応)、 ワンセグ、 防水・防塵、emopa、 ハイレゾ音源、HDR動画対応、 aptX HD                             |
| AQUOS sense basic 702SH   |                                        | 2018年2月16日                      | IGZO 5.0インチ FHD             | LTE・AXGP W-CDMA GSM IEEE 802.11b/g/n               | ストレート | Qualcomm Snapdragon 430 MSM8937 1.4 GHz+1.1 GHz   | RAM:3GB ROM:32GB   | 13.1MP                                            | 5.0MP      | A. 8.0         | FeliCa/NFC(決済対応)、 防水・防塵、emopa ※法人向けモデル                                                              |
| AQUOS R2 706SH            |                                        | 2018年6月8日 2018年11月9日(新色)   | IGZO 6.0インチ WQHD+           | LTE・AXGP W-CDMA GSM IEEE 802.11a/b/g/n/ac          | ストレート | Qualcomm Snapdragon 845 SDM845 2.6 GHz+1.7 GHz    | RAM:4GB ROM:64GB   | 22.6MP(静止画専用カメラ) + 16.3MP(動画専用カメラ) | 16.3MP     | A. 8.0→9.0     | FeliCa/NFC(決済対応)、 ワンセグ、フルセグ、 防水・防塵、emopa、 ハイレゾ音源、HDR動画対応、 ドルビーアトモス、aptX HD |
| AQUOS zero 801SH          |                                        | 2018年12月21日                     | OLED 6.2インチ WQHD+           | LTE・AXGP W-CDMA GSM IEEE 802.11a/b/g/n/ac          | ストレート | Qualcomm Snapdragon 845 SDM845 2.6 GHz+1.7 GHz    | RAM:6GB ROM:128GB  | 22.6MP                                            | 8.0MP      | A. 9.0         | FeliCa/NFC(決済対応)、 防水・防塵、emopa、 ハイレゾ音源、HDR動画対応、 ドルビーアトモス、aptX HD                      |
| AQUOS R2 Compact 803SH    |                                        | 2019年1月18日                      | IGZO 5.2インチ FHD+            | LTE・AXGP W-CDMA GSM IEEE 802.11a/b/g/n/ac          | ストレート | Qualcomm Snapdragon 845 SDM845 2.6 GHz+1.7 GHz    | RAM:4GB ROM:64GB   | 22.6MP                                            | 8.0MP      | A. 9.0         | FeliCa/NFC(決済対応)、 防水・防塵、emopa、 ハイレゾ音源、HDR動画対応、 ドルビーアトモス、aptX HD                      |
| AQUOS R3 808SH            |                                        | 2019年5月25日                      | Pro IGZO 6.2インチ QHD+        | LTE・AXGP W-CDMA GSM IEEE 802.11a/b/g/n/ac          | ストレート | Qualcomm Snapdragon 855 SDM855 2.8 GHz+1.7 GHz    | RAM:6GB ROM:128GB  | 12.2MP(静止画専用カメラ) + 20.1MP(動画専用カメラ) | 16.3MP     | A. 9.0→11.0    | FeliCa/NFC(決済対応)、 ワンセグ、フルセグ、 防水・防塵、emopa、 ハイレゾ音源、HDR動画対応、 ドルビーアトモス、aptX HD |
| AQUOS zero2 906SH         |                                        | 2020年1月31日                      | OLED 6.4インチ WQHD+           | LTE・AXGP W-CDMA GSM IEEE 802.11a/b/g/n/ac          | ストレート | Qualcomm Snapdragon 855 SDM855 2.6 GHz+1.7 GHz    | RAM:8GB ROM:256GB  | 20.1MP+12.2MP                                     | 8.0MP      | A. 10.0        | FeliCa/NFC(決済対応)、 防水・防塵、emopa、 ハイレゾ音源、HDR動画対応、 ドルビーアトモス、aptX HD                      |
| AQUOS R5G 908SH           |                                        | 2020年3月27日                      | Pro IGZO 6.5インチ QHD+        | 5G LTE・AXGP W-CDMA GSM IEEE 802.11a/b/g/n/ac/ax    | ストレート | Qualcomm Snapdragon 865 SM8250 2.8 GHz+1.8 GHz    | RAM:12GB ROM:256GB | 48.0MP+12.2MP +12.2MP+ToF                         | 16.4MP     | A. 10.0        | FeliCa/NFC(決済対応)、 ワンセグ、フルセグ、 防水・防塵、emopa、 ハイレゾ音源、 HDR動画対応、 ドルビーアトモス         |
| AQUOS zero5G basic A002SH |                                        | 2020年10月9日                      | OLED 6.4インチ QHD+            | 5G LTE・AXGP W-CDMA GSM IEEE 802.11a/b/g/n/ac       | ストレート | Qualcomm Snapdragon 765 SM7250-AA 2.3 GHz+1.8 GHz | RAM:6GB ROM:64GB   | 13.1MP+48.0MP +8.0MP                              | 16.3MP     | A. 10.0        | FeliCa/NFC(決済対応)、 FMラジオ、 防水・防塵、emopa、 ハイレゾ音源、 HDR動画対応、 ドルビーアトモス                   |
| AQUOS sense5G A004SH      |                                        | 2021年2月10日                      | IGZO 5.8インチ FHD+            | 5G LTE・AXGP W-CDMA GSM IEEE 802.11a/b/g/n/ac       | ストレート | Qualcomm Snapdragon 690 SM6350 2.0 GHz+1.7 GHz    | RAM:4GB ROM:64GB   | 12.0MP+12.0MP +8.0MP                              | 8.0MP      | A. 11.0        | FeliCa/NFC(決済対応)、 防水・防塵、 耐衝撃、emopa、 ハイレゾ音源、 HDR動画対応、 ドルビーアトモス                     |
| AQUOS R6 A101SH           |                                        | 2021年6月25日                      | Pro IGZO OLED 6.6インチ WUXGA+ | 5G LTE・AXGP W-CDMA GSM IEEE 802.11a/b/g/n/ac/ax    | ストレート | Qualcomm Snapdragon 888 SM8350 2.8 GHz+1.8 GHz    | RAM:12GB ROM:128GB | 20.2MP+ToF                                        | 12.6MP     | A. 11.0        | FeliCa/NFC(決済対応)、 防水・防塵、 emopa、 ハイレゾ音源、 HDR動画対応                                                |
| AQUOS zero6 A102SH        |                                        | 2021年10月8日                      | OLED 6.4インチ FHD+            | 5G LTE・AXGP W-CDMA GSM IEEE 802.11a/b/g/n/ac       | ストレート | Qualcomm Snapdragon 750 SM7225 2.2 GHz+1.8 GHz    | RAM:8GB ROM:128GB  | 48.0MP+8.0MP +8.0MP                               | 12.6MP     | A. 11.0        | FeliCa/NFC(決済対応)、 ラジスマ(FM内蔵)、 防水・防塵、 emopa、 ハイレゾ音源、 HDR動画対応                             |

#### Y!mobile（ソフトバンク・ウィルコム沖縄）

##### スマートフォン「AQUOS sense」「AQUOS Xx」「AQUOS CRYSTAL」
| 機種名                            | 発売日         | 液晶方式                      | 通信方式                                            | 形状       | CPU                                             | ストレージ       | メインカメラ | サブカメラ | OS      | 備考                                                                                              |
| --------------------------------- | -------------- | ----------------------------- | --------------------------------------------------- | ---------- | ----------------------------------------------- | ---------------- | ------------ | ---------- | ------- | ------------------------------------------------------------------------------------------------- |
| AQUOS CRYSTAL Y 402SH             | 2015年7月9日   | SuperCGシリコン 5.5インチ FHD | LTE・AXGP DC-HSDPA W-CDMA GSM IEEE 802.11a/b/g/n/ac | ストレート | Qualcomm Snapdragon 801 MSM8974AB 2.3 GHz       | RAM:2GB ROM:16GB | 13.1MP       | 1.2MP      | A. 4.4  | FeliCa/NFC(決済対応)、 ワンセグ、 エコ技、ANT+、 Clari-Fi、ハイレゾ音源 AQUOS CRYSTAL Xのリモデル |
| AQUOS Xx-Y 404SH                  | 2016年1月16日  | S-CG Silicon 5.7インチ FHD    | LTE・AXGP W-CDMA GSM IEEE 802.11a/b/g/n/ac          | ストレート | Qualcomm Snapdragon 810 MSM8994 2.0 GHz+1.5 GHz | RAM:3GB ROM:32GB | 13.1MP       | 2.1MP      | A. 5.0  | FeliCa/NFC(決済対応)、 ワンセグ、フルセグ、 防水、エコ技、emopa、 ANT+ AQUOS Xxのリモデル         |
| AQUOS CRYSTAL Y2 403SH (Y!mobile) | 2016年2月5日   | S-CG Silicon 5.2インチ HD     | LTE・AXGP W-CDMA GSM IEEE 802.11b/g/n               | ストレート | Qualcomm Snapdragon 400 MSM8926 1.2 GHz         | RAM:2GB ROM:16GB | 8.0MP        | 2.1MP      | A. 5.0  | FeliCa/NFC(決済対応)、 ワンセグ、 防水、エコ技、emopa、 ANT+ AQUOS CRYSTAL 2のリモデル            |
| AQUOS sense4 basic A003SH         | 2020年11月19日 | IGZO 5.8インチ FHD+           | LTE・AXGP W-CDMA GSM IEEE 802.11a/b/g/n/ac          | ストレート | Qualcomm Snapdragon 720G SM7125 2.3 GHz+1.8 GHz | RAM:3GB ROM:64GB | 12.0MP+8.0MP | 8.0MP      | A. 10.0 | FeliCa/NFC(決済対応)、 防水・防塵、耐衝撃、 emopa、 ハイレゾ音源                                  |

#### Rakten Mobile（楽天モバイル）

##### スマートフォン「AQUOS R」「AQUOS sense」
| 機種名            | 発売日         | 液晶方式                 | 通信方式                                | 形状       | CPU                                             | ストレージ         | メインカメラ              | サブカメラ  | OS           | 備考 |
| ----------------- | -------------- | ------------------------ | --------------------------------------- | ---------- | ----------------------------------------------- | ------------------ | ------------------------- | ----------- | ------------ | --- |
| AQUOS sense3 Lite | 2019年10月1日  | IGZO 5.5インチ FHD+      | LTE IEEE 802.11a/b/g/n/ac               | ストレート | Qualcomm Snapdragon 630 SDM630 2.2 GHz+1.8 GHz  | RAM:4GB ROM:64GB   | 12.0MP                    | 8.0MP       | A. 9.0→10.0  | FeliCa/NFC(決済対応)、 防水・防塵、耐衝撃 emopa、 ハイレゾ音源                                              |
| AQUOS sense3 plus | 2019年12月13日 | IGZO 6.0インチ FHD+      | LTE GSM IEEE 802.11a/b/g/n/ac           | ストレート | Qualcomm Snapdragon 636 SDM636 1.8 GHz+1.6 GHz  | RAM:6GB ROM:64GB   | 12.2MP+13.1MP             | 5.0MP       | A. 9.0→11.0  | FeliCa/NFC(決済対応)、 防水・防塵、emopa、 ハイレゾ音源、 ドルビーアトモス                                  |
| AQUOS R5G         | 2020年6月18日  | Pro IGZO 6.5インチ QHD+  | 5G LTE GSM IEEE 802.11a/b/g/n/ac/ax     | ストレート | Qualcomm Snapdragon 865 SM8250 2.8 GHz+1.8 GHz  | RAM:12GB ROM:256GB | 48.0MP+12.2MP +12.2MP+ToF | 16.4MP      | A. 10.0      | FeliCa/NFC(決済対応)、 ワンセグ・フルセグ、 防水・防塵、emopa ハイレゾ音源、 HDR動画対応、 ドルビーアトモス |
| AQUOS sense4 lite | 2020年11月12日 | IGZO 5.8インチ FHD+      | LTE IEEE 802.11a/b/g/n/ac               | ストレート | Qualcomm Snapdragon 720G SM7125 2.3 GHz+1.8 GHz | RAM:4GB ROM:64GB   | 12.0MP+8.0MP              | 8.0MP       | A. 10.0→11.0 | FeliCa/NFC(決済対応)、 防水・防塵、 耐衝撃、emopa、 ハイレゾ音源                                            |
| AQUOS sense4 plus | 2020年11月25日 | TFT 6.7インチ FHD+       | LTE IEEE 802.11a/b/g/n/ac               | ストレート | Qualcomm Snapdragon 720G SM7125 2.3 GHz+1.8 GHz | RAM:8GB ROM:128GB  | 48.0MP+5.0MP +1.9MP+1.9MP | 8.0MP+1.9MP | A. 10.0→11.0 | FeliCa/NFC(決済対応)、 防水・防塵、 emopa、 ハイレゾ音源                                                    |
| AQUOS zero6       | 2021年10月14日 | OLED 6.4インチ FHD+      | 5G LTE W-CDMA GSM IEEE 802.11a/b/g/n/ac | ストレート | Qualcomm Snapdragon 750 SM7225 2.2 GHz+1.8 GHz  | RAM:8GB ROM:128GB  | 48.0MP+8.0MP +8.0MP       | 12.6MP      | A. 11.0      | FeliCa/NFC(決済対応)、 ラジスマ(FM内蔵)、 防水・防塵、 emopa、 ハイレゾ音源、 HDR動画対応                   |
| AQUOS sense6      | 2021年11月11日 | IGZO OLED 6.1インチ FHD+ | 5G LTE W-CDMA GSM IEEE 802.11a/b/g/n/ac | ストレート | Qualcomm Snapdragon 690 SM6350 2.0 GHz+1.7 GHz  | RAM:4GB ROM:64GB   | 8.0MP+48.0MP +8.0MP       | 8.0MP       | A. 11.0      | FeliCa/NFC(決済対応)、 ラジスマ(FM内蔵)、 防水・防塵、 耐衝撃、emopa、 ハイレゾ音源、 HDR動画対応           |

#### J:COM MOBILE（ジュピターテレコム）
| 機種名        | 発売日         | 液晶方式            | 通信方式                                | 形状       | CPU                                             | ストレージ       | メインカメラ         | サブカメラ | OS      | 備考 |
| ------------- | -------------- | ------------------- | --------------------------------------- | ---------- | ----------------------------------------------- | ---------------- | -------------------- | ---------- | ------- | --- |
| AQUOS L2      | 2017年6月1日   | IGZO 5.0インチ HD   | LTE WiMAX 2+ IEEE 802.11b/g/n           | ストレート | Qualcomm Snapdragon 430 MSM8937 1.4 GHz+1.1 GHz | RAM:2GB ROM:16GB | 13.1MP               | 5.0MP      | A. 7.0  | FeliCa/NFC(決済対応)、 防水、長エネスイッチ、emopa                                                                   |
| AQUOS sense3  | 2020年10月15日 | IGZO 5.5インチ FHD+ | LTE WiMAX 2+ IEEE 802.11a/b/g/n/ac      | ストレート | Qualcomm Snapdragon 630 SDM630 2.2 GHz+1.8 GHz  | RAM:4GB ROM:64GB | 12.0MP+12.0MP        | 8.0MP      | A. 10.0 | FeliCa/NFC(決済対応)、 防水・防塵、 耐衝撃、emopa、 ハイレゾ音源                                                     |
| AQUOS sense5G | 2021年8月25日  | IGZO 5.8インチ FHD+ | 5G LTE W-CDMA GSM IEEE 802.11a/b/g/n/ac | ストレート | Qualcomm Snapdragon 690 SM6350 2.0 GHz+1.7 GHz  | RAM:4GB ROM:64GB | 12.0MP+12.0MP +8.0MP | 8.0MP      | A. 11.0 | FeliCa/NFC(決済対応)、 ラジスマ(FM内蔵)、 防水・防塵、 耐衝撃、emopa、 ハイレゾ音源、 HDR動画対応、 ドルビーアトモス |

#### ジャパネットたかた
| 機種名        | 発売日       | 液晶方式            | 通信方式                                   | 形状       | CPU                                            | ストレージ       | メインカメラ         | サブカメラ | OS         | 備考 |
| ------------- | ------------ | ------------------- | ------------------------------------------ | ---------- | ---------------------------------------------- | ---------------- | -------------------- | ---------- | ---------- | --- |
| AQUOS sense3  | 2020年9月2日 | IGZO 5.5インチ FHD+ | LTE・AXGP W-CDMA GSM IEEE 802.11a/b/g/n/ac | ストレート | Qualcomm Snapdragon 630 SDM630 2.2 GHz+1.8 GHz | RAM:4GB ROM:64GB | 12.0MP+12.0MP        | 8.0MP      | A. 9→10→11 | FeliCa/NFC(決済対応)、 防水・防塵、 耐衝撃、emopa、 ハイレゾ音源                                                     |
| AQUOS sense5G | 2021年9月1日 | IGZO 5.8インチ FHD+ | LTE・AXGP W-CDMA GSM IEEE 802.11a/b/g/n/ac | ストレート | Qualcomm Snapdragon 690 SM6350 2.0 GHz+1.7 GHz | RAM:4GB ROM:64GB | 12.0MP+12.0MP +8.0MP | 8.0MP      | A. 11      | FeliCa/NFC(決済対応)、 ラジスマ(FM内蔵)、 防水・防塵、 耐衝撃、emopa、 ハイレゾ音源、 HDR動画対応、 ドルビーアトモス |

#### SIMフリー端末
| 機種名                   | 本体画像                                   | 発売日                         | 液晶方式                       | 通信方式                                         | 形状       | CPU                                             | ストレージ         | メインカメラ              | サブカメラ  | OS           | 供給先 | 備考 |
| ------------------------ | ------------------------------------------ | ------------------------------ | ------------------------------ | ------------------------------------------------ | ---------- | ----------------------------------------------- | ------------------ | ------------------------- | ----------- | ------------ | --- | --- |
| AQUOS SH-M01             | Sharp_AQUOS_SH-M01_4                       | 2014年12月17日                 | IGZO 4.5インチ FHD             | LTE W-CDMA GSM IEEE 802.11a/b/g/n/ac             | ストレート | Qualcomm Snapdragon 800 MSM8974 2.2 GHz         | RAM:2GB ROM:16GB   | 13.1MP                    | 1.2MP       | A. 4.4.2     | 楽天モバイル gooSimseller DMM mobile BIGLOBEモバイル                                                                                    | ワンセグ、 防水、エコ技 SH-02Fがベース |
| AQUOS SH-M02             |                                            | 2015年10月20日                 | TFT 5.0インチ HD               | LTE W-CDMA GSM IEEE 802.11b/g/n                  | ストレート | Qualcomm Snapdragon 400 MSM8926 1.2 GHz         | RAM:2GB ROM:16GB   | 13.1MP                    | 2.1MP       | A. 5.0       | gooSimseller DMM mobile スマートモバイルコミュニケーションズ イオンモバイル @モバイルくん。                                             | Felica、赤外線通信、 ワンセグ、 防水、エコ技 SH-04Gがベース                                                                                     |
| AQUOS SH-RM02            |                                            | 2015年10月29日                 | TFT 5.0インチ HD               | LTE W-CDMA GSM IEEE 802.11b/g/n                  | ストレート | Qualcomm Snapdragon 400 MSM8926 1.2 GHz         | RAM:2GB ROM:32GB   | 13.1MP                    | 2.1MP       | A. 5.0       | 楽天モバイル | Felica、赤外線通信、 ワンセグ、 防水、エコ技 SH-M02のROM容量を倍増したモデル                                                                    |
| AQUOS SH-M20-EVA20       |                                            | 2015年11月2日 （予約販売のみ） | TFT 5.0インチ HD               | LTE W-CDMA GSM IEEE 802.11b/g/n                  | ストレート | Qualcomm Snapdragon 400 MSM8926 1.2 GHz         | RAM:2GB ROM:16GB   | 13.1MP                    | 2.1MP       | A. 5.0       | セブン-イレブン | SH-M02のエヴァンゲリオン20周年記念モデル |
| AQUOS mini SH-M03        | SH-M03                                     | 2016年7月下旬                  | IGZO 4.7インチ FHD             | LTE W-CDMA GSM IEEE 802.11a/b/g/n/ac             | ストレート | Qualcomm Snapdragon 808 MSM8992 1.8 GHz+1.4 GHz | RAM:3GB ROM:16GB   | 13.1MP                    | 5.0MP       | A. 6.0       | 楽天モバイル BIGLOBEモバイル | Felica、 ワンセグ、 防水・防塵、エコ技、emopa SH-02Hがベース                                                                                    |
| AQUOS SH-M04 SH-M04-A    |                                            | 2016年12月中旬                 | IGZO 5.0インチ HD              | LTE W-CDMA GSM IEEE 802.11b/g/n                  | ストレート | Qualcomm Snapdragon 430 MSM8937 1.4 GHz+1.1 GHz | RAM:2GB ROM:16GB   | 13.1MP                    | 5.0MP       | A. 6.0       | 楽天モバイル DMM mobile スマートモバイルコミュニケーションズ IIJmio QTモバイル                                                          | Felica、 防水、エコ技、emopa SH-02Jがベース SH-M04-AはACアダプター・microUSBケーブル付モデル                                                    |
| AQUOS sense lite SH-M05  | SH-M05                                     | 2017年12月上旬                 | IGZO 5.0インチ FHD             | LTE W-CDMA GSM IEEE 802.11b/g/n                  | ストレート | Qualcomm Snapdragon 430 MSM8937 1.4 GHz+1.1 GHz | RAM:3GB ROM:32GB   | 13.1MP                    | 5.0MP       | A. 7.1→8.0   | IIJmio mineo 楽天モバイル DMM mobile イオンモバイル                                                                                     | FeliCa/NFC(決済対応)、 防水・防塵、emopa SH-01Kがベース                                                                                         |
| AQUOS R compact SH-M06   |                                            | 2018年1月下旬                  | IGZO 4.9インチ FHD+            | LTE W-CDMA GSM IEEE 802.11a/b/g/n/ac             | ストレート | Qualcomm Snapdragon 660 SDM660 2.2 GHz+1.8 GHz  | RAM:3GB ROM:32GB   | 16.4MP                    | 8.0MP       | A. 8.0→10.0  | 楽天モバイル DMM mobile | FeliCa/NFC(決済対応)、 ワンセグ、 防水・防塵、emopa、 ハイレゾ音源、HDR動画対応、 aptX HD ソフトバンク(SoftBankブランド)向け端末がベース        |
| AQUOS sense plus SH-M07  | SHARP_AQUOS_sense_plus_SH-M07_0900         | 2018年6月22日                  | IGZO 5.5インチ FHD+            | LTE W-CDMA GSM IEEE 802.11a/b/g/n/ac             | ストレート | Qualcomm Snapdragon 630 SDM630 2.2 GHz+1.8 GHz  | RAM:3GB ROM:32GB   | 16.4MP                    | 8.0MP       | A. 8.0→10.0  | イオンモバイル DMM mobile IIJmio gooSimseller 楽天モバイル                                                                              | FeliCa/NFC(決済対応)、 防水・防塵、emopa、 ハイレゾ音源、 aptX HD AQUOS初のSIMフリー専用端末                                                    |
| AQUOS sense2 SH-M08      |                                            | 2018年12月27日                 | IGZO 5.5インチ FHD+            | LTE W-CDMA GSM IEEE 802.11a/b/g/n/ac             | ストレート | Qualcomm Snapdragon 450 SDM450 1.8 GHz          | RAM:3GB ROM:32GB   | 12.0MP                    | 8.0MP       | A. 8.1→10.0  | BIGLOBEモバイル gooSimseller IIJmio 楽天モバイル DMM mobile mineo イオンモバイル LINEモバイル QTモバイル LIBMO NifMo エキサイトモバイル | FeliCa/NFC(決済対応)、 防水・防塵、emopa、 ハイレゾ音源                                                                                         |
| AQUOS R2 Compact SH-M09  |                                            | 2019年2月21日                  | IGZO 5.2インチ FHD+            | LTE W-CDMA GSM IEEE 802.11a/b/g/n/ac             | ストレート | Qualcomm Snapdragon 845 SDM845 2.6 GHz+1.7 GHz  | RAM:4GB ROM:64GB   | 22.6MP                    | 8.0MP       | A. 9.0→10.0  | IIJmio gooSimseller 楽天モバイル mineo DMM mobile BIGLOBEモバイル                                                                       | FeliCa/NFC(決済対応)、 防水・防塵、emopa、 ハイレゾ音源、HDR動画対応、 ドルビーアトモス、aptX HD                                                |
| AQUOS zero SH-M10        |                                            | 2019年4月9日                   | OLED 6.2インチ WQHD+           | LTE・AXGP W-CDMA GSM IEEE 802.11a/b/g/n/ac       | ストレート | Qualcomm Snapdragon 845 SDM845 2.6 GHz+1.7 GHz  | RAM:6GB ROM:128GB  | 22.6MP                    | 8.0MP       | A. 9.0→10.0  | IIJmio 楽天モバイル gooSimseller mineo DMM mobile                                                                                       | FeliCa/NFC(決済対応)、 防水・防塵、emopa、 ハイレゾ音源、HDR動画対応、 ドルビーアトモス、aptX HD ソフトバンク(SoftBankブランド)向け端末がベース |
| AQUOS sense3 Plus SH-M11 | SHARP_AQUOS_sense3_plus_SH-M11_IMG_0043_02 | 2019年12月25日                 | IGZO 6インチ FHD+              | LTE・AXGP W-CDMA GSM IEEE 802.11a/b/g/n/ac       | ストレート | Qualcomm Snapdragon 636 SDM630 2.2 GHz+1.8 GHz  | RAM:6GB ROM:128GB  | 12.0MP+12.0MP             | 8.0MP       | A. 9.0→10.0  | IIJmio gooSimseller イオンモバイル mineo BIGLOBEモバイル NifMo LIBMO                                                                    | FeliCa/NFC(決済対応)、 防水・防塵、emopa、 ハイレゾ音源                                                                                         |
| AQUOS sense3 SH-M12      | SH-M12                                     | 2019年11月27日                 | IGZO 5.5インチ FHD+            | LTE・AXGP W-CDMA GSM IEEE 802.11a/b/g/n/ac       | ストレート | Qualcomm Snapdragon 630 SDM630 2.2 GHz+1.8 GHz  | RAM:4GB ROM:64GB   | 12.0MP+12.0MP             | 8.0MP       | A. 9.0→10.0  | IIJmio gooSimseller イオンモバイル mineo BIGLOBEモバイル NifMo LIBMO                                                                    | FeliCa/NFC(決済対応)、 防水・防塵、emopa、 ハイレゾ音源                                                                                         |
| AQUOS zero2 SH-M13       |                                            | 2020年3月13日                  | OLED 6.4インチ FHD+            | LTE・AXGP W-CDMA GSM IEEE 802.11a/b/g/n/ac       | ストレート | Qualcomm Snapdragon 855 SDM855 2.8 GHz+1.7 GHz  | RAM:8GB ROM:256GB  | 12.2MP+20.1MP             | 8.0MP       | A. 10.0→11.0 | IIJmio gooSimseller mineo | FeliCa/NFC(決済対応)、 防水・防塵、emopa、 ハイレゾ音源、HDR動画対応、 ドルビーアトモス                                                         |
| AQUOS sense4 SH-M15      |                                            | 2020年11月27日                 | IGZO 5.8インチ FHD+            | LTE・AXGP W-CDMA GSM IEEE 802.11a/b/g/n/ac       | ストレート | Qualcomm Snapdragon 720G SM7125 2.3 GHz+1.8 GHz | RAM:4GB ROM:64GB   | 12.2MP+12.0MP +8.0MP      | 8.0MP       | A. 10.0→11.0 | IIJmio gooSimseller mineo BIGLOBEモバイル イオンモバイル QT mobile Fiimo 楽天モバイル                                                   | FeliCa/NFC(決済対応)、 防水・防塵、耐衝撃、 emopa、ハイレゾ音源                                                                                 |
| AQUOS sense4 plus SH-M16 | SHARP_AQUOS_sense4_plus_SH-M16_DSC_0001    | 2020年12月25日                 | TFT 6.7インチ FHD+             | LTE・AXGP W-CDMA GSM IEEE 802.11a/b/g/n/ac       | ストレート | Qualcomm Snapdragon 720G SM7125 2.3 GHz+1.8 GHz | RAM:8GB ROM:128GB  | 48.0MP+5.0MP +1.9MP+1.9MP | 8.0MP+1.9MP | A. 10.0→11.0 | IIJmio gooSimseller イオンモバイル mineo BIGLOBEモバイル                                                                                | FeliCa/NFC(決済対応)、 防水・防塵、 emopa、ハイレゾ音源                                                                                         |
| AQUOS sense5G SH-M17     |                                            | 2021年3月12日                  | IGZO 5.8インチ FHD+            | 5G LTE・AXGP W-CDMA GSM IEEE 802.11a/b/g/n/ac    | ストレート | Qualcomm Snapdragon 690 SM6350 2.0 GHz+1.7 GHz  | RAM:4GB ROM:64GB   | 12.0MP+12.0MP +8.0MP      | 8.0MP       | A. 11.0      | gooSimseller 楽天モバイル mineo イオンモバイル                                                                                          | FeliCa/NFC(決済対応)、 防水・防塵、耐衝撃、 emopa、ハイレゾ音源、 HDR動画対応                                                                   |
| AQUOS R6 SH-M22          |                                            | 2021年9月24日                  | Pro IGZO OLED 6.6インチ WUXGA+ | 5G LTE・AXGP W-CDMA GSM IEEE 802.11a/b/g/n/ac/ax | ストレート | Qualcomm Snapdragon 888 SM8350 2.8 GHz+1.8 GHz  | RAM:12GB ROM:128GB | 20.2MP+ToF                | 12.6MP      | A. 11.0      | IIJmio mineo | FeliCa/NFC(決済対応)、 防水・防塵、 emopa、 ハイレゾ音源、 HDR動画対応 ソフトバンク(SoftBankブランド)向け端末がベース                           |
| AQUOS sense6 SH-M19      |                                            | 2021年11月26日                 | IGZO OLED 6.1インチ FHD+       | 5G LTE・AXGP W-CDMA GSM IEEE 802.11a/b/g/n/ac    | ストレート | Qualcomm Snapdragon 690 SM6350 2.0 GHz+1.7 GHz  | RAM:4GB ROM:64GB   | 8.0MP+48.0MP +8.0MP       | 8.0MP       | A. 11.0      | IIJmio gooSimseller mineo イオンモバイル                                                                                                | FeliCa/NFC(決済対応)、 ラジスマ(FM内蔵)、 防水・防塵、 耐衝撃、emopa、 ハイレゾ音源、 HDR動画対応                                               |

#### スプリント／ヴァージン・モバイル／ブースト・モバイル

##### 「AQUOS Crystal」
| 機種名              | 本体画像               | 発売日         | 液晶方式                     | 通信方式                                   | 形状       | CPU                                     | ストレージ        | メインカメラ | サブカメラ | OS     | 備考         |
| ------------------- | ---------------------- | -------------- | ---------------------------- | ------------------------------------------ | ---------- | --------------------------------------- | ----------------- | ------------ | ---------- | ------ | ------------ |
| AQUOS Crystal 306SH | AQUOS_Crystal_306SH_06 | 2014年10月10日 | SuperCGシリコン 5.0インチ HD | LTE・AXGP DC-HSDPA W-CDMA IEEE 802.11b/g/n | ストレート | Qualcomm Snapdragon 400 MSM8926 1.2 GHz | RAM:1.5GB ROM:8GB | 8.0MP        | 1.2MP      | A. 4.4 | エコ技、ANT+ |

#### インドネシア向けモデル

##### 「AQUOS Crystal SH825Wi」
| 機種名                | 発売日    | 液晶方式                     | 通信方式                                   | 形状       | CPU                                     | ストレージ        | メインカメラ | サブカメラ | OS     | 備考         |
| --------------------- | --------- | ---------------------------- | ------------------------------------------ | ---------- | --------------------------------------- | ----------------- | ------------ | ---------- | ------ | ------------ |
| AQUOS Crystal SH825Wi | 2015年5月 | SuperCGシリコン 5.0インチ HD | LTE・AXGP DC-HSDPA W-CDMA IEEE 802.11b/g/n | ストレート | Qualcomm Snapdragon 400 MSM8926 1.2 GHz | RAM:1.5GB ROM:8GB | 8.0MP        | 1.2MP      | A. 4.4 | エコ技、ANT+ |

#### オレンジ

##### 「AQUOS Phone」
| 機種名            | 発売日 | 液晶方式      | 通信方式                 | 形状       | CPU | ストレージ | メインカメラ | サブカメラ | OS       | 備考 |
| ----------------- | ------ | ------------- | ------------------------ | ---------- | --- | ---------- | ------------ | ---------- | -------- | ---- |
| AQUOS Phone SH80F |        | 4.2インチ QHD | GSM UMTS IEEE802.11b/g/n | ストレート |     |            | 8.0MP×2      | 0.3MP      | A. 2.3.4 |      |

#### その他

##### 「AQUOS Phone」
| 機種名              | 発売日 | 液晶方式      | 通信方式                             | 形状       | CPU                                 | ストレージ        | メインカメラ | サブカメラ | OS     | 備考 |
| ------------------- | ------ | ------------- | ------------------------------------ | ---------- | ----------------------------------- | ----------------- | ------------ | ---------- | ------ | ---- |
| AQUOS Phone SH8298U |        | 4.2インチ QHD | W-CDMA HSPA GSM GPRS IEEE802.11b/g/n | ストレート | Qualcomm Snapdragon MSM8255 1.4 GHz | RAM:512MB ROM:2GB | 8MP          |            | A. 2.3 |      |
| AQUOS Phone SH8168U |        | 4.2インチ QHD | W-CDMA HSPA GSM GPRS IEEE802.11b/g/n | ストレート | Qualcomm Snapdragon MSM8255 1 GHz   | RAM:512MB ROM:1GB | 5MP          |            | A. 2.3 |      |
| AQUOS Phone SH837W  |        |               |                                      |            |                                     |                   |              |            |        |      |
| AQUOS Phone SH937W  |        |               |                                      |            |                                     |                   |              |            |        |      |

## インターネット AQUOS
AQUOSには「インターネット AQUOS」と呼ばれる、地上波アナログ/地上波デジタル/BS・CS110度デジタル衛星チューナーを搭載したパーソナルコンピュータをセットにしたモデルも存在する。かつてシャープのテレビ事業部が発売していたX1やX68000の再来と評価する向きもある。実際、十数年ぶりに「パソコンテレビ」の名称が復活している。カラーリングも初代X1を彷彿とさせるレッド・ホワイトが追加されている。パソコン側にデジタルチューナーが搭載されていないモデルもある。ブロードバンド環境でインターネット AQUOSを設置する場合、テレビモニター側とパソコン双方にLAN接続用端子があるため、ハブなどの装置が必要である。マウスは付属せず、ノートパソコンと同様のタッチパッドを専用キーボードの右端に備える。市販のUSBマウスやキーボードを組み合わせれば一般的なデスクトップと同じようになる。リモコンにもタッチパッドが付いており、リモコンだけでテレビとパソコンの両方を操作できるようになっている。2007年以降、販売は行ってはいるものの新製品は出ていない。

### ラインナップ
全機種Windows Vista搭載である。
PC-AX120Vハードディスクは750GBで、メモリは1GB（最大2GB）である。CPUはIntel Core 2 Duoプロセッサーである。
PC-AX80Vハードディスクは410GBで、メモリは1GB（最大2GB）である。CPUはIntel Celeron Mプロセッサーである。
PC-AX30Vハードディスクは160GBで、メモリは1GB（最大2GB）である。CPUはIntel Celeron Mプロセッサーである。

## AQUOSハイビジョンレコーダー
アナログ時代、初代地上デジタルチューナー搭載レコーダー「DV-HRD2/20/200」は「D-combo」ブランドで展開していたが、デジタルチューナー搭載モデルでは2005年より液晶テレビと同じ「AQUOS」ブランドで展開している。
2002年に世界で初めてBSデジタルチューナーを搭載した機種を発売し、2004年には業界初の地デジ内蔵モデルを発売した。現行モデルでは基本的な利用方法をアニメーションで解説する「おたすけ博士」を用意している。
i.LINK端子の搭載にも積極的で、2004年以降発売のデジタルチューナーモデルのうち、DV-AC32/AC34/ACV32を除く全機種でTS入出力対応のi.LINK端子を搭載している。（ただし、DV-AC52/55/ACV52ではDV/HDVに非対応でTSのみの対応のためビデオカメラとの接続は不可能。）
大手メーカーのDVD/BDレコーダーの中で唯一、番組連動データ放送をデジタルチューナー搭載全モデルでHDDもしくはBDに録画/再生することが可能となっている。2008年2月までに発売されたモデルはDRモードのみの対応のためDVDへは不可。2008年7月発売のBDレコーダー、BD-HDW22/25/30以降の機種ではAVCトランスコーダ搭載により圧縮後もデータ放送の記録が可能。
DVD-RW陣営であり、現在でもDVD-RAMは再生のみの対応を貫いている。イメージキャラクターは香取慎吾を起用していた。
ダビング10は2007年2月以降に発売されたモデルで対応している 。

### ラインアップ

#### 2005年発売モデル
- DV-HRD300/HRD30/HRD3（2005年3月発売）

DV-HRD200/HRD20/HRD2の後継で、初のAQUOSブランドのレコーダーである。それぞれ400/250/160GBのHDDを搭載。HRD3はHDMI端子は非搭載である。
- DV-ARW15/ARW12（2005年12月発売）

DV-HRD300/HRD30の後継。500/250GBのHDDを搭載。同社初のデジタルダブルチューナーモデルで、デジタル放送の2番組同時録画が可能である。ただし、2番組同時録画は「地上デジタル放送同士」か「地上デジタル放送とそれ以外」に限られ、BS/110度CSデジタル放送同士の同時録画は不可であった。本モデル以降、DVD-RへのVRモード記録にも対応し、コピーワンスコンテンツのDVD-Rへムーブも可能である。また電源OFFの状態から約1秒で番組表の表示や、録画・再生などが行なえる「1秒起動」も初搭載。i.LINKは2系統でHDV/DV入力対応。
- DV-AR12/AR11（2005年10月発売）

DV-HRD30/HRD3の後継。250/160GBのHDDを搭載。シングルチューナーモデルのため2番組同時録画は不可であり、i.LINKも1系統かつTSのみでHDV/DV入力には非対応（さらにAR11はHDMI端子も非搭載）であるが、前述のDV-ARW15/ARW12同様DVD-RへのVRモード記録と「1秒起動」に対応。翌年のDV-ARW25/ARW22発売以降も継続販売された。
2006年2月には日本ビクターからDR-HD400/HD250が当モデルのOEMで発売された。シングルチューナーモデルでありながら、上位機種のARW15/ARW12同様i.LINKは2系統でHDV/DV入力対応である。またDVD-RAMは録画・再生いずれも行えない（当モデルを含む同社製品では再生のみ対応）、HDD容量のラインアップや正面パネルの意匠等、AR12/AR11（ARW15/ARW12）とは異なる点も多く見受けられた。

#### 2006年発売モデル
- DV-ARV22（2006年3月発売）

同社初の3in1ハイビジョンレコーダー。HDD/DVD/VHSいずれも双方向ダビングが可能であるが、VHSへの予約録画は不可である。VHS以外の機能はAR12に準ずるが、新たに2層DVD-Rへのビデオモード録画に対応した。
- DV-ARW25/ARW22（2006年6月発売）

ARW15/ARW12の後継。500/250GBのHDDを搭載。新たにBSデジタル放送・110度CSデジタル放送同士の2番組録画に対応した。DV-ACW38の発売後も継続販売された。
- DV-ACW38（2006年9月発売）

ARW25/ARW22の後継。800GBのHDDを搭載。AQUOSファミリンクに対応。リモコンは従来の専用リモコンと「ファミリモコン」が付属する。
- DV-AC34/AC32（2006年9月発売）

400/250GBのHDDを搭載。AR12/AR11の後継。AQUOSファミリンクに対応したシングルチューナーモデル。ファミリンク対応のAQUOSとi.LINK接続することにより、AQUOSのチューナーを活用してデジタル放送の2番組同時録画が可能な「ハイブリッドダブレコ」を搭載。
- DV-ACV32（2006年10月発売）

ARV22の後継。機能はAC32に準ずる。

#### 2007年発売モデル
- DV-ACW60/ACW55/ACW52（2007年2月発売）

ACW38の後継。1TB/500/250GBのHDDを搭載。最上位のACW60はHDD容量が800GB→1000GB（1TB）に増やされた。Wチューナー搭載で2番組同時録画が可能。2系統のi.LINKとUSB端子を装備し、携帯電話で撮影した写真を赤外線でレコーダーのHDDに転送してテレビで閲覧ができる「フォトシステム」を搭載。2層DVD-RへのVRモード記録に対応し、コピーワンスコンテンツを2層DVD-Rへムーブも可能になった。本モデル以後アップデートで「ダビング10」に対応するほか、地上波アンテナ端子のアナログ・デジタル混合入力への変更、アナログEPGやGコード予約の廃止、リモコンが新デザインの「ファミリモコン」に一本化されるなど、全体的なシステム変更が行われた。
- DV-AC55/AC52（2007年3月発売）

500/250GBのHDDを搭載。AC34/AC32の後継。AC55ではHDD容量が400GB→500GBに増やされた。シングルチューナーモデルであるが「ハイブリッドダブレコ」による2番組同時録画が可能。i.LINKは1系統のみの搭載でサポートフォーマットはTSのみ、USBや「フォトシステム」は未対応などWチューナー以外にも上位モデルから省略された機能があるものの、2層DVD-RへのVRモード記録やダビング10など他の機能は上位モデルに準ずる。
- DV-ACV52（2007年5月発売）

ACV32の後継。機能はAC52に準ずる。2010年現在同社の3in1ハイビジョンレコーダーとしては最終モデルである。
- DV-ACW80/ACW75/ACW72（2007年8月発売）

1TB/500/250GBのHDDを搭載。ACW60/ACW55/ACW52の後継。「らくらく操作機能」と「ラテ欄形式のEPG（従来形式にも変更可）」が追加。i.LINKは1系統搭載に戻った。本モデル以後ビデオCDの再生やDVDへの直接録画が不可能となった。
DV-AC75/AC72（2007年9月発売）
500/250GBのHDDを搭載。AC55/AC52の後継。シングルチューナーモデルのため2番組同時録画は「ハイブリッドダブレコ」のみである。上位機と同じく「らくらく操作機能」と「ラテ欄形式のEPG（従来形式にも変更可）」も搭載された。

#### 2008年発売モデル
- DV-ACW90/ACW85/ACW82（2008年3月発売）

1TB/500/250GBのHDDを搭載。ACW80/ACW75/ACW72の後継。同社製BDレコーダー「BD-AV10/1」に初搭載された「らくらく一発録画」機能を新たに追加。Wチューナーのハイビジョンレコーダーとしては最終モデルである。
2008年5月にはパイオニアからDVR-WD70が本モデル（ACW75）のOEMで発売された。同社は参入初期はパイオニアからのOEM供給を受けていたため、皮肉にも5年の時を経てOEMする側とされる側が逆転することとなった。
- DV-AC82（2008年3月発売）

250GBのHDDを搭載。AC72の後継。シングルチューナーモデルから500GBモデルが廃止された。「らくらく一発録画」や「ハイブリッドダブレコ」は搭載。AQUOSハイビジョンレコーダーとしては最終モデルで、2011年秋頃まで製造された。

## AQUOSブルーレイ
シャープは2004年にもBlu-ray Discレコーダーを発売したことがあるが、2007年以降に本格的に投入されたBlu-ray機器にはAQUOSブランドを冠して展開している。AQUOSファミリンクに対応。
HDD非搭載などユニークな商品をラインナップしたが、売れ筋のHDD搭載機が発売延期を繰り返した影響があり、2008年春まではソニー・パナソニックに後れを取っていた。同年夏の北京オリンピック商戦では両社と対抗しうる新機種を発売して巻き返し、それ以降は3社が互角のシェア争いをしている。
2011年のアナログ放送停波までに全てのレコーダーのBlu-ray Disc化を完了。全メーカー中のBlu-ray Discレコーダーとしては、近年に発売されたモデルまで（2014年発売モデルまで）D端子を搭載していた（2011年発売モデルと2015年発売モデル以降の全モデルを除く）。シングルチューナーモデルの生産は2018年限りで終了し、現行モデルは上位機種がトリプルチューナーを、下位機種でもWチューナーをそれぞれ搭載している。500GB容量HDD搭載機種は2022年発売「2B-C05EW1」を最後に生産終了となり、（4Kチューナー非搭載の）他機種と4Kチューナー内蔵全機種は下位モデルでも1TB容量HDDを搭載している。
4Kチューナー搭載モデルは「ACASチップ」を本体に内蔵しているためB-CASカード不要。4Kチューナー非搭載モデルに付属のB-CASカードはフルサイズカードを用いる。
全機種「同軸アンテナ線」が1本付属されているが径が細いため、「付属アンテナ線は地デジ専用としてBDレコーダー・アクオス相互間の地デジアンテナ入出力端子をつなぐためだけに用い、BDレコーダーとアクオス相互間をつなぐBS・110度CSアンテナ線と・壁面アンテナコンセントと本機をつなぐアンテナ線およびBS/地デジ分波器については、4K/8K対応の市販品を別途用意する」よう指示（アンテナ線接続器具は「外れにくく外来ノイズや振動にも強い金属製のF型接栓またはプラグ」を推奨。アナログ時代の樹脂製アンテナプラグは外来ノイズや振動に弱く外れやすいため、画面や音声が途切れる場合あり）。HDMIケーブルは全機種別売りで・シャープはその自社生産をしていないため、「4K/8K対応ハイスピードタイプの市販品を別途用意する」よう指示されている。
2020年以降発売機種は上位モデルを中心にアナログAV入力端子の廃止が進み、年式が進むにつれ従来型アナログ再生機器からのダビングが可能な機種は大幅に減少。2022年秋冬以降のモデルは（Wチューナーモデルも含め）全機種アナログAV入力端子を廃止した。またヘッドホン端子は全機種非搭載なので、ヘッドホンはTV受像機やアンプなどを経由してつなぐ形となる。光デジタル出力端子は2016年以降発売機種より全廃されたため・デジタルコードレスサラウンドヘッドホンとの組み合わせはできなくなり、ホームシアター（アクオスオーディオ）とはHDMI接続のみ可。
2024年以降モデルより本体はパナソニック「DIGA」と共通デザインに変更され、取説内容もディーガと共通化されている（リモコンはアクオス独自デザイン）。BDレンズクリーナーはパナソニック「DIGA」用の「RP-CL720A」も使用可能。
4Kチューナー非搭載機種の現行モデルは、2024年発売のトリプルチューナーモデル「2B-C20GT1」と・Wチューナーモデル「2B-C20/C10GW1」のみとなっており、2025年以降は4Kチューナー搭載機種へ一本化される予定。
再生専用機（BD/DVDプレーヤー）の生産は据置・ポータブル共に2011年限りで終了。現行モデルは録再機（BDレコーダー）のみとなっており、現在シャープは国内大手メーカーで唯一BD/DVDプレーヤーを販売していない。

### ラインアップ

#### 2007年発売モデル
- BD-HP1（2007年5月発売）

「録画もできるBDプレーヤー」。記録型ドライブを搭載しているがデジタルテレビチューナーは搭載しない。i.LINK（TS）端子を通じてAQUOS（液晶テレビ）から転送したデジタル放送を録画したり、AQUOSハイビジョンレコーダーのHDDにある録画をBDにムーブできる。i.LINK接続できるのは自社の一部機種のみで、アナログ入力も非搭載のためレコーダーとしての用途は非常に限られる。また録画対応メディアは1層BD-REのみで、BD-Rや2層BD-REには対応しない。にもかかわらず発売当初の実売予想価格が15万円前後とフル機能のレコーダー並みに高価なため、売れ筋の商品にはならなかった。当初は3月発売予定だったが3度も延期された。
- BD-AV10/AV1（2007年10月発売）

21世紀の地デジビデオがコンセプトのHDD非搭載のBD単体レコーダー。録画対応メディアはBD-REのみで、BD-Rや各種DVDメディアには対応しない。編集機能も消去のみ。対応メディアと機能を大幅に絞り込んでVHSデッキに近い簡単な操作性を実現し、DVDレコーダーに移行していない潜在的なユーザーの開拓を目指したが、成功したとは言い難い。1層BD-REのみ対応の下位モデルAV1は10万円を切る価格が想定され、年末商戦では最安値で5万円台にまで値下がりした。デジタルチューナー内蔵レコーダーとしては初めて地上アナログチューナーを非搭載としている。
CMには液晶テレビと同じく吉永小百合を起用し、中高年でもVHSデッキより簡単にハイビジョン録画できることをアピールした。

#### 2008年発売モデル
- BD-HDW20/HDW15（2008年2月発売）

1TB/500GBのHDDを搭載したBDレコーダー。AV10/AV1とは異なり1層/2層BD-Rにも対応。DVD-R/RWの書き込みも含めて、ごくオーソドックスな機能を搭載している。ソニー・パナソニック・東芝のようにMPEG-4 AVCエンコーダを搭載せず、機能的には1世代古いとも言える。
当初は2007年12月1日発売予定だったが、BD-J再生のソフトウェアの検証に時間を要するため4度も延期され、2008年2月となった。
- BD-HDW22/HDW25/HDW30（2008年7月発売）

HDW15/20の後継。1TB/500/250GBのHDDを搭載したBDレコーダー。MPEG-4 AVCトランスコーダを搭載。HDDやBDにフルハイビジョン画質のまま、最長5倍長時間記録できる。ただしDVDへのHD記録（AVCREC、HD Rec）はできない。H.264記録は、2倍・3倍・5倍の3つの録画モードを用意。HDW30の場合、5倍モードを使えばHDDに約450時間、片面2層BD-R/REに約21時間40分録画が可能。2倍・3倍モードでは、映像や番組連動データ、音声データは変換せずそのまま記録できる（AVC+連動データ放送の同時記録は史上初）。5倍モードはフルHD映像記録が優先するため、音声データは変換せずそのまま記録できるが、連動データは記録できない。
AQUOSファミリンク対応の同社液晶テレビ「AQUOS」とHDMI接続することで、液晶パネルに最適な映像に調整し、パネル性能を余すところなく引き出すことができる「AQUOS純モード」を搭載。
本体のエコモードスイッチを「入」にすることで、待機消費電力を約0.3Wに抑え、効率よく節電できる低消費電力モード（エコモード）を搭載。エコモード時は、リモコン操作が出来ないなどの制限があるが、予約録画は可能である。
2009年3月には、ソフトウェアのバージョンアップにより、AVCHD方式のハイビジョンビデオカメラとUSB経由でHDDに取り込んだり、AVCHD方式で録画されたDVDの再生が可能になった。
パイオニアのBDR-WD700/900はそれぞれHDW25/HDW30のOEMである。
- BD-HD22（2008年10月発売）

前述のBD-HDW22/HDW25/HDW30同様、HDDやBDにフルハイビジョン画質のまま最長5倍長時間記録できるMPEG-4 AVCトランスコーダを搭載したシングルチューナーモデル。内蔵HDDは250GB。液晶テレビ「AQUOS」とのi.LINK(TS)接続でテレビのデジタルチューナーを活用して2番組同時録画が可能（ハイブリッドダブレコ）。「AQUOS純モード」「エコモード」（エコモード「入」時、待機消費電力を0.3Wに抑えられる）搭載。
- BD-HDV22（2008年11月発売）

前述のBD-HDW22/HDW25/HDW30/HD22同様、HDDやBDにフルハイビジョン画質のまま最長5倍長時間記録できるMPEG-4 AVCトランスコーダを搭載したシングルチューナーモデルで、同社初のVHSビデオ一体型。内蔵HDDは250GB。「AQUOS純モード」「エコモード」（エコモード「入」時、待機消費電力を0.4Wに抑えられる）搭載。

#### 2009年発売モデル
- BD-HP21（2009年3月発売）

ブルーレイディスクの高画質・高音質を追求したブルーレイディスクプレーヤー。前述のBD-HP1とは異なり、録画機能の付いていない再生専用機。画質面では、BD-HDW22/HDW25/HDW30/HD22/HDV22同様、｢AQUOS純モード」を搭載するほか、映画ソフトをオリジナルフィルムと同じ毎秒24コマで再現する1080/24p出力に加え、高精細なハイビジョン映像を滑らかに表現する1080/60p出力にも対応。音質面では、次世代オーディオ規格のドルビーTrue HDとDTS-HD Master Audioに対応するほか、高画質・高音質のために重要な電源の安定性を改善するためにアースプラグ付き3極の極太電源コードを採用（一般のコンセントで使用する通常の2極の電源コードも付属）。またオーディオ回路には音響用電解コンデンサーを採用、電源回路には電源インピーダンスを低く抑える工夫を施している。各出力端子や付属のHDMIケーブルの端子部には金メッキ処理を施し、導電性に優れ、信号の伝達ロスを最小限に抑える。
- BD-HDW40/HDW35/HDW32（2009年3月発売）
- BD-HDS32（2009年4月発売）

HDW30/HDW25/HDW22/HD22の後継のBDレコーダー。MPEG-4 AVCトランスコーダを搭載。ダブルチューナー搭載モデル3機種とシングルチューナーモデル1機種の計4機種が発表され、HDD容量はHDW40は1TB、HDW35は500GB、HDW32とHDS32は320GBが搭載される。シングルチューナーモデルは本機種から品番に"S"が付与され区別しやすくなった。HDDやBDにフルハイビジョン画質のまま、最長7倍（BSデジタル放送の場合、地上デジタル放送は5倍）の長時間録画ができる（DVDへのハイビジョン録画は不可）。2倍モード・3倍モード時は映像データ・サウランド音声データに加え、番組連動データもまるごと記録することができる（5倍モード・7倍モード時でもサウランド音声データは記録できるが、ハイビジョン録画を優先するため番組連動データは記録できない）。
BD-REに番組の予約情報を書き込むことでBD内蔵のAQUOS DX1シリーズにも予約録画ができる「BDディスク予約」、AQUOSファミリンク対応の同社液晶テレビ「AQUOS」とHDMI接続することで、液晶パネルに最適な映像に調整し、パネル性能を余すところなく引き出すことができる「AQUOS純モード」、本体のエコモードスイッチを「入」にすることで、待機消費電力を約0.2Wに抑え、効率よく節電できる低消費電力モード（エコモード）を搭載。
ダブルチューナーモデル（HDW40/HDW35/HDW32）はAVCHD方式のデジタルハイビジョンビデオカメラ（USBケーブル利用による接続）やHDV方式のビデオカメラ（i.LINKによる接続）を本機へ取り込むことができるほか、DVDやデジタル放送を高画質出力に変換する「IP変換LSI」を搭載し、シャープ製レコーダーでは初めてBD-LIVEに対応。HDW40では音響用電解コンデンサー、音響用電源回路コンデンサー、アンチバイブレーションキャビネット、無酸素銅電源コードを追加で搭載するほか、HDW32/HDW35ではHDMI出力端子のみに採用されている金メッキ端子をデジタル同軸音声、アナログ映像/音声出力端子にも拡大採用している。一方、シングルチューナーモデルのHDS32にはAQUOSとi.LINK接続することでAQUOS内蔵のデジタルチューナーを利用して2番組同時録画ができる「ハイブリッドダブレコ」を搭載した。
同年6月から7月に実施されたソフトウェアのバージョンアップにより、本機のチューナーで受信した番組をブルーレイディスクに直接録画が可能になったほか、内蔵HDDに録画したデジタル放送の番組をUSB経由で携帯電話に転送し、高画質で再生することができる「高画質番組持ち歩き」機能に対応した。この機能はシャープが製造するNTTドコモのSH-05A以降の全機種、ソフトバンクモバイルの933SH以降の全機種が対象となる。同年12月のソフトウェアアップデートにより、後述のHDW50/HDW45/HDW43と同じく最大約8.5倍のハイビジョン長時間録画ができるようになった。
- BD-HDW50/HDW45/HDW43（2009年10月発売）

HDW40/HDW35/HDW32後継のダブルチューナー搭載BDレコーダー。本体デザイン・HDD容量・トランスコーダーは前機種のものが継承される。
トランスコーダーのアルゴリズムの最適化を行うことで最大8.5倍（BSデジタル放送の場合、地上デジタル放送は7倍）の長時間録画が可能となる。2番組同時に長時間モードの録画ができるようになったうえ、2番組同時長時間録画中でもBDソフトの再生やHDDからBDへの高速ダビングができるようになり使いやすさも大幅に向上された。「Wおまかせオートチャプター」も備えており、2番組同時録画中に両方の番組でチャプターマークをつけることができる。
リンク機能も強化され、レコーダー再生中にファミリンク対応の液晶テレビ「AQUOS」の画面端に操作パネル「ファミリンクパネル」を表示し、テレビ側のリモコンにあるカーソルと決定ボタンでレコーダーの基本機能を操作できる「AQUOSファミリンクII」に対応した。さらに、約1.5倍速再生時でも聞き取りやすい音声で視聴できる「早見・早聞き再生（HDDのみ）」を搭載している。
2倍/3倍モード時でも番組連動データまでまるごと記録できる「高画質純録り」、BD-REディスクに予約情報を書き込み、レコーダーやBD内蔵AQUOSにセットするだけで予約録画できる「マイディスク予約」、本体のエコモードスイッチを入れることで待機時消費電力を約0.2Wに抑える「エコモード」は前機種（HDW40/HDW35/HDW32）から継続して搭載される。
- BD-HDS43（2009年11月発売）

HDS32後継のシングルチューナー搭載BDレコーダー。本体デザイン・HDD容量・トランスコーダーは前機種のHDS32から継承される。
機能面はダブルチューナーモデルのHDW43と同等で、トランスコーダーのアルゴリズムの最適化を行うことで最大8.5倍（BSデジタル放送の場合、地上デジタル放送は7倍）の長時間録画が可能なのも同一。ただし、シングルチューナーのため一部の機能は非搭載、チャプター機能は「おまかせオートチャプター」となる。

#### 2010年発売モデル
- BD-HDW55/HDW53（2010年4月発売）

HDW43/HDW45後継のダブルチューナー搭載BDレコーダー。HDD容量は前機種と同一だが、この時点ではHDW50後継の1TBモデルは設定されていなかった。
トランスコーダーを改良したことで最大約10倍の2番組同時・長時間録画に対応。長時間モード録画時に起こりやすい映像ノイズやDVDソフトなどを大画面テレビで表示した際に目立つ画像の粗さを低減し、クリアな高精細映像が再生できる「微細化高画質」技術を搭載。
ネットワーク機能も強化され、「スカパー!HD録画」に対応。本機での2番組同時録画との同時録画も可能である。CATV番組は従来SD画質しか録画できなかったが、CATVセットボックスとi.LINK接続することによりCATV番組のハイビジョン録画も可能となった。さらにホームネットワークに対応し、対応の液晶テレビ「AQUOS」であれば、本機内蔵HDDに録画した番組を別室で視聴することもできるようになる。「アクトビラ ビデオ･フル」も対応した。
- BD-HDS55/HDS53（2010年5月発売）

HDS43後継のシングルチューナー搭載BDレコーダー。HDD容量は前機種と同様だが、新たに500GB HDD搭載のHDS55が新設され、シングルチューナーモデルも2機種となった。
ダブルチューナーモデルのHDW55/HDW53と同様に、トランスコーダーの改良に最大約10倍の長時間録画に対応。HDDへの長時間録画中もBDソフトの再生やHDDからBDへの高速ダビングができる。「微細化高画質」技術は非搭載である。
このほかの機能も一部を除いてHDW55/HDW53と同等で、スカパー!HD録画、CATV番組のハイビジョン録画、ホームネットワーク、アクトビラ ビデオ・フルは本機種にも対応している。
- BD-HDW700/HDW70（2010年7月発売）

シャープ製レコーダーでは初となる「Blu-ray 3D」ディスク再生に対応したダブルチューナー搭載BDレコーダーの大容量機種。HDW70はHDW50と同容量の1TB HDDを、HDW700は2TB HDDを搭載し、HDW700の場合、約10倍の長時間モードで約1,807時間の長時間録画を実現した。Blu-ray DISCの大容量規格「BDXL」に世界で初めて対応した。
上級モデルにふさわしく、アンチバイブレーションキャビネット、オーディオ専用コンデンサを搭載し、HDMI端子、デジタル同軸音声端子、HDMIケーブル、映像/音声コードに金メッキ処理を施し、安定した電源を供給できるアースプラグ付き3極の極太電源コードを採用した。一般のコンセントに対応する2極の電源コードも付属される。
上記以外の機能面はHDW55/HDW53と同等で、「微細化高画質」技術、「高画質純録り」、「長時間録画マルチタスク」、「スカパー!HD録画」対応など豊富な機能を備える。新たにネットワーク機能をワイヤレスで楽しめる無線LANユニットとステレオヘッドフォンで疑似的にサウランド音声を楽しめるサウランド音声出力対応ヘッドフォン端子を搭載した。
- BD-HDW65/HDW63（2010年10月発売）
- BD-HDS65（2010年11月発売）

HDW55/HDW53/HDS55後継のBDレコーダー。HDD容量は前機種と同一である。これらの機種も「Blu-ray 3D」ディスク再生と「BDXL」に対応。ダブルチューナーモデル（HDW65/HDW63）は新たに無線LANユニットを内蔵。シングルチューナーモデル（HDS65）は前機種のHDS55では非搭載だった「微細化高画質」技術を新搭載した。
- BD-AV70（2010年12月発売）

HDDを非搭載してブルーレイレコーダーで業界最薄の厚さ35mmを実現し、付属のスタンドを装着すればテレビの両脇などのわずかなスペースにも縦置きで設置できる。ディスク読み込みの待ち時間を短縮するため「マッハメモリー」を搭載。録画時には記録速度が速いメモリーへ一時録画、再生時にはメモリーに保存していた映像から先に再生することでスムーズな録画・再生を可能としている。
機能面も充実しており、「Blu-ray 3D」ディスク再生、BDXL、CATV番組のハイビジョン録画、アクトビラ ビデオ・フルに対応するとともに、約10倍の長時間録画と「微細化高画質」技術、「高画質純録り」、サウランド音声出力対応ヘッドホン端子を搭載しており、BDドライブが一定時間動作停止状態が続いた場合に電源を自動オフする「インテリジェント パワーセーブ」機能も搭載する。

#### 2011年発売モデル
- BD-HDS63（2011年2月発売）

HDS65のHDD容量を320GBに減らしたシングルチューナー内蔵BDレコーダー。HDS53の後継機種で機能面はHDS65と同等だが、AACSの規定によりD端子出力がSDに制限されている。
- BD-HDW80/HDW75/HDW73（2011年4月発売）

HDW70/HDW65/HDW63後継の3D対応ダブルチューナー搭載BDレコーダー。「クイック起動モード」を設定しておくことで待機状態からリモコンのボタンを押すだけで番組表や録画リストが約1秒で起動する「高速一発起動」を搭載。前機種のBDW70に比べ、市販のBDソフトの読み込み時間を最速で約半分にまで高速化された「高速BDドライブメカ」を採用。「新・高速トランスコーダー」と「微細化高画質」を搭載して2番組同時に最長約12倍録画と長時間録画時の画質向上を実現した。D端子出力の端子は非搭載となり、S端子入出力はこのシリーズから廃止された。
- BD-H50（2011年5月発売）
- BD-H30/D1（2011年7月発売）

初心者でも簡単に扱える3D対応シングルチューナー搭載BDレコーダー。リモコンは番組録画と再生を中心にレイアウトされ、ボタン数も少なめにした「かんたんリモコン」を、本体も再生・録画の大型操作ボタンを配列。独自の「ワンプッシュ文字拡大ボタン」を搭載し、番組表や録画リストの文字をリモコンのボタン一つで大きく表示できる。録画予約に関しても「毎回予約」を設定しておくだけで番組表の情報をもとに毎日予約又は毎週予約を自動で設定する「かんたん毎回予約」機能を搭載している。H50は500GB HDD、H30は320GBのHDDをそれぞれ搭載しているが、D1はHDD非搭載である。
機能面は前述のHDW80/HDW75/HDW73に搭載されている機能を備えており、HDS65に比べてBDソフトの読み込み時間を最速約半分にまで高速化された「高速BDドライブメカ」、最大約12倍録画ができる「新・高速トランスコーダー」、「クイック起動モード」の設定で番組表・録画リストが約1秒で起動する「高速一発起動」などを搭載している。アナログAV入力端子を背面に装備（1系統のみ）しており、映像出力は、HDMIのみとなっている。
- BD-W500/W1000/W2000（2011年9月発売）

ブルーレイレコーダーでは初めて、スカパー!HDチューナーと無線LANアクセスポイント機能『Wi-Fiコネクト』を搭載。以前から対応していたスカパー!HD録画に必要なチューナーが搭載されたことで省スペースで設置でき、LANケーブル接続も不要。初期設定も本機のみでできる。録画予約は地上デジタルなどと同じように番組表から設定でき、予約した番組は予約リストに一覧表示され、キーワード自動録画機能も対応する。本機がアクセスポイントを兼ねているため、無線LANルーターがなくてもホームネットワークに対応した「AQUOS」やスマートフォン「AQUOS PHONE」へワイヤレスで映像を送信できるほか、ホームネットワーク非対応の機種でも別途ネットワークアダプターを用意すれば本機で録画した番組を別の場所でも視聴ができるうえ、同じネットワークで「スカパー!HD」などの契約済み有料番組を楽しめる「番組転送機能」も備える。映像出力はHDMIのみで、D端子等のコンポーネント出力端子およびS端子を含むアナログAV入出力の装備に関しては非搭載。
HDD容量はW500は500GB、W1000は1TB、W2000は2TBである。
2011年12月1日に実施されたアップデートにより、外付けHDDをフロントパネル内部に装備されているUSB端子に接続可能となり、内蔵HDDから外付けHDDへのダビング、および、外付けHDDから内蔵HDDへのダビングが可能となった。

#### 2012年発売モデル
- BD-H51/HW51/W510/W1100（2012年3月発売）

H51/W510/W1100はH50/W500/W1000の後継機種だが、HW51はかんたんシリーズ初となるダブルチューナーモデルである。HDD容量はW1100は1TB、その他の機種はすべて500GB。
新たに、予約録画していない場合でも、決定的瞬間や不意の来客・電話などで見逃したシーンを最大90分までさかのぼって視聴できる「ちょっと戻っテレビ」と好みのジャンルの番組を指定することで指定したジャンルの最新番組を自動更新録画する「最新上書き録画」を搭載。
ハイグレードシリーズに属するW510/W1100では新規開発の高速ドライブメカを搭載したことでHDD→ブルーレイディスクへのダビング時間を従来機種比約20%短縮した「スピードBDダビング」を、かんたんシリーズに属するH51/HW51ではリモコン操作で画面上に音声ガイド付きシンプルメニューを表示する「かんたんメニュー」や通常の約0.9倍速で再生し、スポーツ実況等の早口の番組を聞き取りやすくする「ゆっくり再生」を搭載。H51を除くすべての機種で、インターネットに接続してネット動画を手軽に楽しめる「YouTube視聴」に対応した。
S端子は前機種（H50/W500/W1000）同様非搭載だが、手持ちの機器との連携に配慮し、D映像出力端子やアナログAV入出力端子は全モデル装備されている（H51/W510/W1100は前機種にD映像出力端子とアナログAV出力端子を追加、W510/W1100はアナログAV入力端子も追加）。
- BD-T510/T1100/T2100（2012年5月発売）

国内のブルーレイレコーダーで初めて、着脱式のSHDD（スロットインハードディスク）を搭載し、内蔵HDDに加えて500GB分の録画容量を拡張できる。レコーダー本体に入れるので外付けハードディスクの設置場所が不要で、配線の手間も省ける。内蔵HDDからSHDDへ約10倍速の高速ダビングができ、内蔵HDDと同じく3番組同時録画に対応する。SHDDは別売りで用意されている。内蔵HDD容量はT510は500GB、T1100は1TB、T2100は2TBである。
シャープ製ブルーレイレコーダーでは初めての地上・BS・110度CSデジタルトリプルチューナーを搭載し、3番組同時録画を実現しているほか、スカパー!HDチューナーと接続することで4番組同時録画も可能である。
機能面では先に発売されたW510/W1100と同等で、予約録画していない番組でも最大90分までさかのぼって視聴できる「ちょっと戻っテレビ」や好みのジャンルの番組を自動更新録画する「最新上書き録画」、HDD→ブルーレイディスクへのダビング時間を高速化した「スピードBDダビング」、無線LANアクセスポイント機能「Wi-Fiコネクト」、「YouTube視聴」と充実の機能を備える。端子類はD映像出力端子・アナログAV入出力端子を装備しており、手持ちの機器との連携に対応。T1100/T2100ではさらに、アンチバイブレーションキャビネットやオーディオ専用コンデンサなど、厳選された高画質・高音質パーツを採用している。
- BD-S520（2012年11月発売）
- BD-W520/W1200（2012年11月発売）

ハイグレードシリーズの新モデルとして、W510/W1100後継のダブルチューナーモデルW520/W1200とハイグレードシリーズとしてはHDS63以来となるシングルチューナーモデルS520の3機種を設定。内蔵HDD容量はS520/W520は500GB、W1200は1TBである。
新たに録画リスト表示画面や録画番組再生中に約2分30秒又は約5分間隔で録画した番組のシーンを小画面で一覧表示し、小画面から選択したシーンから頭出し再生できる「見どころポップアップサーチ」を搭載。事前に専用ソフトをインストールすることでスマートフォンから音声で検索や操作ができる「スマートフォン ボイスリモコン」に対応した。
ダブルチューナーモデルのW520/W1200には視聴用チューナーを1基搭載し、2番組同時録画中に別の番組を視聴することができるほか、液晶テレビ「アクオス」と接続したときには録画用チューナーとなり3番組同時録画ができる「ファミリンクプラス録画」に対応（スカパー!プレミアムサービス（旧・スカパー!HD）対応チューナーと接続することで最大4番組同時録画も可能）。さらに、外付けHDDへの録画にも対応する。シングルチューナーモデルのS520にはシンプルな操作画面と音声ガイドで簡単に操作できる「音声ガイド付きかんたんメニュー」を搭載した。このシリーズよりシャープ製レコーダーでは初のデジタル放送に対応したGガイドが搭載されている。

#### 2013年発売モデル
- BD-W515（2013年2月発売）

ハイグレードシリーズの新モデルとして追加されたダブルチューナーモデルで、HDD容量は500GB。
新機能として、記録する映像の情報量が少なく、画質が劣化する長時間モードにおいて映像のブロックノイズや文字のエッジノイズを低減し、高画質で再生できる「高画質マスターエンジンBD」を搭載。本機能は放送視聴時、DRモードで録画した番組再生時、BD/DVDソフト再生時にも作動するのでノイズの少ない高画質な映像を楽しめる。スマートフォンに専用アプリ「AQUOSリモート予約」をインストールすることで外出先でもスマートフォンで番組検索や録画予約ができる「スマートフォン リモート予約」に対応。さらに、H51/HW51やS520同様、シンプルな操作画面と音声ガイドで簡単に操作できる「音声ガイド付きかんたんメニュー」も搭載されている。
既存のW520と異なる点では、ファミリンクプラス録画や最新上書き録画が非搭載となり、外付けHDDはダイレクト録画やムーヴに加え、自動録画と編集ができるようになり、ハイビジョンビデオカメラダビングはAVCHD Ver.2.0（プログレッシブ）対応となった。
- BD-T1300/T2300（2013年3月発売）

ハイグレードシリーズの新モデルとして、T1100/T2100後継のトリプルチューナーモデル2機種を設定。HDD容量はT1300は1TB、T2300は2TB。前機種同様、SHDD（スロットインハードディスク）に対応しており、手軽に容量を増設できる。
W515に初採用した「高画質マスターエンジンBD」を搭載したうえ、操作に迷ったときにリモコンの「ホーム」ボタンを押すことで放送中の番組を小画面表示に切り替えて番組を見ながら大きな文字とイラストで操作項目が表示され、操作項目を選ぶだけで直観操作できる「ビジュアルホームメニュー」、チャンネルを1つ指定することで予約不要で1日18時間まで、最長8日分自動録画する「1チャンネル自動録画」、放送や録画した番組を見ながら画面右側に番組一覧を表示して録画予約の設定ができる「見ながら番組予約」、録画した番組を予約・ジャンル・フォルダー・キーワードの4つのグループに整理し、見たい番組を探しやすくする「グループ録画リスト」を搭載。さらに、「スマートフォン リモート予約」に対応した。
T1100/T2100に搭載されていた最新上書き録画、モーションガイドは非搭載となったが、自動録画はキーワードに加えてジャンルも指定することができ、外付けHDDはダイレクト録画、ムーブに加えて自動録画と編集も可能となり、ハイビジョンカメラダビングはAVCHD Ver.2.0（プログレッシブ）対応となった。さらに、ダブルチューナーモデルのW515/W520/1200で採用されている見どころポップアップサーチ、ゆっくり再生、らくらく予約も新たに搭載され、スマートフォン ボイスリモコン、スマートフォン Wi-Fiダビングに対応した。
- BD-W1300/W2300（2013年5月発売）

ハイグレードシリーズの新モデルとして、W1200後継のW1300と新設定となるW2300のダブルチューナーモデル2機種を設定。HDD容量はW1300は1TB、W2300は2TB。
既発売のT1300/T2300同様に、「高画質マスターエンジンBD」、「ビジュアルホームメニュー」、「見ながら番組予約」、「グループ録画リスト」、「音声ガイド付きかんたんメニュー」を搭載し、「スマートフォン リモート予約」に対応。
W1200に搭載されていたファミリンクプラス録画、最新上書き録画、モーションガイドは非搭載となったが、外付けHDDはダイレクト録画、ムーブに加えて自動録画と編集も可能となり、ハイビジョンカメラダビングはAVCHD Ver.2.0（プログレッシブ）対応となった。
- BD-SP1000（2013年6月発売）

地上・BS・110度CSデジタルダブルチューナーに加え、スカパー!プレミアムサービス（旧・スカパー!HD）チューナーも搭載したモデル（但しデジタルラジオ放送と「スカパープレミアムサービス光」には非対応）。HDD容量は1TB。
新たに専用チューナーを購入することなく「スカパー!プレミアムサービス」の視聴・録画が可能（デジタルダブルチューナーと合わせて3番組同時録画も可能）。録画予約は番組表から行えるほか、録画したい番組をすばやく探し出せるようにキーワード・ジャンル・サブジャンル・特徴を組み合わせて検索できる「見つかる番組検索」は「スカパー!プレミアムサービス」でも利用可能である。その他、2013年発売モデルで採用されている「音声ガイド付きかんたんメニュー」を搭載し、「スマートフォン リモート予約」に対応。
本機が2番組同時録画中は本機チューナーでスカパープレミアムサービス視聴不可（本機内蔵スカパープレミアムチューナーはシングルチューナーなので、本機でスカパープレミアムサービス番組録画中は本機でのスカパーチャンネル変更も不可）。
- BD-S550（2013年11月発売）
- BD-W550/W1500（2013年11月発売）
- BD-T1500/T2500（2013年11月発売）

ハイグレードシリーズの新モデルとして、S520後継のシングルチューナーモデルS550、W515/W1300後継のダブルチューナーモデルW550/W1500、T1300/T2300後継のトリプルチューナーモデルT1500/T2500の全5機種を設定。HDD容量はS550/W550は500GB、W1500/T1500は1TB、T2500は2TB。
高加速モーターによってディスクの回転性能を向上させるとともに記録しているデータへのアクセスを早める「スピードBDドライブ」の搭載により、ディスクのセットから映像再生までの時間を高速化。「見どころポップアップサーチ」は改良が施され、従来からの約5分間隔に加え、番組内容に応じて約1分間隔/チャプターシーン表示にも切換できる「新・見どころポップアップ」に進化。さらに、今まで使用していた「AQUOSブルーレイ」とLAN接続することで内蔵HDD・外付けHDD・SHDDからのダビング(またはムーブ)ができる「買換えお引っ越しダビング」を新搭載。既対応の外付けHDDは新たに同時録再に対応したことでダイレクト録画や自動録画の追いかけ再生ができるようになった。
シングルチューナーモデルのS550はS520に搭載していた最新上書き録画、かんたんリモコン、モーションガイドがなくなる代わりに、見ながら番組予約、高画質マスターエンジンBD、グループ録画リスト、スピードBDダビング、ハードディスク内ダビング、ビジュアルホームメニュー、ワンタッチ切換、ホームネットワークサーバー機能、放送番組転送、ケーブルテレビ録画（LAN接続）、高画質番組持ち歩き、ハイビジョンビデオカメラダビング（AVCHD Ver.2.0（プログレッシブ）対応）、フォトシステム、マイディスク予約を新搭載し、これまで非対応だった外付けHDD（AQUOSに外付けされたHDDからのダビングを含む）、スカパー!プレミアムサービスLink（録画）、無線LANアダプター、アクトビラ・ビデオフル視聴、スマートフォンWi-Fi転送&ダビングに対応した。
ダブルチューナーモデルのW1500ではW1300に搭載されていたドルビーボリュームが非搭載となる替わりに、Wi-Fiコネクト機能・無線LANユニットを新たに内蔵した。

#### 2014年発売モデル
- BD-W550SW（2014年1月発売）

既存のダブルチューナーモデルW550のホワイトボディモデルで、HDD容量や機能はW550と同等である。
- BD-S560（2014年6月発売）
- BD-W560/W560SW/W1600/W2600（2014年6月発売）
- BD-T2600/T3600（2014年6月発売）

ラインナップを刷新し、S550後継のシングルチューナーモデルS560、W550/W550SW/W1500後継のW560/W560SW/W1600及び新設のW2600のダブルチューナーモデル4機種、T2500後継のT2600及び新設のT3600のトリプルチューナーモデル2機種の計7機種を設定。HDD容量はS560/W560/W560SWは500GB、W1600は1TB、W2600/T2600は2TB、T3600は3TB。シャープ製のブルーレイレコーダーで内蔵HDD容量3TBの機種はT3600が初である。
ブルーレイレコーダーで初となる機能やサービスを新たに備えており、録画した番組を見ながら番組予約や編集作業ができる「2画面見ながら操作」を搭載。リモコンの「2画面」ボタンを押すだけで簡単に2画面表示することができ、放送番組と録画番組の2画面表示もできるほか、左右の画面サイズの変更も可能である。操作などで困ったときにはお客様相談センターのオペレーターがユーザーのレコーダーをインターネット経由で遠隔確認し、同じ操作表示画面を見ながら短時間でわかりやすいアフターサービスを提供する「あんしんリモートサポート」に対応している。
そのほか、録画した番組を番組カテゴリ/人名/ジャンル/チャンネル/毎回予約ごとに自動整理し、たくさんの番組を保存しているときでも項目を絞り込むだけで視聴したい番組を簡単に探し出せる「新・グループリスト」や、検索時に番組表画面に表示される番組検索画面で番組カテゴリや人名などから該当する項目を絞り込むだけで予約したい番組をすばやく見つける「簡単サクッと検索」を新たに搭載し、従来搭載されていた「約1.5倍速早見・早聞き再生」は1分間隔・5分間隔・チャプター画面に切替表示できる子画面を表示することで見たいシーンをすばやく検索し、一定間隔やチャプター部分を自動スキップする「スキップモード」も設定できる「見どころ早見再生」に進化。外付けHDDの最大対応容量が3TBに向上した。さらに、今後行われるソフトウェアアップデートにより、手持ちのスマートフォンやタブレットからアクセスし、外出先から録画番組などが視聴できるDTCP+リモートアクセス機能「外からリモート視聴」に対応している。トリプルチューナーモデルのT2600/T3600は前機種のT2500に搭載されていた「1チャンネル自動録画」を改良し、最大3チャンネルまで指定できる「3チャネル自動録画」に進化した。
- BD-T1650（2014年10月発売）

T1500後継のトリプルチューナーモデル。HDD容量は1TB。先に発売されたT2600/T3600同様、「約1.5倍速早見・早聞き再生」を「見どころ早見再生」に、「1チャネル自動録画」を「3チャネル自動録画」にそれぞれ改良したほか、2画面見ながら操作、新・グループリスト、簡単サクッと検索を搭載し、DTCP+リモートアクセス機能「外からリモート視聴」に対応した。本機種からSHDDが非対応となった。

#### 2015年発売モデル
- BD-S570（2015年2月発売）
- BD-W570/W570SW/W1700/W2700（2015年2月発売）
- BD-T1700/T2700/T3700（2015年2月発売）

2014年モデル同様にラインナップを刷新し、S560後継のシングルチューナーモデルS570、W560/W560SW/W1600/W2600後継のW570/W570SW/W1700/W2700のダブルチューナーモデル4機種、T1650/T2600/T3600後継のT1700/T2700/T3700のトリプルチューナーモデル3機種の計8機種を設定。HDD容量はS570/W570/W570SWは500GB、W1700/T1700は1TB、W2700/T2700は2TB、T3700は3TB。
新機能として、地上デジタル放送の新作連続ドラマを簡単な操作で録画・視聴できる「ドラ丸」を搭載（S570を除く）。設定することで地上デジタル放送の番組表から新作の連続ドラマをリストアップし、専用リストに一覧表示。リストアップされたドラマは初回から4週間分自動録画（1話毎に4週間保存可能。4週間を経過すると一番古い放送回1つを消去し、次の放送回を継続して自動録画する）されるため、放送後に話題にのぼった作品も初回から視聴が可能。残したい作品は「録画予約を確定する」に設定することで最終話まですべて録画することができる。一方で、4週間未視聴の作品はすべて自動消去して以降は録画されないほか、個別に自動録画の設定取り消しも可能なためハードディスク容量を効率よく使うことができる。録画後も複数話の連続視聴やBlu-ray Discへのダビングがしやすいように番組ごとに整理して保存される。モードの切替により、新作連続アニメをリストアップして自動録画することも可能である（本機能に関しては再放送や2時間スペシャルなどの単発ドラマは対象外なので注意が必要）。
このほか、録画リスト表示で選択した番組の内容を24個の子画面（間隔は約1分～約5分まで約1分刻みで設定可能）で表示し、番組内容をすばやく確認できる「番組内容まるわかり」も搭載。さらに、今後行われるソフトウェアアップデートにより「SeeQVault（シーキューボルト）」に対応で、シャープ製の「SeeQVault」対応機器であれば、買い替え後も外付けハードディスクをそのまま付け替えて録画した番組の視聴が可能となる。外付けハードディスクを「SeeQVault」フォーマットにした場合、内蔵ハードディスクからのダビングのみ可能で、外付けハードディスクへの直接録画が不可となる、今後、2013年以降に発売されたモデルにも広げて対応する。
トリプルチューナーモデルのT1700/T2700/T3700は前機種のT1650/T2600/T3600に搭載されていた3チャンネル自動録画が非搭載となった。S570/W570/W570SW/W1700/W2700（Wチューナー及びシングルチューナーモデル）は（前機種のS560/W560/W560SW/W1600/W2600では搭載されていた）アナログ映像入出力端子とD映像出力端子を廃止したため、HDMI端子のないテレビとの接続が不可となった（トリプルチューナーモデルのT1700/T2700/T3700は従来通りアナログAV入出力端子とD出力端子を搭載。但しHDMIケーブル以外で接続した場合は市販BDソフト視聴不可）。
- BD-S580（2015年10月発売）
- BD-W580/W1800/W1800W/W2800（2015年10月発売）
- BD-T1800/T2800/T3800（2015年10月発売）

2015年秋冬モデルとしてラインナップを刷新し、S570後継のシングルチューナーモデルS580、W570/W1700/W2700後継のW580/W1800/W2800のダブルチューナーモデル3機種、T1700/T2700/T3700後継のT1800/T2800/T3800のトリプルチューナーモデル3機種の計7機種を設定。HDD容量はS580/W580は500GB、W1800/T1800は1TB、W2800/T2800は2TB、T3800は3TB。ダブルチューナーモデルのホワイトボディは内蔵HDDの容量をW570SWの500GBから1TBに増量し、W1800Wとなった。
新機能としてブルーレイレコーダーとして初めて、テレビ番組に関連するWebサイトのURLと共に、URLから自動変換したQRコードも表示する「スマートフォンQRコード表示」機能を搭載し、スマートフォンなどで読み取ることが可能となった。録画リスト表示中に「緑」ボタンを押すことで同じタイトルの番組がフォルダごとに集約表示し、連続再生やダビング・消去・保護が一括操作できる「まと丸」も搭載した。
既存機能も改良を行い、前機種（2015年春夏モデル）で搭載された「ドラ丸」はシリーズの途中から録画したい連続ドラマや2015年春夏モデルでは非対応だった再放送ドラマ（番組表のタイトル名にドラマの話数が含まれている場合のみ）でも、番組表から選択して「ドラ丸リスト」へ追加することが可能となり、「ドラ丸リスト」には1度も再生されずに4週目に入った時に「もうすぐ削除」が新たに表示される。「番組内容まるわかり」は1画面に表示される子画面が最大60個に拡大した。
トリプルチューナー搭載モデルに対応しているSHDD増設はT3800のみの対応となった。
本モデルよりトリプルチューナー機種（Tシリーズ）もアナログAV出力端子を全廃。これによりシャープ「アクオスブルーレイ」は全機種（TV受像機とは）HDMI接続しか出来なくなっている。

#### 2016年発売モデル
- BD-NS500（2016年5月発売）
- BD-NW500/NW1000/WW1000/NW2000（2016年5月発売）
- BD-NT1000/NT2000/NT3000（2016年5月発売）

2016年春モデルとしてラインナップを刷新。本モデルからシリーズ名が変わり、シングルチューナーモデルはNS系、ダブルチューナーモデルはNW系（ダブルチューナーモデルのホワイトボディはWW）、トリプルチューナーモデルはNT系となる。HDD容量はNS500・NW500は500GB、NW1000・WW1000・NT1000は1TB、NW2000・NT2000は2TB、NT3000は3TBとなる。
AQUOSの2016年春発売モデルであるU40ライン・US40ライン・XD45ラインとHDMIケーブルで接続し、設定を行うことでテレビの電源オンに連動してレコーダーも起動し、テレビで選局しているチャンネルの情報がレコーダーへ送られ、視聴している番組と同じ番組を最大90分まで自動で一時録画を行うことで、急な用事などで視聴を中断するときにテレビのリモコンで一時停止状態にし、後から続きを視聴したり、見逃したシーンを見直すことができるタイムシフト録画機能「AQUOSタイムシフト」を搭載した。「AQUOSタイムシフト」対応機種以外のAQUOSにおいてはタイムシフト視聴設定を「する」に設定することで、「ちょっと待っテレビ」・「ちょっと戻っテレビ」が使用できる。
「ドラ丸」は改良を行い、これまでの地上デジタル放送に加え、BSデジタル放送にも対応したことで、連続の海外ドラマでも新作の自動録り置きや初回放送済作品・再放送作品のリストへの追加も可能となった。併せて、トリプルチューナーモデルは同一時間帯で自動取り置きできる番組数が2番組から3番組に性能向上し、ダブルチューナーモデルは同一時間帯での2番組同時録り置きが可能となった。さらに、これまで非搭載だったシングルチューナーモデルにも「ドラ丸」が新搭載された。「見どころポップアップ」についても、字幕放送付の番組において、表示時に字幕データから抽出した文字情報も同時に表示できるようにすることで、シーンに関連した文字情報によって判別しやすくする「セリフ付見どころポップアップ」に進化した。
2015年秋モデルのBD-T3800に比べて奥行41mm、高さ10mm短縮したコンパクトボディの新デザインとなった。また本モデルより光デジタル出力端子は全廃され、ホームシアター・ラックシアターとはHDMIケーブルでしか繋げなくなっている（デジタルコードレスサラウンドヘッドホンとの組み合わせ不可。4Kパススルー非対応のシアターと組み合わせる場合、本機と4Kテレビはシアターを間に挟まず直接HDMI接続し、シアターは別系統で独立させてHDMI接続する）。
- BD-NS510（2016年11月発売）
- BD-NW510/NW1100/WW1100/NW2100（2016年11月発売）

2016年秋モデルとして、シングルチューナーモデルのNS系とダブルチューナーモデルのNW・WW系をモデルチェンジ。内蔵HDD容量はNS510とNW510は500GB、NW1100とWW1100は1TB、NW2100は2TBとなる。
「ドラ丸」はジャンルに「バラエティ」が追加され、設定を変更することでドラマやアニメの時と同じように、新作の連続バラエティ番組の自動録り置きや、レギュラー放送・再放送のバラエティ番組のリストへの追加が可能となり、「まと丸」はまとめた番組フォルダにサムネイル表示がされるように改良。内蔵HDDに録画した番組に8つのスタンプ（いいね・微妙・また見る・見るな・保存版・チェック・済み・DUB済み）を表示して目的別に管理が可能な「録画リスト スタンプ表示」を搭載した。

#### 2017年発売モデル
- BD-UT1100/UT2100/UT3100（2017年3月発売）

2017年春モデルとして、トリプルチューナーモデルをモデルチェンジしUT系となった。内蔵HDD容量はUT1100は1TB、UT2100は2TB、UT3100は3TBとなる。
新エンジン「4KマスターエンジンBD-PRO」や防振スタビライザーを採用したBDドライブの搭載により、「AQUOSブルーレイ」では初めてとなるUltra HD Blu-rayの再生や、4K60pアップコンバート機能に対応。ブルーレイディスクレコーダーで初めて、4K UHDの表示サイズに合わせて文字フォントを最適化し、番組や出演者の情報を画像つきで表示する「裏番組表」や「おすすめ・特集」などを備えた「4Kビジュアル番組表」を搭載した。
本年発売機種よりアナログAV入力端子は廃止され、従来型アナログ再生機器からのダビングは出来なくなっている。
- BD-NS520（2017年10月発売）
- BD-NW520/NW1200/WW1200/UW2200（2017年10月発売）
- BD-NT1200/UT1200/UT2200/UT3200（2017年10月発売）

2017年秋モデルとしてモデルチェンジされ、トリプルチューナーモデルのNT系が1年ぶりに再設定されたほか、新たに、ダブルチューナーのUltra HD Blu-ray対応モデルとなるUW2200が追加された。内蔵HDD容量は、NS520とNW520は500GB、NW1200・WW1200・NT1200・UT1200は1TB、UT2200とUW2200は2TB、UT3200は3TBとなる。
HDD再生時の1秒当たりのコマ数を増やしたことで早送り・早戻し時の映像がなめらかになり、最大スピードを約250倍速に高速化された「250倍速なめらかサーチ」が搭載されたほか、BDドライブは密閉度を高めたことによる耐塵対策や光学ピックアップユニット・ドライブソフトウェアの改善により長寿命化を図った「ホコリシールドBDドライブ」となった。「ドラ丸」にには録画済みの番組にカーソルを合わせると番組が音声付で動画再生や早送りする機能が追加された。
UT系では、「4Kビジュアル番組表」にジャンル色や文字サイズ・濃さなどのカスタマイズ設定が可能なように改良されたほか、「早見・早聞き」は再生スピードを1.5倍速の固定から、ブルーレイレコーダーでは初めてとなる1.1倍速から2倍速の10段階（0.1倍速刻み）の調整が可能な「可変速早見・早聞き」となった。UW2200にも改良型の「4Kビジュアル番組表」や「可変速早見・早聞き」が搭載されている。

#### 2018年発売モデル
- BD-NW2200（2018年4月発売）
- BD-NT2200（2018年4月発売）

NW系とNT系の追加モデルとして、内蔵HDD容量2TBモデルが発売された。機能面は2017年10月発売モデルに準じる。

#### 2019年発売モデル
- 2B-C05BW1/C10BW1/C10BW2/C20BW1（2019年3月発売）
- 2B-C10BT1（2019年3月発売）
- 2B-C10BT3/C20BT3（2019年3月発売）

2019年春モデルとしてモデルチェンジされ、後述する「AQUOS 4Kレコーダー」の2代目モデル同様、本モデルから品番が新しくなり、"2B-"から始まるようになった。NW520/NW1200/WW1200/NW2200後継のダブルチューナーモデルBW1/BW2（BW2はホワイトボディモデル）、NT1200後継のトリプルチューナーモデルBT1、UT1200/UT2200後継のUltra HD Blu-ray再生対応トリプルチューナーモデルBT3の3モデルを設定しており、シングルチューナーモデルはラインナップされない。内蔵HDD容量はC05BW1は500GB、C10BW1/C10BW2/C10BT1/C10BT3は1TB、C20BW1とC20BT3は2TBとなる。
Googleアシスタント対応アクオスのリモコンのマイク、スマートスピーカーによる音声操作や、「Googleアシスタント」アプリをダウンロードしたスマートフォンを音声リモコンとして操作可能な「声でらくらく操作」が搭載された。本機能を使用するにはスマートフォンアプリ「AQUOSスマートスピーカーコネクト」のダウンロード、インターネット接続、ホームネットワーク設定などが必要。話し方は一定の決まりがある。番組表（BT3は新4Kビジュアル番組表）でジャンルを指定すると指定したジャンルの番組だけを強調表示させる「指定ジャンル強調」が搭載された。
BT3は、後述する「AQUOS 4Kレコーダー（AT3）」で録画・ダビングされたBS4K/110度CS4K放送のブルーレイディスクの再生が可能なほか、録画リストは4K UHDテレビに対応した高精細文字フォントを採用した「4K録画リスト」に改良。「AQUOS 4Kレコーダー」のAT3で初搭載されたAQUOSユーザーが視聴・録画予約・再生した番組を集計し、ランキング形式で表示する「AQUOS視聴・録画ランキング」が搭載された（「AQUOS視聴・録画ランキング」はインターネット回線への接続が必要）。

#### 2020年発売モデル
- 2B-C05CW1/C10CW1/C10CW2/C20CW1（C05CW1のみ2020年3月発売、他の機種は同年2月発売）
- 2B-C10CT1/C20CT1（2020年2月発売）

2020年春モデルとして、ダブルチューナーモデルとトリプルチューナーモデルがモデルチェンジされた。BW1/BW2後継のダブルチューナーモデルCW1/CW2（CW2はホワイトボディモデル）、BT1後継のトリプルチューナーモデルCT1の2モデルを設定。内蔵HDD容量はC05CW1は500GB、C10CW1/C10CW2/C10CT1は1TB、C20CW1/C20CT1は2TBとなる。トリプルチューナーの2TBタイプは2018年発売モデルのBD-NT2200以来の設定となる。
後述する「AQUOS 4Kレコーダー」のBT3に初採用された「HDD/BDドライブ健康診断」が新たに搭載された。
- 2B-C10CT4/C20CT4（2020年4月発売）

2020年春モデルの第2弾として、BT3後継のトリプルチューナーモデルCT4を設定。内蔵HDD容量はC10CT4は1TB。C20CT4は2TB。後述する「AQUOS 4Kレコーダー」のBT3に搭載されている「5upコンバーター」を搭載した「4KマスターエンジンBD-Premium」が採用され、「HDD/BDドライブ健康診断」が新たに搭載された。BT3で対応していたUltra Blu-rayの再生が不可となった。同社製レコーダーの大多数に搭載されているタイムシフト機能（AQUOSタイムシフト/タイムシフト視聴）は非搭載となっている。
- 2B-C30CW1（2020年6月発売）

「AQUOSブルーレイ」のダブルチューナーモデルの内蔵HDD容量において最大となる3TBモデルを追加発売。機能は2020年春モデルのCW1/CW2に準じる。

#### 2021年発売モデル
- 2B-C05DW1/C10DW1/C10DW2/C20DW1/C30DW1
- 2B-C10DT1/C20DT1

2021年春モデルとして、ダブルチューナーモデルとトリプルチューナーモデルをモデルチェンジ。CW1/CW2後継のダブルチューナーモデルDW1/DW2（DW2はホワイトボディモデル）とCT1後継のトリプルチューナーモデルDT1の2モデルを設定。内蔵HDD容量はC05DW1は500GB、C10DW1/C10DW2/C10DT1は1TB、C20DW1/C20DT1は2TB、C30DW1は3TBとなる。
新機能として、録画リスト表示中にジャンルを指定することで指定したジャンルの番組だけを強調表示する機能や、番組をリモコンの黄ボタンで選択すると番組全体の3/4を10分割した再生ポイントから5秒間ずつ再生し、約1分で番組内容をざっくりと確認可能な「タイトルプレビュー」、ソフトウェアバージョンやB-CASカード番号など、本体の基本情報やネットワーク設定などを一覧表示する本体情報表示が新たに搭載された。
一方で、CW1/CW2/CT1に搭載されていた字幕全文表示、スマートフォンQRコード表示、AQUOSタイムシフト、タイムシフト視聴、TSUTAYA TV、音声ガイド付きかんたんメニュー、プロジェクターモードが非搭載となり、3Dディスク及びDVD-RAM/DVD+RW/Rの再生、DVD/CD-RへのJPEG記録、連動データ記録及び連動データ記録ディスクの連動データ再生、BDへの直接録画が不可となった。ドラ丸はバラエティが非対応（ドラマとアニメのみ対応）に、見どころポップアップはセリフなしとなったほか、アナログ映像・音声入力端子はDT1のみの搭載となった。

#### 2022年発売モデル
- 2B-C05EW1/C10EW1/C10EW2/C20EW1
- 2B-C10ET1/C20ET1

2022年モデルとしてモデルチェンジ。DW1/DW2後継のダブルチューナーモデルEW1/EW2（EW2はホワイトボディモデル）とDT1後継のトリプルチューナーモデルET1の2モデルを設定。内蔵HDD容量はC05EW1は500GB、C10EW1/C10EW2/C10ET1は1TB、C20EW1/C20ET1は2TBとなる。
新機能として、タレント名やジャンルなどのワードを設定（最大12個まで、手動設定に加え、「おまかせテーマ」として12種類のテーマも用意されており、このうち、韓流ドラマ、映画、ゴルフ、お笑い番組の4つのテーマは予めプリセット済み）することで関連する番組を自動録画する「おまかせ録画」を搭載する。通常予約や「ドラ丸」の録画と重なった場合は通常予約や「ドラ丸」が優先となり、「ドラ丸」で録画された番組は「おまかせ録画」リストに表示されない。
毎回予約で番組名を選択することで不定期放送のシリーズ番組や年末に一挙放送される再放送の連続ドラマも1回の予約設定で済み、急な特番などで放送日時が大幅に変更になった時も新たな放送日時をキャッチして録画することで録り逃しを防ぐ「番組名繰り返し予約」、再生中に目的のシーンを探すための操作を十字キーと決定ボタンだけで可能な「再生ブラインド操作」も搭載された。
DW1/DW2/DT1で対応していたSeeQVaultは非対応となった。
本年発売モデルよりアナログAV入力端子は全機種で廃止され、従来型アナログ再生機器からのダビングが不可となった。

#### 2024年発売モデル
- 2B-C10GW1/C20GW1
- 2B-C10GT1

約2年ぶりにモデルチェンジ。EW1後継のダブルチューナーモデルGW1とET1後継のトリプルチューナーモデルGT1の2モデルを設定。内蔵HDD容量はC10GW1/C10GT1は1TB、C20GW1は2TBとなる。ラインナップが集約され、ダブルチューナーのホワイトボディモデルと内蔵HDD容量500GBモデル、トリプルチューナーの内蔵HDD容量2TBモデルが廃止された（C20GW1/C10GW1は、パナソニック「ブルーレイDIGA2023年モデル・DMR-2W202/2W102」のOEM）。
テレビとの連携機能が強化され、既存の「AQUOS純モード」・「AQUOSファミリンク」に加え、対応のテレビとHDMIケーブルで接続した場合、録画した番組を再生する際にジャンル情報をテレビへ送信してテレビ側で色彩・明暗・精細度や音声を自動調整するAQUOS「AIオート高画質・高音質」連動が搭載された。
「ドラ丸」は全面改良され、放送時間帯との組み合わせでドラマとアニメの同時設定（最大2つまで。ドラマ又はアニメのみで2つの放送時間帯を設定することも可能）が可能となり、お録りおき期間が4週間から最長1クール（約90日間）に拡大、従来は不可だった単発のスペシャルドラマも自動録画に対応した「新 ドラ丸&アニ丸」へ強化。「おまかせ録画」は機能がシンプル化され、画面上に表示される番組ジャンルや人名などを選択するだけとなり、2022年発売モデルに搭載されていた「番組名くり返し予約」が非搭載となった。
「見どころポップアップ」は表示シーンの間隔が1分毎のみに変更、内蔵HDDに加えてUSB外付けHDDにも対応した「見どころサーチ」となり、2022年発売モデルに搭載されていた「18画面録画リスト」が非搭載されたものの、「まと丸」は「新 ドラ丸&アニ丸」、毎日・毎週予約、カテゴリーまとめて予約で録画した同一タイトルの番組であれば自動的にまとめ表示される「新 まと丸」へ強化された。
2022年発売モデルに搭載されていた「HDD/BDドライブ健康診断」や「ホコリシールドBDドライブ」は非搭載化されたが、使用するときに素早く起動してディスクトレイの開閉も高速化（高速ディスクトレイオープン）される「クイック起動」が搭載された。
本体の高さが2022年発売モデルから9.5mm薄くなり、テレビ下のスタンドの空きスペースへの設置も可能となった（機種によってはテレビ下に置けない場合や、スイーベルで画面の向きを変えた場合に隙間が狭くなりレコーダー天面部分と接触する場合がある）。
前作2022年モデルまで搭載されていたLAN端子は廃止され、ネットワーク接続はWi-Fiでしかできなくなっている。本体ディスプレイも非搭載で、本機の動作状態はランプの点灯・点滅と接続先テレビ画面でのみ確認可能。本機が4K非搭載アクオスブルーレイ最終モデルとなり、2025年以降は4Kチューナー搭載モデルへ一本化される予定。

## AQUOS 4Kレコーダー
4K放送対応レコーダー。2014年6月発売の初代モデルと2018年11月発売の2代目モデル以降では仕様が全く異なり、型番も異なっている。
- TU-UD1000（2014年6月発売）

初代モデルは次世代放送推進フォーラムが124/128度CSデジタル放送で開始された4K高度狭帯域衛星デジタル放送、Channel 4Kの視聴・録画にいち早く対応したモデルとして発売され、4K試験放送の視聴に必要なHEVCデコーダー（4K試験放送の圧縮規格であるHEVCに対応したデコーダー）とスカパー!プレミアムサービスチューナーを搭載。視聴の際は4K UHDテレビ（HDCP2.2に対応していることが必要だが、XL10ラインでも4K30pながら受信可能）と124/128度CSデジタル放送アンテナが必要であった。4K狭帯域衛星デジタル放送チューナーが搭載されたのが初であり、HEVCデコーダーを搭載したレコーダーとしても初めてであった。放送開始当時に存在したチューナーは開始記念式典にあったTU-UD1000の5台のみであった。
HDD容量は1TB。スカパー!プレミアムサービスチューナーに加え、地上・BS・110度CSデジタルダブルチューナーも搭載しており、通常のHDDレコーダーとして、デジタル放送やスカパー!プレミアムサービスの録画・再生も可能で、「買換えお引っ越し」機能に対応したAQUOSブルーレイにダビングすることもできる（4K試験放送はAQUOSブルーレイへのダビングは不可）。そのほか、AQUOSブルーレイに搭載されているAQUOSリモート予約・Wi-Fiダビング（4K試験放送は不可）・見どころポップアップサーチ・音声ガイド付きかんたんメニューも搭載されており、外付けHDDやホームネットワークにも対応している。但しスカパー!オンデマンドとデジタルラジオ放送には非対応。
本機はAQUOSブルーレイ（シャープ製BDレコーダー）で初めてアナログAV出力端子を全廃したため、TV受像機とはHDMIケーブルでしか繋げない（従来型アナログTV受像機における外付デジタルチューナーとしての使用不可）。さらにアナログAV入力端子とBD/DVDドライブも非搭載のため（ビデオデッキなど）従来型アナログ再生機器からのダビング不可。またラックシアター「AQUOSオーディオ」シリーズの4Kパススルー対応モデルは現時点で（2014年8月現在）発売されていないので、本機を4K対応AQUOS（テレビ）と組み合わせる場合はAQUOSオーディオ経由での接続不可（本機と4K対応テレビはAQUOSオーディオを間に挟まず直接繋ぎ、4K非対応AQUOSオーディオとテレビは別系統で独立接続する）。
- 4B-C20AT3（2018年11月発売）
- 4B-C40AT3（2018年11月発売）

約4年5ヶ月ぶりに発売された2代目モデルは初代モデルに搭載されていたスカパー!プレミアムサービスチューナーがBS4K/110度CS4Kチューナーに置き換わり、新たにUltra HD Blu-rayの再生に対応し、「250倍速サーチ」を備えた「ホコリシールドBDドライブ」が搭載され、AQUOSブルーレイのフラッグシップモデルを兼ねるようになった。HDD容量が増え、C20AT3は2TB、C40AT3は4TBとなった。
TU-UD1000では不可だった4K番組のブルーレイディスクへのダビングがBDドライブと「4Kダビング」機能の搭載により、本機だけで可能となった（ただし、他機器では再生できない場合があり、4K非対応のBDレコーダーやBDプレーヤーでは再生不可となる）。
番組表や録画リストは4K UHDテレビに対応した文字フォントで高精細に表示するとともに、番組表は番組や出演者情報を画像付（インターネット接続が必要）で表示し、ジャンルの色や文字の大きさ・濃さのカスタマイズ設定が可能で、指定したジャンルの番組のみを強調表示する機能も備えた「4Kビジュアル番組表」に、録画リストは18個の子画面を表示し、音声付で動画再生することも可能な「4K録画リスト」となった。
HLG方式に対応していないテレビでも「HLG⇒HDR10変換」機能によってHDR映像で出力することが可能なほか、HDRそのものに対応していないテレビではSDR（標準）映像で出力することが可能である。
AQUOSブルーレイに搭載されている「ドラ丸」、「見どころポップアップ」、「番組内容まるわかり」、「まと丸」、「AQUOSタイムシフト」、「外からリモート視聴」、「AQUOSリモート予約」も搭載され、「SeeQVault」に対応したが、「ドラ丸」・「AQUOSタイムシフト」・「外からリモート視聴」・「AQUOSリモート予約」・「SeeQVault」と既搭載の「買換えお引越しダビング」はBS4K/110度CS4K放送に対応しない。
- 4B-C10BT3（2019年10月発売）
- 4B-C20BT3（2019年10月発売）
- 4B-C40BT3（2019年10月発売）

3代目モデルは、4Kレコーダー並びにブルーレイレコーダーとして初めて、解像度・ダイナミックレンジ（輝度）・色域・ビット深度・フレームレートをBS4K/110度CS4K放送と同レベルに向上させて出力する「5upコンバーター」を搭載した「4KマスターエンジンBD-Premium」を採用。BS4K/110度CS4Kチューナーを2基に増やし、BS4K/110度CS4K放送の2番組同時録画が可能で、地上デジタル/BS/110度CSデジタル放送1番組との3番組同時録画も可能である。
スマートフォンで撮影した写真や動画を専用アプリを用いてWi-Fi転送でレコーダーへ取り込むことが可能な「スマホ写真・動画まるごとストレージ」機能や、ハードディスクドライブやBDドライブの劣化が無いか確認が可能な「HDD/BDドライブ健康診断」機能が新たに搭載された。
ラインナップを拡大し、初代モデルのTU-UD1000以来となる1TBが追加され、3機種となった。
- 4B-C20DT3（2021年6月発売）
- 4B-C30DT3（2021年6月発売）
- 4B-C40DT3（2021年6月発売）
- 4B-C10DW3（2021年6月発売）
- 4B-C20DW3（2021年6月発売）
- 4B-C30DW3（2021年6月発売）

4代目モデルは、画像処理エンジンが「Medarist BD」となり、それに伴って画像処理回路を「5upコンバーターPRO」へ進化。地上デジタル放送で採用されているSDR映像をHDR10映像相当にアップコンバートする際に有機ELテレビ用に明暗コントラストをくっきりあざやかに再現可能なようにチューニングを行うOLEDモードが搭載された。併せて、「Medarist BD」に備わっている高画質圧縮技術「HEVC」により、BS4K/110度CS4K放送では4K UHDの解像度のままで、最大で12倍の長時間録画を可能にする「4K HEVC長時間録画」が可能となり、録画した4K番組をBDへダビングする際も「4K HEVC長時間ダビング」により、BDへの長時間ダビングも可能となった（BDへのダビングでは、4K非対応のBDレコーダーでも再生可能にする「2K AVC長時間モード」も用意されている）。地上デジタル放送についても、BDへのダビングやHDDで画質変換を行う際に、従来の長時間録画モードよりも画質劣化を抑え、2.4倍モードではDRモードと同等レベルの画質を実現しながらより多くの時間をダビング可能な「2K HEVC長時間ダビング」も備わる。
「ドラ丸」は「AQUOSブルーレイ」の2021年モデル同様にバラエティが非対応化したものの、BT3では非対応だったBS4K/110度CS4K放送にも対応した（BSデジタル放送の場合同様に録画するチャンネルに追加することで可能。画質モードは4K DRモードのみ）。
「AQUOSブルーレイ」の2021年モデル同様に、「タイトルプレビュー」、指定リスト強調 録画リスト、本体情報表示も搭載された。
一方で、BT3に搭載されていたスマートフォンQRコード表示、AQUOSタイムシフト、タイムシフト視聴、プロジェクターモードが非搭載となり、SeeQVault・3Dディスク及びDVD-RAM/+R/+RWの再生、番組連動データ記録及び連動データ記録ディスクの連動データ再生は不可となった。そのほか、4K録画BD再生はTS記録のみ対応となり、早見・早聞きは1.3倍速固定に変更。番組表は2Kの番組表にスペックダウンされた。
ラインナップを拡充し、新たにダブルチューナーモデルを新設（ダブルチューナーモデルでは「クリアサウンドコンディショナー」非搭載）。既存となるトリプルチューナーモデルは、1TBをダブルチューナーモデルへ移行する形で廃止する替わりに3TBが追加され、全部で6機種に倍増した。
- 4B-C20ET3（2022年10月発売）
- 4B-C40ET3（2022年10月発売）
- 4B-C60ET3（2022年10月発売）
- 4B-C10EW3（2022年10月発売）
- 4B-C20EW3（2022年10月発売）
- 4B-C40EW3（2022年10月発売）

5代目モデルは、日本国内のブルーレイレコーダーで初となるハイビジョン放送の「HEVC」録画に対応し、「2K HEVC長時間録画」モードを新たに搭載。画質を維持したままでファイルサイズを小さくすることが可能なため、「2K HEVC 2.4倍」モードを選択した場合はDRモードと同等レベルの画質で長時間録画が可能となった。ハードディスクへの録画だけでなく、ブルーレイディスクへのダビングでも可能である（ただし、「2K HEVC長時間録画」モードでダビングされたブルーレイディスクはシャープ製以外の機器では再生できない場合があり、4K非対応のBDレコーダーやプレーヤーでは再生不可となるので注意が必要である）。
「AQUOSブルーレイ」の2022年モデル同様に、「おまかせ録画」、「番組名くり返し予約」、「再生ブラインド操作」が搭載されたほか、前面にデータ送受信端子が搭載されたことで、ビデオカメラなどで撮影された動画をUSBケーブル経由（スマートフォンのアプリを利用したWi-Fi経由でも可能）で取り込むことが可能となり、ブルーレイディスクへのダビングもMP4形式の他に、4K非対応のBDレコーダーでの再生が可能なように「2K AVC変換」も可能である。「買換えお引越しダビング」は4K録画番組のダビングも可能となった。
ラインナップが一部変わり、ダブルチューナーモデル、トリプルチューナーモデル共に3TBモデルを廃止する替わりに、ダブルチューナーモデルには4TB、トリプルチューナーモデルには「AQUOS」ブランドのレコーダーで最大容量となる6TBがそれぞれ追加され、大容量化された。
- 4B-C40GT3（2024年11月発売）
- 4B-C20GT3（2024年11月発売）

6代目モデルはパナソニック「4KブルーレイDIGA」2023年モデル「DMR-4T403/203」のOEM。リモコンはシャープ独自デザインだが、本体と取説表記がDIGAと共通デザイン化されている。内蔵HDDはC40GT3が4TB、C20GT3が2TB。上位機種のC40GT3はHDMI出力を2系統搭載。このうちの1系統を音声用とすることで映像と音声を分離して信号伝送を行うことができ、音声用はHDCP2.2・4K・HDR非対応のAVアンプの接続も可能としている。
5代目モデルに搭載されていた「2K HEVC長時間録画」モードは省かれたものの、「4K HEVC長時間録画」モードは選択肢を5代目モデルの6段階から18段階に拡張。新たに番組などの音声やCD音源などをハイレゾ相当にアップコンバートする「ハイレゾリマスター再生」や音量を絞った状態でも聞き取りやすいサラウンド音声に自動調整する「ナイトサラウンドモード」が搭載された（ハイレゾリマスター再生とナイトサラウンドモードは同時設定不可）。
「AQUOSブルーレイ」の2024年モデル同様に、「ドラ丸」は「新 ドラ丸&アニ丸」、「まと丸」は「新 まと丸」へそれぞれ強化され、録画リストは18画面からジャンル別に変更。AQUOS「AIオート高画質・高音質」連動や「クイック起動」が搭載された一方、「番組名繰り返し予約」、「ホコリシールドBDドライブ」、「HDD/BDドライブ健康診断」は非搭載となった。
ラインナップが集約され、Wチューナーモデルと6TB容量HDD搭載モデルが廃止された。

## AQUOSオーディオ
AQUOSファミリンク対応のシアターラックシステムは「AQUOSオーディオ」と呼ばれている。シャープの特徴である「1ビット再生」を生かし、AQUOSファミリンク対応のAQUOSおよびAQUOSハイビジョンレコーダー/AQUOSブルーレイとの連携で簡単操作やサウンドモード自動切換えができるのも特徴である。
登場初期は「AQUOSサラウンド」という名称であったが、2世代目からは「AQUOSオーディオ」という名称になっている。2010年以降製造の機種は「ARC（オーディオリターンチャンネル）」に対応しており、アクオス2010年以降モデルと組み合わせる場合に限り光デジタルケーブル接続が不要となり、HDMIケーブル1本のみでシアターからテレビの音を出せるようになった。4Kアクオスブルーレイと4K・8Kアクオスとを組み合わせる場合、シアターが4Kパススルー非対応機種の場合はテレビ・BDレコーダー双方を直接HDMI接続し、シアターは別系統で独立させて4K・8KアクオスのARC対応HDMI端子へつなぐ。
ラックシアター（アンプ・スピーカー付きテレビ台）の生産は2017年までに終了し、現行モデルはシアターバータイプのみとなっている（アクオスカタログには「斡旋共用テレビ台および壁掛け金具」として朝日木材加工製品を掲載）。

## AQUOSフォトプレーヤー
デジタルカメラや携帯電話で撮った写真をテレビにつないでハイビジョン画質で見ることができるAQUOSファミリンク対応のフォトプレーヤー。スライドショー機能やプリント機能も搭載。2008年現在3モデルが発売中。

## AQUOSファミリンク
AQUOSとAQUOSハイビジョンレコーダーおよびAQUOSオーディオ/サラウンドをHDMIで接続し、一つの操作系（リモコン等）で全ての機器を制御可能とする機能である。2006年より採用が始まっている。

## 競合他社製品

### 薄型テレビ
- Wooo（HITACHI）
- WEGA ⇒ BRAVIA（SONY）
- Τ ⇒ VIERA（Panasonic）
- REGZA（TOSHIBA / TVS REGZA）
- CINEMA 3D（LGエレクトロニクス）
- Pure Vision ⇒ KURO、ELITE（Pioneer）
- EXE（Victor・JVC）
- REAL（MITSUBISHI）
- Plasmavision、AVIAMO（富士通ゼネラル）
- CAPUJO ⇒ VIZON（SANYO）

### DVD/BDレコーダー
- DIGA（Panasonic）
- スゴ録 ⇒ ブルーレイディスクレコーダー（SONY）
- Wooo（HITACHI）自社開発中止
- 楽レコ ⇒ REAL（MITSUBISHI）
- スグレコ（pioneer）自社開発中止、OEMについては前述